# Guerra civil de Guatemala
El conflicto armado interno de Guatemala fue un conflicto bélico de 36 años, librado en este país centroamericano entre 1960 y 1996 dentro del marco de la Guerra Fría entre el bloque capitalista de los Estados Unidos y el bloque comunista de la Unión Soviética. Desde la Independencia en 1821 hubo muchos sucesos, como el golpe de Estado contra el Presidente Jacobo Árbenz Guzmán en 1954, y el fallido golpe de Estado contra Miguel Ydígoras Fuentes, del 13 de noviembre de 1960 que agudizaron la polarización de la sociedad guatemalteca. Ese día del 1960 se considera el inicio de este conflicto armado interno, que causó un gran impacto en términos económicos y políticos.
En 1962 se crea el primer grupo guerrillero del país, el Movimiento Revolucionario 13 de Noviembre (MR-13), el cual se organizó y estuvo activo en el oriente del país hasta su disolución en 1971. El gobierno del licenciado Julio César Méndez Montenegro fue el único gobierno civil desde 1960 hasta 1986, aunque estuvo fuertemente influenciado por los miembros de la cúpula del ejército. El gobierno de Méndez Montenegro dio paso al trío de gobiernos militares de la década de los setenta y luego a la década de golpes de Estado y de fuga de capitales.
El conflicto armado interno finalizó el 29 de diciembre de 1996, durante la presidencia de Álvaro Arzú, con la firma del Acuerdo de Paz Firme y Duradera entre el Gobierno de Guatemala y la Unidad Revolucionaria Nacional Guatemalteca, poniendo fin a una lucha de 36 años.
La Comisión para el Esclarecimiento Histórico ―nombrada por las Naciones Unidas para recopilar información histórica del conflicto― mediante un complejo análisis estadístico estimó (no hay evidencia solida que respalde esta estimación) que el saldo al final fue de doscientos mil muertos, cuarenta y cinco mil desaparecidos y cerca de cien mil desplazados.
La mayoría de las víctimas fue producto de la política de tierra arrasada y de combates en la región occidental de la Franja Transversal del Norte, particularmente el Triángulo Ixil, que fue poblado en la década de 1960 cuando dio comienzo el proyecto de la Franja pensando que sería el granero nacional; a mediados de la década de 1970 se encontró petróleo en la región, lo que provocó intensos combates en el área.
Según la Comisión para el Esclarecimiento Histórico, las fuerzas gubernamentales son responsables del 93 % de la violencia del conflicto y los grupos guerrilleros del 3 % (4 % no están identificados).

## Antecedentes
Con la salida de la grana de los mercados internacionales, el gobierno de Justo Rufino Barrios se vio obligado a producir café, el cual requería grandes extensiones de tierra y una gran cantidad de mano de obra a bajo costo. A fin de satisfacer esta necesidad, en 1873 Barrios expropió las «tierras de indios» que se habían mantenido desde el virreinato para convertirlas en fincas cafetaleras para sus correligionarios liberales, y luego emitió el «Reglamento de Jornaleros» el cual prácticamente convertía a la población indígena en colonos mal pagados en dichas fincas.

### Gobierno de Manuel Estrada Cabrera

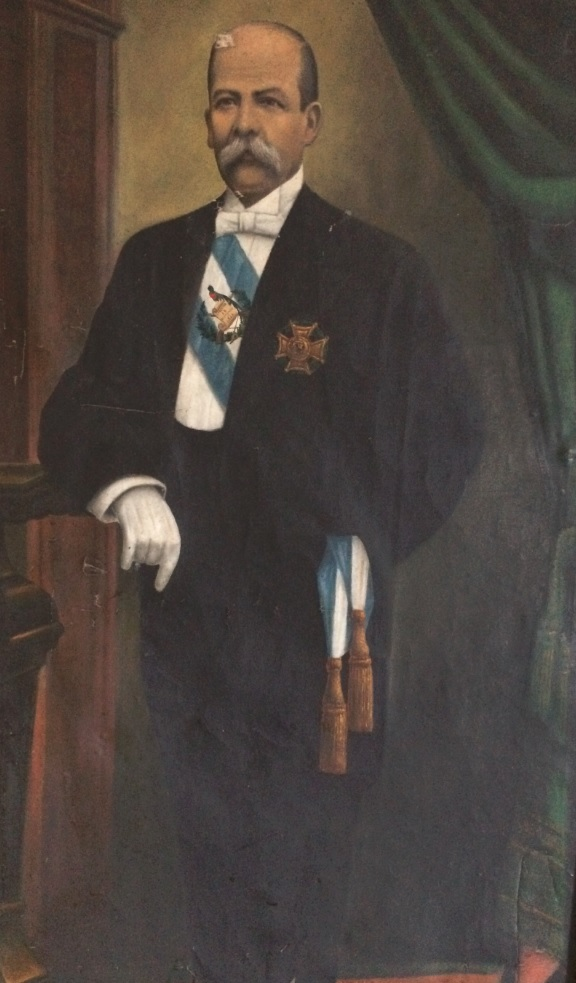
Licenciado Manuel Estrada Cabrera.
Primer presidente civil de Guatemala
Gobernó entre 1898 y 1920
«Museo Nacional de Historia de Guatemala».

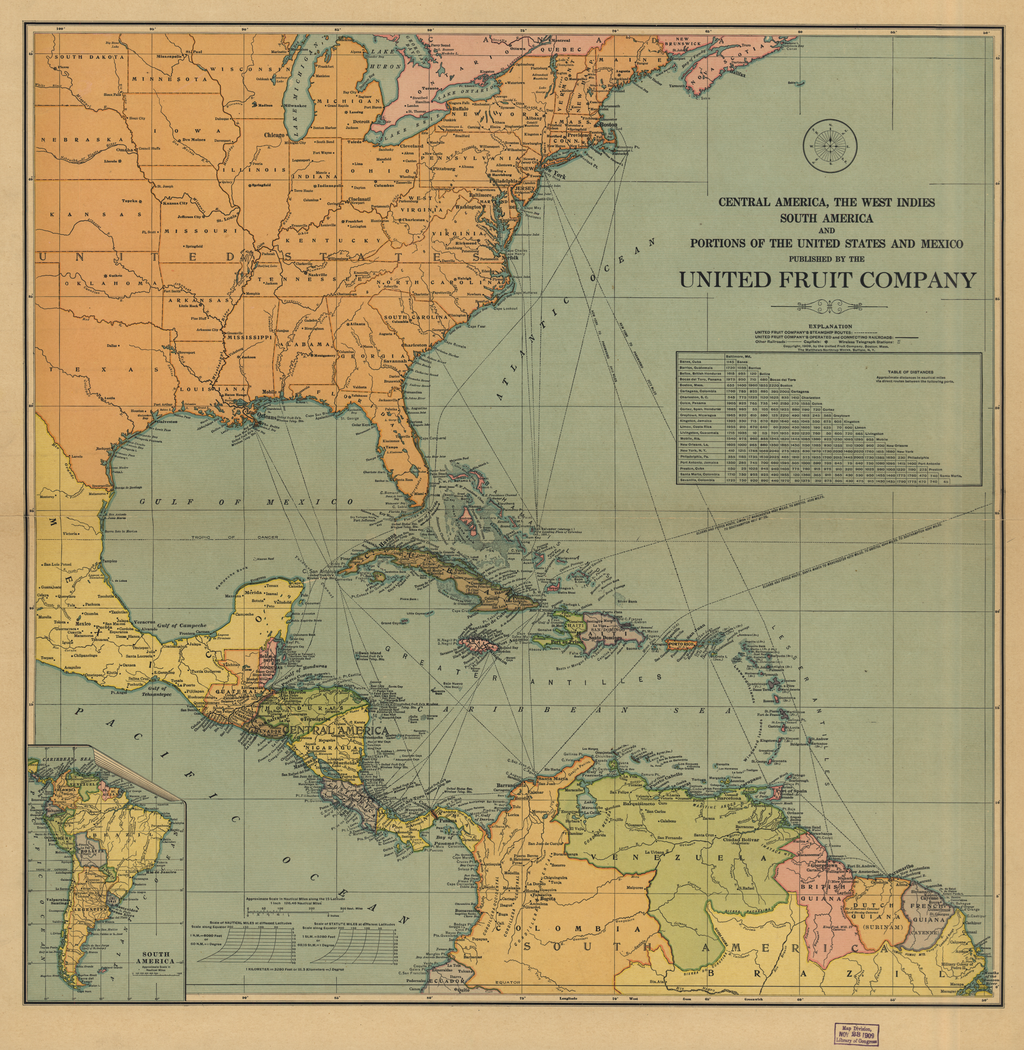
Mapa de rutas de la «Flota Blanca» de la United Fruit Company, la cual tenía el monopolio de transporte de carga y personas desde y hacia Puerto Barrios, tras las generosas concesiones otorgadas por Estrada Cabrera.

Durante el gobierno del primer presidente civil de la república de Guatemala, Manuel Estrada Cabrera estuvo del año (1898-1920), se mantuvo el sistema del Reglamento de jornaleros de Barrios, y además la United Fruit Company (UFCO) se convirtió en la principal fuerza económica de Guatemala, gracias a grandes concesiones otorgadas por el gobierno, ya que Estrada Cabrera tenía acciones en la compañía; a Estrada Cabrera, además, le interesaba obtener el apoyo estadounidense para evitar un posible ataque de la flota británica; y en cuanto a la política exterior de los Estados Unidos para Centroamérica, esta consistía en mantener gobiernos afines y lo más pacíficos posible para facilitar la construcción del canal interoceánico, que primero estuvo planificado para Nicaragua, luego en Colombia y por último en Panamá, tras la Separación de Panamá de Colombia.
Siguiendo el estilo de la época, el presidente no toleró oposición a su gobierno, persiguió a sus enemigos políticos y restringió la libertad de prensa, pero a pesar de esto, es considerado como un administrador eficiente, ya que logró mantener la economía del país pese a que esta se vio afectada por la deuda con los bancos británicos heredada del gobierno de José María Reyna Barrios, la construcción del Canal de Panamá, la variabilidad en el precio del café, principal producto de exportación de Guatemala durante los regímenes liberales, y por las imposiciones políticas, económicas y militares de los Estados Unidos, Inglaterra y Alemania durante la Primera Guerra Mundial.
La UFCO controló más del 40 % de la tierra del país, las instalaciones del único puerto en el Atlántico (Puerto Barrios) y el transporte en ferrocarril con apoyo incondicional del gobierno guatemalteco. Esta situación se mantendría hasta 1944.

#### Guatemala, una «República Bananera»
El término despectivo de la República bananera (del inglés Banana Republic) suele utilizarse para describir a pequeños países que son pobres y subdesarrollados y que tienen un gobierno inestable, con corrupción galopante y una relación sumisa con los Estados Unidos. El término fue acuñado por el escritor estadounidense O. Henry, quien lo usó para describir al imaginario país «Anchuria» en su novela Cabbages and Kings. Henry se inspiró en lo que vio durante un viaje a Honduras, que había sido invadida en 1910 por la corporación frutera Cuyamel Fruit, y que estuvo a punto de irse a la guerra por rivalidades corporativas con su vecina, la Guatemala de Manuel Estrada Cabrera, la cual a su vez estaba controlada por la United Fruit Company.
Otros escritores siguieron empleando el término para describir a los corruptos países de América Central y el poder casi absoluto que en los mismos tenían las fruteras estadounidenses.

#### Estructura social de Guatemala
En 1920, el príncipe Guillermo de Suecia visitó Guatemala e hizo una descripción muy objetiva tanto de la sociedad guatemalteca de la época como del gobierno de Estrada Cabrera en su libro "Between two continents", "notes from a journey in Central America", 1920
El príncipe explicó la dinámica de la sociedad guatemalteca que observó indicando que, aunque Guatemala se hacía llamar República, contaba en realidad con tres clases sociales claramente definidas:
1. Criollos: Una minoría formada por familias descendientes de los españoles que conquistaron Centroamérica y que para 1920 estaban a cargo de ambos partidos políticos en el país. Para ese año, se habían relacionado con extranjeros, principalmente europeos, y la gran mayoría de ellos tenía sangre indígena en sus venas.[37]
2. Ladinos: La clase media, constituida por personas que nacieron del cruce entre nativos, negros y criollos. En 1920 no tenían poder alguno, aunque conformaban el grueso de los grupos de artesanos, dueños de tiendas, comerciantes y oficiales de bajo rango en el ejército.[38]
3. Indígenas: La vasta mayoría de la población. Analfabetos y renuentes a cualquier forma de cambio, han sido utilizados en el ejército por sus cualidades, llegando a posiciones de mandos medios, por sus cualidades de ser renuentes a participar en actividades políticas y su respeto innato hacia el gobierno y los oficiales.[39] En 1920, constituían la principal fuente de mano de obra agrícola y estaban en tres grandes categorías: mozos colonos, que vivían en plantaciones y se les daba un pequeño terreno para que lo cultivaran por su cuenta, a cambio de que trabajaran en las plantaciones por ciertos períodos de tiempo;[39] mozos jornaleros: trabajadores por día, que eran contratados para trabajar en las fincas por un determinado tiempo y se les pagaba un salario diario;[39] y artesanos independientes: aquellos indígenas que vivían en las provincias más remotas y sobrevivían cultivando maíz, frijol o arroz. Su excedente lo vendían en los mercados de la comunidad y frecuentemente transportaban sus productos a sus espaldas.[40]

### Después de Estrada Cabrera
El presidente interino Carlos Herrera y Luna heredó un desorden fiscal, monetario y bancario, con inflación galopante; se opuso a ratificar varios contratos con compañías norteamericanas que había firmado Estrada Cabrera y que Herrera consideraba lesivos para el país. Entre estos se encontraban:
- Venta de la Empresa Eléctrica, que había sido expropiada a los accionistas alemanes después de la Primera Guerra Mundial.
- Contrato con la International Railways of Central America (IRCA),[g] para poner en vigor el Contrato Ferrocarrilero Méndez-Williamson de 1908 firmado en el período del presidente Manuel Estrada Cabrera.[h]
- Contrato sobre servicio de luz, calor y fuerza eléctrica con Central America Power Company.
- Contrato con Washington Serruys, para la instalación de un tranvía eléctrico.
- Contrato entre el Ministerio de Fomento y la Compañía All America Cables Incorporated, para el establecimiento en la capital de una oficina pública de cablegramas.[41]

Herrera fue derrocado en un violento golpe de Estado en diciembre de 1921. El golpe estuvo dirigido por el general José María Orellana, quien había sido Jefe del Estado mayor de Estrada Cabrera y quien ratificó todos los contratos con compañías internacionales.

#### El Poder de la United Fruit Company en el gobierno de Orellana
1. La Huelga de los Mueller's: A mediados de 1924, los portuarios de Puerto Barrios, claves para la exportación de banano y para las importaciones a Guatemala, demandaron la jornada de 8 horas y aumento de sus salarios. La UFCO se negó a aceptar y no cedió; los trabajadores entonces se fueron a la huelga, a la cual se solidarizaron todos los trabajadores de las fincas de la frutera. La UFCO pidió ayuda al gobierno, que actuó con rapidez: se enviaron tropas a imponer el orden en Barrios; el choque fue brutal, saldándose con muertes y heridos entre los obreros. La huelga duró 27 días, pero la represión logró acabarla: 22 dirigentes fueron encarcelados y luego expatriados.[42]
2. Huelga ferrocarrilera: A finales de 1924, los trabajadores de la International Railways of Central America (IRCA) demandaron la reducción de horas de trabajo, el aumento de salario y el respeto para su organización Sociedad Ferrocarrilera. Una vez más, la frutera (propietaria de la IRCA) se negó rotundamente a aceptar estas demandas y movilizó al gobierno de Orellana para reprimir violentamente la huelga de cinco mil trabajadores.[43]
3. Grandes extensiones de tierra ociosa: Un mecanismo ampliamente utilizado por la UFCO era comprar a precios bajos grandes cantidades de tierras como una herramienta para evitar que surgieran competidores y mantener así un monopolio sobre la producción de plátanos, inclusive conservando extensas zonas agrícolas sin cultivar bajo pretexto que sequías o huracanes le obligaban a mantener «en reserva» grandes extensiones de terreno sin usar.

### Gobierno del general Jorge Ubico
Cuando el general Ubico tomó el poder en 1931, eran numerosos los países que se inclinaban por gobiernos autoritarios; de esta manera, una vez en el poder, Ubico Castañeda asumió poderes dictatoriales y métodos de espionaje y represión similares a los de Barrios y Estrada Cabrera, y mantuvo una Asamblea legislativa títere obediente a sus mandatos. Inteligente, dinámico y temperamental, tenía obsesión por controlar hasta el más mínimo detalle de la vida de Guatemala, siendo uno de sus principales objetivos el de lograr una reorganización de la administración pública, para lo que nombró a varios allegados suyos, los llamados Ubiquistas, en posiciones claves del gobierno. Su gobierno se caracterizó por un esfuerzo por estabilizar las finanzas del Estado, reduciendo el gasto público: demostró ser un administrador muy capaz al reducir los sueldos de los empleados públicos en un 40 % para contrarrestar el déficit del gobierno; y también por las acciones de una policía y poder judicial implacables en contra del delito, de la corrupción y de cualquier tipo de oposición al régimen. Finalmente, completó la centralización del poder al eliminar a los alcaldes popularmente electos por intendentes que eran nombrados por el propio presidente.
Es significativo su impulso a las obras públicas, especialmente carreteras, en beneficio de la actividad cafetalera -dominada por inmigrantes alemanes en la Veparaz en donde había sido Jefe Político- y por terratenientes guatemaltecos en el resto del país. Para la construcción de carreteras empleó trabajo forzado de indígenas, vigilados por el cuerpo de ingenieros del ejército. Por medio del decreto 1995 de 1934 canceló las deudas impagables que los jornaleros tenían con los hacendados, suprimiendo así el Reglamento de Jornaleros impuesto por Justo Rufino Barrios en 1873; pero para contrarrestar una potencial escasez de mano de obra para las fincas, promulgó el Decreto 1996 ―la Ley de Vagancia― y el Decreto 1474 ―la Ley de Vialidad―, las cuales obligaban a todo campesino, que no tuviera un mínimo de tierras, a trabajar cierta cantidad de días al año de servicio de un hacendado; si esto no se podía comprobar, el jornalero debía trabajar gratuitamente en los caminos.
Puede decirse que su administración se mantuvo gracias al monopolio bananero de la «frutera» (la United Fruit Company), a la que le otorgó generosas concesiones en Tiquisate y para el usufructo del ferrocarril. Conforme avanzaban los sucesos de la Segunda Guerra Mundial, la política norteamericana y sus compromisos con la «frutera» lo obligaron no solo a declarar la guerra a las naciones del eje ―Alemania, Italia y Japón―,</ref> sino a permitir el establecimiento de bases norteamericanas en Guatemala. Entre los beneficios que recibió del gobierno estadounidense a cambio de su alianza en la guerra, hubo armamento moderno para el ejército y entrenamiento en la Escuela Politécnica por militares estadounidenses.

### Revolución de 1944

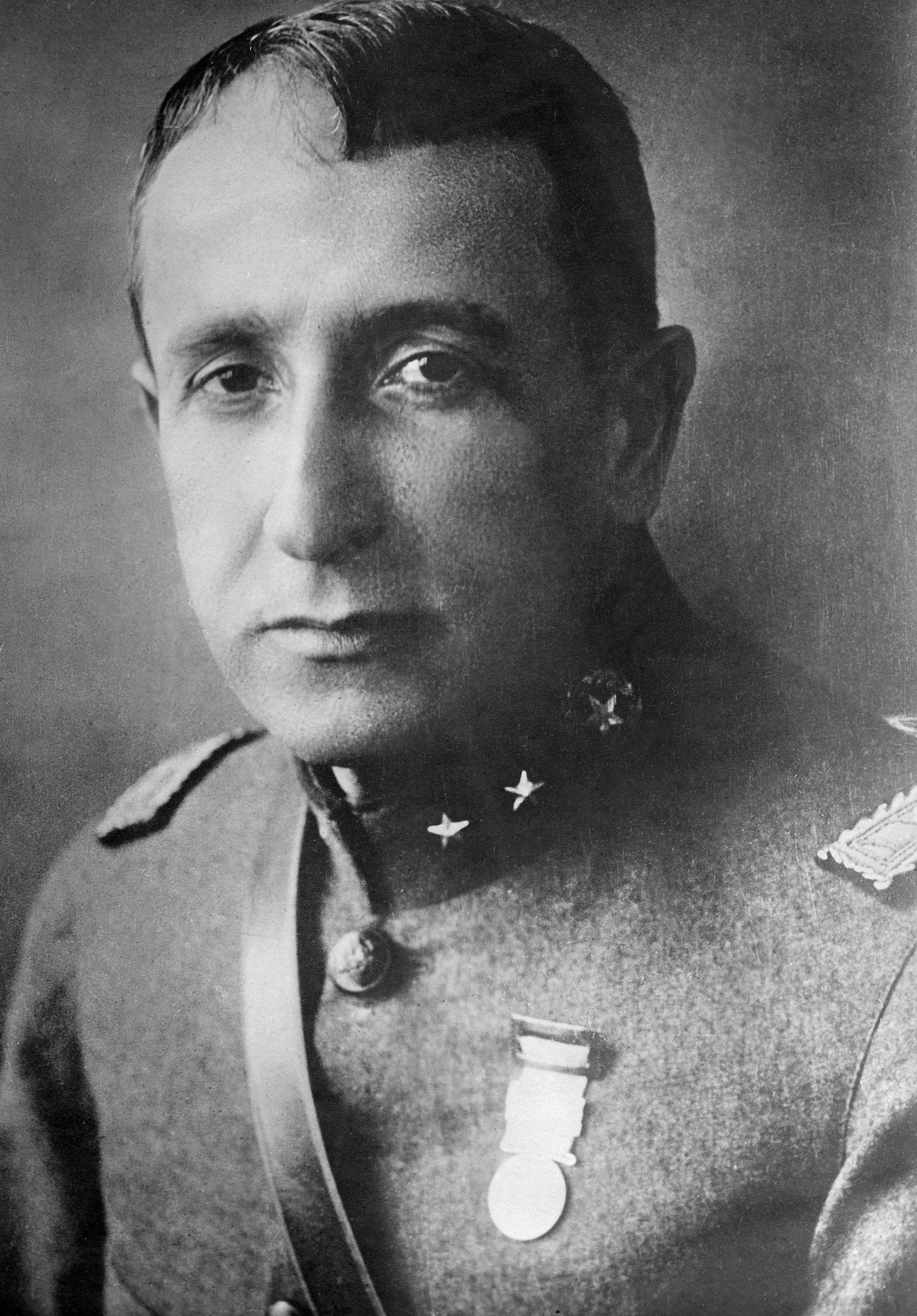
General Jorge Ubico Castañeda.

El General Ponce Vaides, solamente estuvo al mando durante 110 días y continuó con la forma de gobernar represiva de su antecesor, dando instrucciones a la policía para atacar a sus adversarios. En aquellos días El Imparcial publicó entonces fuertes editoriales contra las intenciones de Federico Ponce Vaides de perpetuarse en el poder. A consecuencia de estos acontecimientos, el primero de octubre fue asesinado el periodista Alejandro Córdova frente a su residencia en la ciudad capital. El crimen aceleró los preparativos del movimiento cívico militar del 20 de octubre de 1944. Todos estos acontecimientos terminaron de encender las pasiones reprimidas por varios años. Fue el 20 de octubre de 1944, cuando ocurrió un levantamiento popular, donde participaron: Abogados, maestros, obreros estudiantes universitarios y una parte del Ejército. La lucha se estableció entre la otra parte del Ejército y la policía que eran leales al General Ponce. Luego de estos sucesos se difundió la noticia de que Ponce Vaides había solicitado asilo político en México y el gobierno había sido tomado por un triunvirato compuesto por un civil y dos militares: El civil Jorge Toriello Garrido, el Mayor Francisco Javier Arana y el Capitán Jacobo Árbenz Guzmán.
Las principales funciones del gobierno de transición fueron, derogar los decretos que había realizado la administración anterior. Convocó a una Asamblea Nacional Constituyente que produjo una nueva Carta Magna. Quedó instituida la Junta Revolucionaria del 20 de octubre de 1944, con el propósito de garantizar a los guatemaltecos un marco constitucional para llevar a Guatemala a una democracia representativa.

### Gobierno de Arévalo
El gobierno del primer presidente electo democráticamente en la historia de Guatemala, Juan José Arévalo, se distinguió por sus numerosas realizaciones educativas y de beneficio para la mayoría de las capas más pobres de la población, de la clase media y de los intelectuales más consecuentes. Sin embargo, la vieja oligarquía y los sectores poderosos, apoyados por el sector conservador del Ejército, no descansaron y comenzaron a conspirar contra el nuevo gobierno. El presidente Arévalo Bermejo inició su gobierno en 1945, y de acuerdo a los historiadores liberales desde el principio utilizó un lenguaje a veces disociador, que empezó a polarizar a la sociedad guatemalteca, causando entre los terratenientes la sensación de que solo era el gobernante de una parte de los guatemaltecos. Por otra parte, en el libro autobiográfico Despacho Presidencial de Arévalo, se observa que el gobierno se inició con sanciones a la oposición, intervencionismo económico del Estado ―con la emisión de la Ley de Emergencia Económica― y un decidido apoyo a un movimiento sindicalista recién surgido. Así entonces, las fuerzas de oposición al gobierno arevalista ―revolucionarios moderados y «ubiquistas»― poco a poco fueron marginadas y empezaron a temer la implementación de un socialismo en el país. Por otra parte, es importante destacar que el presidente Arévalo tomó posesión con poder limitado, restringido por los militares, que estaban acaudillados por el teniente coronel Arana.
El frente de lucha del gobierno arevalista fue preponderantemente urbano y, a diferencia de su sucesor, no enfrentó los problemas de la tenencia de la tierra y el trabajo agrícola, a pesar de que la mayoría de la población era rural e indígena, salvo en lo relacionado con los trabajadores de la agricultura tecnificada norteamericana aposentada en las vastas y fértiles regiones de Bananera y Tiquisate. Por otra parte, el régimen revolucionario, impulsado y dirigido por miembros de las capas medias directa e indirectamente, fortaleció las posiciones de aquellas y las acrecentó Por su parte, el sector terrateniente se organizó a través de las asociaciones de agricultores, comerciantes, industriales, banqueros, aseguradores y especuladores financieros, etc.
Los precios del café, principal producto agrícola que exportaban los guatemaltecos, ya que el banano era negocio exclusivo de los estadounidenses, alcanzaron los precios que habían perdido en 1930. Y, aunque la beneficiada en primer término fue la élite cafetalera, hubo una derrama suficiente para abrir nuevos negocios o ampliar los ya existentes en los rangos sociales intermedios de la capital y de algunas cabeceras departamentales. Asimismo, durante el gobierno de Arévalo hubo considerable expansión de las clases medias urbanas y ladinas del país, a las que hasta el sindicalismo recién organizado favoreció, puesto que muchos de los nuevos dirigentes y diputados obreros salieron de sus distintas capas.
Múltiples complots y asonadas militares ―entre las que sobresale la rebelión militar de 1949 que se saldó con el asesinato del teniente coronel Francisco Javier Arana― no lograron derribar el gobierno de Arévalo, debido al fuerte apoyo popular con el que contaba, tanto así que no solo logró culminar su mandato sino que incluso pudo entregar el poder en un contexto pacífico y de elecciones democráticas a su sucesor, el coronel Jacobo Árbenz Guzmán quien tenía tendencias revolucionarias más radicales que las de Arévalo.

### Gobierno de Jacobo Árbenz Guzmán
Árbenz llegó al poder después de ganar las elecciones que se desarrollaron en la República de Guatemala, en el año de 1950. Fue apoyado por los partidos Renovación Nacional y Acción Revolucionaria de la Capital y el partido Integración Nacional de Quetzaltenango. Los obreros, campesinos, maestros y estudiantes le dieron todo su respaldo, ganando el proceso eleccionario. Cuando inició su gobierno, los guatemaltecos parecían condenados a no prosperar. En 1950, el 76 % de los habitantes poseían menos del 10 % de las tierras; mientras que un 2,2 %, el 70 %. La United Fruit Company era dueña de más del 50 % de las tierras cultivables del país, de las que únicamente cultivaba el 2,6 %; y los campesinos tenían sueldos miserables. Por otra parte, desde el gobierno de Manuel Estrada Cabrera existían monopolios estadounidenses de empresas subsidiarias de la UFCO y que se dedicaban al transporte de carga por ferrocarril y vapores, los que salían de Puerto Barrios, Izabal, puerto controlado por la frutera. Asimismo, controlaban la generación de la electricidad, los teléfonos y telégrafos del país. Estas empresas no pagaban ningún tipo de impuesto por el uso de los recursos nacionales, gracias a las generosas concesiones otorgadas por Estrada Cabrera, y ratificadas por los gobiernos de José María Orellana y Jorge Ubico.
Sobre la base de su plan de gobierno, realizó (o intentó realizar) lo siguiente:
1. Promulgó el Decreto 900, para expropiar los terrenos ociosos de la United Fruit Company (UFCO): El 17 de junio de 1952, el gobierno de Árbenz aprobó el Decreto 900, o ley de la Reforma Agraria,[o] que creó la posibilidad de ganancia de cultivos para los trabajadores de campo que no tenían tierras anteriormente. A pesar de que la intención de los promotores de enajenar únicamente las tierras ociosas de las grandes fincas, en muchas regiones las comunidades intentaron resolver viejos conflictos locales a través de ella. Asimismo, se produjeron denuncias y ocupaciones de tierras no afectables, así como casos de irregularidades en la distribución de las parcelas.[50]
2. Inició la construcción de la carretera al Atlántico para competir contra el monopolio del ferrocarril, que estaba controlado por la frutera mediante su empresa International Railways of Central America (IRCA).
3. Inició la construcción del puerto Santo Tomás de Castilla en donde se encontraba el puerto Matías de Gálvez, para competir con Puerto Barrios, puerto controlado por la UFCO mediante su Great White Fleet.
4. Inició los estudios para la planta de generación «Jurún Marinalá», para competir con la empresa eléctrica que estaba en manos de estadounidenses.[49]

Muchas aldeas se convirtieron en el eje de un nuevo proceso de organización de los campesinos en Comités Agrarios Locales, mediante los cuales los campesinos reclamaban el reparto de tierras y de los centros de producción agrícolas y ganaderos. El Decreto 900 estableció, como órganos de la reforma, el Departamento Agrario Nacional, los Comités Agrarios Departamentales y los Comités Agrarios Locales. Estos últimos estaban integrados por cinco miembros, elegidos "uno por el Gobernador Departamental, uno por la Municipalidad respectiva y tres por la organización campesina o por el sindicato de la finca o empresa de la localidad" (Artículo 1 del Reglamento para el funcionamiento de los Comités Agrarios Locales). Sus atribuciones eran, entre otras, «hacer un inventario y registro de las tierras afectables por la Reforma Agraria [y] dar el trámite correspondiente a todas las denuncias de tierras afectables y a las solicitudes sobre adjudicación de las mismas». (Artículo 8, incisos a y c, del Reglamento)

### Golpe de Estado de 1954

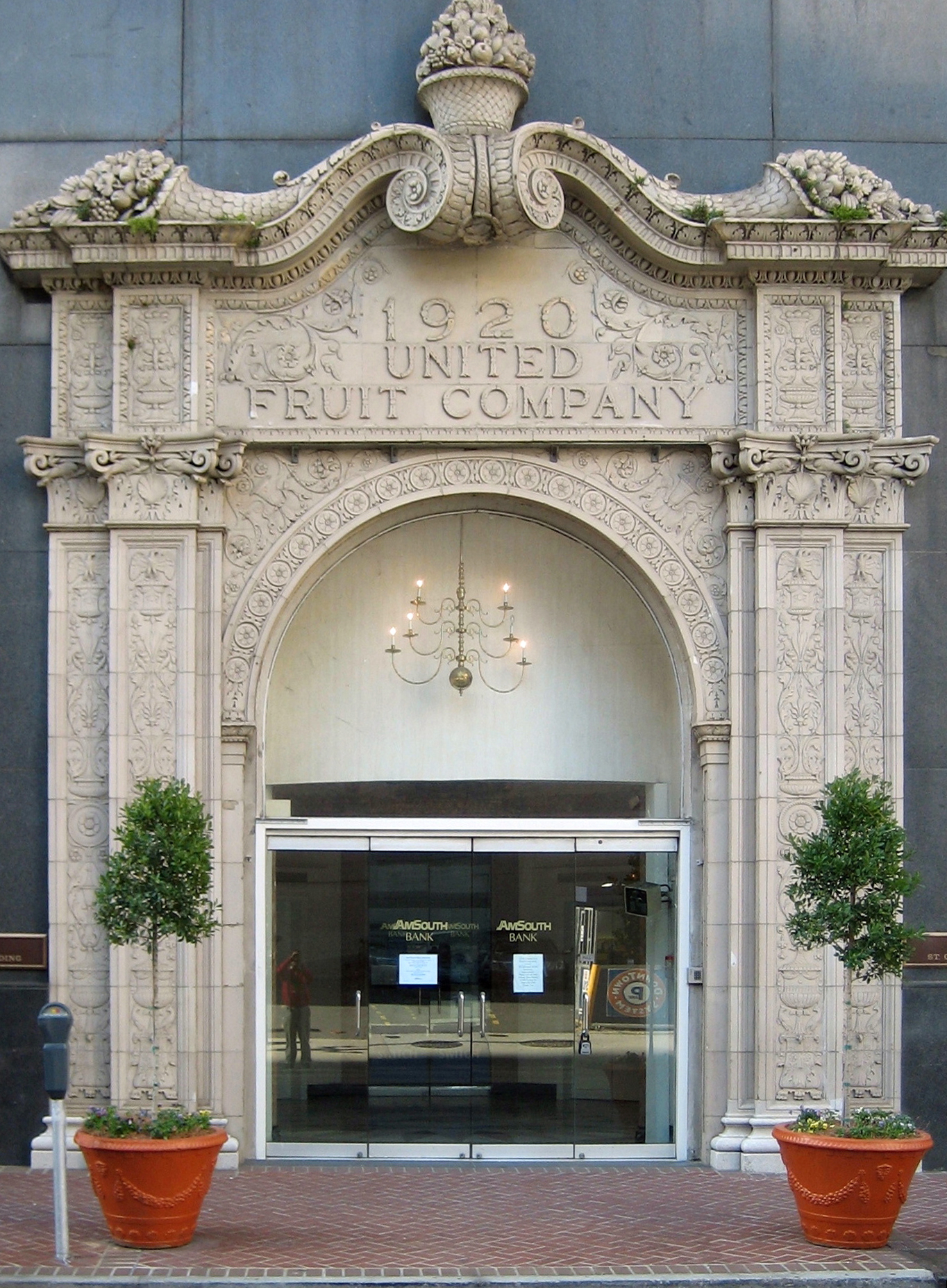
Entrada de la sede de United Fruit Company. La multinacional frutera impulsó el golpe ante la repartición de tierras baldías.

Los directivos de la United Fruit Company (UFCO) habían trabajado intensamente en los círculos del gobierno de Harry S. Truman y del general Dwight Eisenhower para hacerles creer que el coronel Árbenz intentaba alinear a Guatemala al Bloque Soviético. Lo que ocurría era que la UFCO se veía amenazada en sus intereses económicos por la reforma agraria de Árbenz, que le quitaba importantes cantidades de tierras ociosas, y el nuevo Código de Trabajo de Guatemala, que ya no le permitía utilizar las fuerzas militares guatemaltecas para contrarrestar las demandas de sus trabajadores. Como la mayor terrateniente y patrona de Guatemalan, el Decreto 900 resultó en la expropiación del 40 % de sus terrenos. Los oficiales del gobierno estadounidense tenían pocas pruebas del crecimiento de la amenaza comunista en Guatemala, pero sí una fuerte relación con los personeros de la UFCO: el secretario de Estado estadounidense John Foster Dulles pertenecía a la firma de abogados Sullivan and Cromwell (en inglés) que ya había representado los intereses de la United Fruit y hecho negociaciones con gobiernos guatemaltecos;; su hermano Allen Dulles era el director de la CIA y miembro del consejo directivo de la UFCO.; el hermano del Subsecretario de Estado para Asuntos Interamericanos John Moors Cabot (en inglés) había sido presidente de la frutera y Ed Whitman, quien era el principal encargado del cabildeo de la United Fruit ante el gobierno estadounidense, estaba casado con la Secretaria Personal del Presidente Eisenhower, Ann C. Whitman (en inglés).

El PGT, fundado por José Manuel Fortuny en 1949, alcanzó una gran preponderancia durante el gobierno de Árbenz.

Por su parte, el gobierno estadounidense y la derecha guatemalteca acusaban a Árbenz de comunista por lo siguiente por haber atacado los intereses de los monopolios estadounidenses en Guatemala, porque los miembros de su círculo privado eran dirigentes del comunista Partido Guatemalteco del Trabajo (PGT), por el ambiente macartista que se vivía en los Estados Unidos luego de la Segunda Guerra Mundial.
A comienzos de 1953 se puso en marcha un plan preparado por expertos estadounidenses para expulsar a Árbenz del Gobierno, fijándose el cuartel operativo en Opa Locka, Florida. En agosto de 1953, J. C. King, jefe de la CIA para el hemisferio occidental, informó al presidente estadounidense sobre el plan Operación PBSUCCESS (con un presupuesto inicial de 3 millones de dólares), que consistía en desplegar una enorme operación de propaganda anticomunista en la que también se llevaría a cabo una invasión armada de Guatemala. El proyecto contaba con el apoyo activo de los dictadores de la cuenca del Caribe: Anastasio Somoza (Nicaragua), Marcos Pérez Jiménez (Venezuela) y Rafael Leónidas Trujillo (República Dominicana). De esa forma, la CIA fue la que organizó, financió y dirigió una operación, encubierta en la que incluso se autorizaron vuelos de los B-26 y de los P-47 desde Nicaragua.
En junio de 1954, Castillo Armas entró desde Honduras al municipio de Esquipulas junto con el llamado Ejército de Liberación, manteniéndose refugiado varios días en la localidad, y fue desde allí donde buscó aliarse con otros municipios, y en donde el Cristo Negro de Esquipulas fue nombrado comandante del Movimiento de Liberación Nacional.
Durante el mes de junio de 1954 se vivía en Guatemala un clima de confrontación irremediable. En el campo, las invasiones de tierra sucedían una tras otra, en tanto que, los mítines y las manifestaciones de apoyo al régimen iban siendo cada vez menos. Los sermones y advertencias de la Iglesia arreciaban y aparecieron una serie de rótulos en las principales ciudades del oriente guatemalteco, los cuales decían: «El día de la Liberación: los que apoyen a Castillo Armas vivirán, los que apoyen a Árbenz morirán". El bombardeo de la capital y otras zonas urbanas fue resistido inicialmente por el Ejército, pero los efectos del ataque reventaron su efectividad entre los funcionarios y los políticos ―tanto civiles como militares― y en distintos sectores de la población guatemalteca. El ruido de los aviones y la propaganda radial contagiaron el descontento y, sobre todo, ablandaron la voluntad del régimen arbencista. Finalmente, viendo la pasividad del ejército ante la débil invasión, Árbenz renunció en julio de 1954.
Las primeras acciones del gobierno contrarrevolucionario de Carlos Castillo Armas fueron ilegalizar al Partido Guatemalteco del Trabajo, prohibió las asociaciones, los sindicatos y los partidos políticos, suspendió los programas favorables a los indígenas y a la clase obrera, impuso una severa censura, disolvió el Congreso y comenzó una dura persecución en contra de los intelectuales de izquierda (de quienes la mayoría se vieron obligados a refugiarse en la Embajada de México para salir al exilio, entre quienes se encontraban el presidente derrocado Jacobo Árbenz Guzmán). Los fondos del Ministerio de Educación fueron congelados y se prohibieron todos los libros considerados "comunistas"; asimismo, se iniciaron las hostilidades hacia la Universidad de San Carlos de Guatemala, la cual se constituyó como la principal fuerza opositora y vía de denuncia contra los abusos del gobierno y contra la invasión estadounidense. Pero aún más importante, derogó la Constitución de 1945 y la Ley de Reforma Agraria, contenida en el Decreto 900, con lo cual se dejaba sin efecto la distribución de la tierra a los campesinos y todas las tierras que ya habían sido repartidas, fueron devueltas a los miembros de los terratenientes del país y a la United Fruit Company.
Tras emitir el marco legal provisional, conocido como Estatuto Político de la República de Guatemala, el 10 de octubre de 1954, la junta militar convocó un plebiscito, en el que Castillo Armas obtuvo el 99,9 % del voto favorable. De esta manera Castillo Armas fue elegido presidente de la República para el período que habría de concluir el 15 de marzo de 1960, según lo fijó la Asamblea Nacional Constituyente, que fue elegida al mismo tiempo.

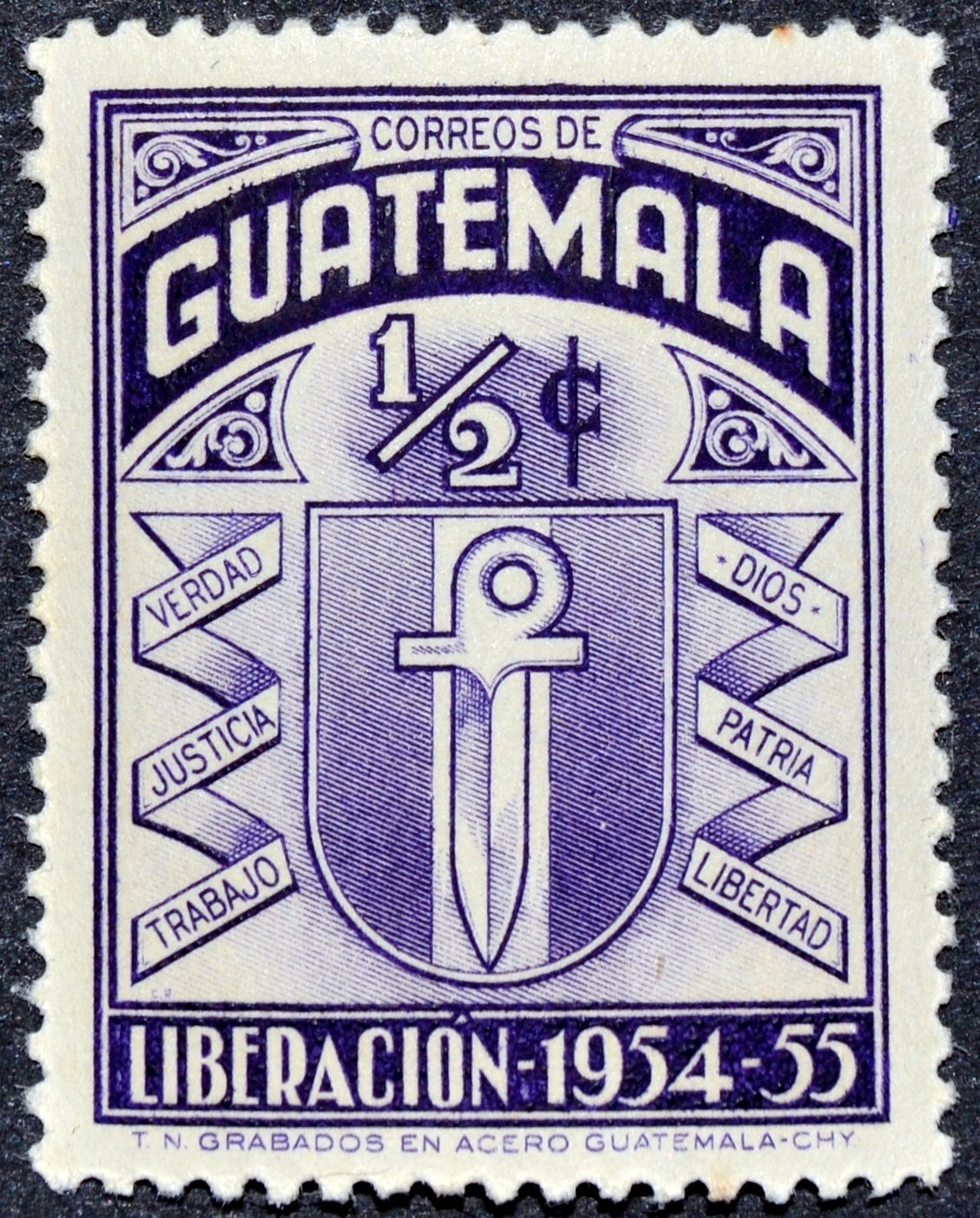
Sello conmemorativo de la invasión de 1954.

De los proyectos arbencistas, Castillo Armas solo derogó la reforma agraria inmediatamente después de tomar el poder, pero tuvo que finalizar la carretera al Atlántico, bajo la dirección del Ingeniero Juan Luis Lizarralde, Ministro de Obras Públicas, por la importancia que tenía para la economía del país; la carretera se terminó en 1959, y tras su finalización ocurrió lo que Árbenz había esperado: el ferrocarril de la UFCO no pudo competir contra el transporte vehicular en camiones. Asimismo, y por la misma razón, continuó con los trabajos de planificación del puerto de Santo Tomás y de la hidroeléctrica Jurún Marinalá, la cual fue terminada e inaugurada en 1970. El puerto se construyó hasta después del terremoto de 1976, pero para entonces ya había quebrado la United Fruit Company y su sucesora, Chiquita Brands International ya no tenía el mismo poder e influencia en el gobierno de los Estados Unidos.
El régimen de Castillo Armas nombró una nueva Corte Suprema de Justicia e inició un período de intensa persecución política en contra de dirigentes, intelectuales y sospechosos comunistas en general, en la misma línea que la política Macartista lo hacía en los Estados Unidos en ese momento. Se anularon los derechos adquiridos durante la revolución de 1944, en especial los concedidos por la Reforma Agraria. El cuerpo de leyes anticomunistas se completó más adelante, cuando el artículo 6 transitorio de la Constitución de 1956, facultó al jefe del Ejecutivo para expatriar o impedir el ingreso al país, por cinco años, a los comunistas que se habían asilado o exiliado de Guatemala por razones políticas.
Una vez en el poder, hay evidencia de la premura con que el gobierno de liberación dirigió sus acciones para conseguir documentación inherente a eventuales «instrucciones especiales» que durante los «dos gobiernos anteriores» se hubieran otorgado para facilitar los viajes de «políticos» y «comunistas». Esto se dio debido a la imperiosa necesidad norteamericana de conseguir pruebas acerca del carácter «comunista» del régimen derrocado. La posibilidad de obtener «evidencia documental» con la cual exponer la conspiración comunista en los asuntos de Guatemala, había sido definida como uno de los objetivos primarios por parte de la CIA, que envió a varios de sus oficiales a Ciudad de Guatemala durante 10 días para que coordinasen la creación de una fuerza de seguridad local experta las prácticas usadas por el Macartismo en los Estados Unidos.

#### Transformación agraria
Tras la contrarrevolución de 1954, el gobierno guatemalteco creó el Consejo de Planificación Económica (CNPE) y empezó a utilizar estrategias de libre mercado, asesorado por el Banco Mundial y la Administración de Cooperación Internacional (ICA) del gobierno de los Estados Unidos. El CNPE y la ICA creó la Dirección General de Asuntos Agrarios (DGAA) la cual se encargó de desmantelar y anular los efectos del Decreto 900 de Reforma Agraria del gobierno de Jacobo Árbenz Guzmán. En 1959, se aprobó el decreto ley 1286 que creó la Empresa Nacional de Fomento y Desarrollo Económico del Petén (FYDEP), dependencia de la Presidencia de la República, y que se encargaría del proceso colonizador del departamento de Petén; en la práctica, el FYDEP estuvo dirigido por militares y fue una dependencia del Ministerio de la Defensa; paralelamente, la DGAA se encargó de la faja geográfica que colindaba con el límite departamental de Petén y las fronteras de Belice, Honduras y México, y que con el tiempo se llamaría Franja Transversal del Norte (FTN).

#### Asesinato de Castillo Armas
La noche del 26 de julio de 1957, cuando Guatemala estaba inmersa en una gravísima crisis política, Carlos Castillo Armas fue asesinado en la Casa Presidencial, abatido con tres disparos de fusil. Junto a su cadáver se encontró un papel escrito a lápiz que decía: «Ni el poder ni el dinero dan forma al Mundo».
El primer sospechoso fue el soldado Romeo Vásquez Sánchez, de 24 años, quien había escrito en su diario "Todo mi sufrimiento será apagado con la sangre de Armas”. Los investigadores se apoyaban en el diario que hallaron en su casillero, un cuaderno con veintitrés páginas en las que hablaba de sus planes: creía que al matar a Castillo Armas, Arévalo volvería al poder. Estaba consciente de que podía morir, pero no le importaba: «soy un mártir y nada tengo que perder» escribió el joven, que se suicidó a los pocos minutos de supuestamente matar al presidente. Sin embargo, lo absurdo de esta versión hizo que se dudara de la autenticidad del diario, y hubo varias teorías sobre posibles autores del crimen:
- Rafael Leónidas Trujillo: dictador de la República Dominicana, pues Castillo Armas no le otorgó la Orden del Quetzal luego de ayudarlo con la invasión.
- Rivales militares de Castillo Armas.
- El Comunismo Internacional, en venganza por el derrocamiento de Árbenz.[66]

### Línea de tiempo de antecedentes
| Año  | Hecho |
| ---- | --- |
| 1873 | Obligado por la caída de las exportaciones de la grana por la aparición de tintes rojos artificiales, el gobierno de Justo Rufino Barrios establece el reglamento de jornaleros para favorecer el cultivo del café, que pasó a ser el principal producto de exportación de Guatemala. El reglamento obligaba a los colonos indígenas a trabajar prácticamente gratis en las fincas cafetaleras. Por otra parte, expropia a los indígenas de sus tierras comunales para entregárselas a los líderes liberales para el cultivo del café, dando origen a una serie de conflictos por las tierras.                                                        |
| 1897 | El presidente guatemalteco José María Reyna Barrios invierte una gran cantidad de dinero en la realización de la Exposición Centroamericana, la cual tenía como objetivo promocionar el ferrocarril interoceánico que se estaba construyendo en Guatemala. Desafortunadamente, el ferrocarril no se terminó a tiempo, y la exposición fue un rotundo fracaso que dejó a Guatemala sumergida en una enorme deuda externa, principalmente con bancos ingleses. El ferrocarril se concluyó diez años después, pero para entonces los Estados Unidos ya habían logrado la Separación de Panamá de Colombia e iniciado la construcción del Canal de Panamá |
| 1903 | Estados Unidos inicia la construcción del Canal de Panamá y a fin de mantener un ambiente pacífico en la región centroamericana fomenta que sus empresas inviertan en el área. Se inicia así la presencia de la United Fruit Company en Guatemala. |
| 1903 | El presidente Manuel Estrada Cabrera favorece las relaciones con los Estados Unidos, como posible aliado militar si se produjera una invasión inglesa a Guatemala para cobrar la deuda que dejara su antecesor, el general Reyna Barrios. |
| 1914 | Se inicia la Primera Guerra Mundial. |
| 1917 | Triunfa la Revolución Bolchevique en Rusia, dando origen al Comunismo Internacional. |
| 1918 | Finaliza la Primera Guerra Mundial, resultando vencedores Inglaterra, Francia y los Estados Unidos. |
| 1920 | Es derrocado el presidente Manuel Estrada Cabrera tras 22 años de gobierno. En su lugar es designado el señor Carlos Herrera y Luna, quien es a su vez derrocado en 1921 por el general José María Orellana cuando se negó a ratificar las concesiones otorgadas a la United Fruit Company por el gobierno de Estrada Cabrera. |
| 1929 | Quiebra la Bolsa de Valores de Nueva York, hundiendo al mundo capitalista en la Gran Depresión de 1929. |
| 1931 | Llega al poder el general Jorge Ubico Castañeda quien otorga a la UFCO grandes y generosas concesiones en Tiquisate. Para entonces, la frutera controla el monopolio del banano, los ferrocarriles, el único puerto del Atlántico (Puerto Barrios) y el monopolio del transporte marítimo. |
| 1932 | Se produce una huelga en El Salvador dirigida por campesinos comunistas. La rebelión es liderada por Farabundo Martí, pero es aplastada por el gobierno. |
| 1934 | Jorge Ubico decreta la Ley de Vagancia y la Ley de Vialidad para incrementar la disponibilidad de mano de obra indígena para las fincas cafetaleras, e iniciar la recuperación económica del país después de la Gran Depresión de 1929. |
| 1939 | Alemania invade Polonia, iniciando la Segunda Guerra Mundial. Los Estados Unidos permanecen neutrales. |
| 1941 | Japón ataca Pearl Harbor; los Estados Unidos entran a la guerra. |
| 1944 | Es derrocado el largo gobierno de Tiburcio Carías Andino en Honduras, país también bananero. |
| 1944 | Renuncia el presidente Jorge Ubico, dejando en su lugar al general Federico Ponce Vaides. El último acto oficial de Ubico fue el pago de la Deuda Inglesa. |
| 1944 | El 20 de octubre es derrocado el gobierno de Ponce Vaides, por un movimiento revolucionario. |
| 1945 | Se inicia el gobierno de Juan José Arévalo, que retira concesiones a las empresas internacionales, pero no molesta los interesese de la UFCO. Sin embargo, deroga las leyes de vialidad y de vagancia y establece el Código de Trabajo, el cual favorece la formación de sindicatos y establece salarios dignos. |
| 1945 | Termina la Segunda Guerra Mundial con la victoria de los Estados Unidos y de la Unión Soviética, que se convierten así en las nuevas potencias mundiales. |
| 1947 | Se inicia la Guerra Fría entre Estados Unidos y la URSS, por la hegemonía mundial. |
| 1949 | Se funda el partido comunista guatemalteco, por José Manuel Fortuny, quien era amigo personal de Jacobo Árbenz. |
| 1951 | Es electo presidente de Guatemala el coronel Jacobo Árbenz Guzmán, cuyo gobierno ataca frontalmente los intereses de la United Fruit Company. José Manuel Fortuny fue uno de sus principales asesores. |
| 1954 | El gobierno de Jacobo Árbenz es derrocado por un golpe de Estado dirigido por el Departamento de Estado estadounidense y la CIA, que lo habían acusado de comunistas. Es importante destacar que los jefes de esas agencias norteamericanas, eran los hermanos John Foster Dulles y Allen Dulles, respectivamente, quienes tenían fuertes intereses económicos en la United Fruit Company. |

## Inicio del Conflicto

### Contexto

#### La Guerra Fría

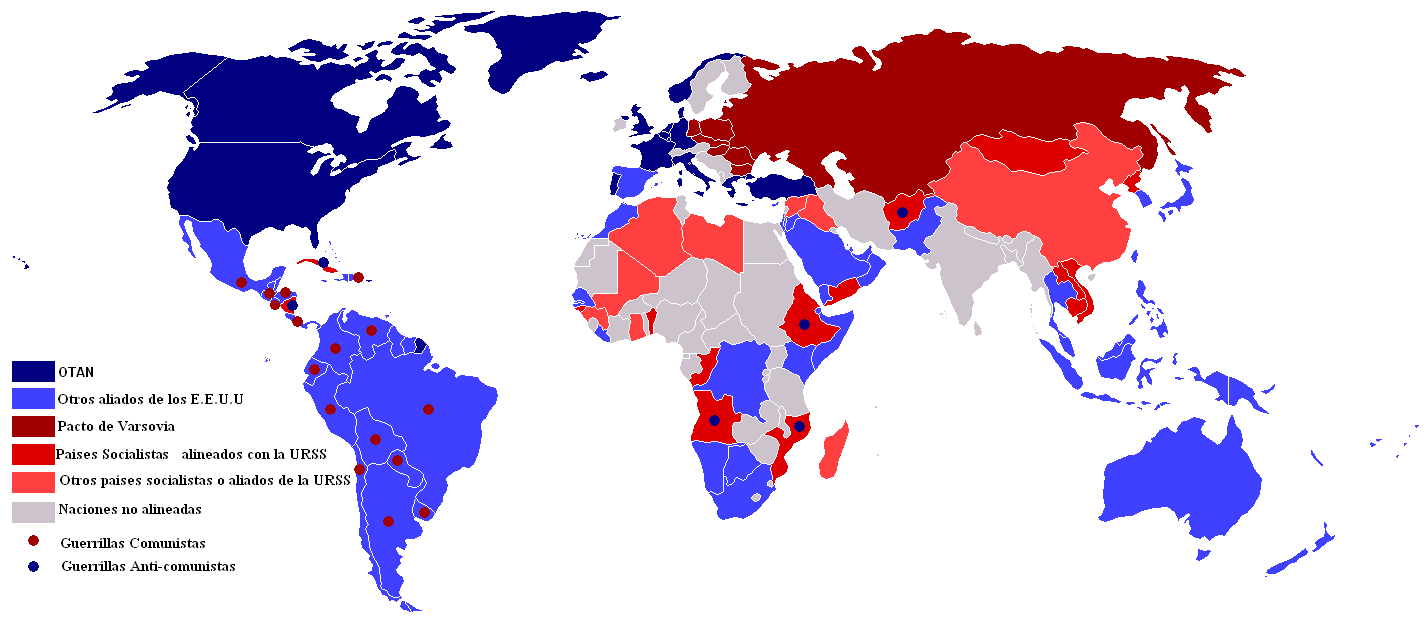
Mapa del mundo durante Guerra Fría: en tonos de rojo los aliados de la URSS y otros países comunistas, y en tonos de azul la OTAN, los Estados Unidos y sus aliados capitalistas; los puntos rojos significan guerrillas comunistas y los puntos azules guerrillas anticomunistas. Guatemala aparece en azul, con un punto rojo.

La Guerra Fría fue un enfrentamiento político, económico, social, militar, informativo e incluso deportivo iniciado al finalizar la Segunda Guerra Mundial, cuyo origen se suele situar en 1947, durante las tensiones de la posguerra, y se prolongó hasta la disolución de la Unión Soviética entre los bloques occidental-capitalista liderado por Estados Unidos, y el oriental-comunista liderado por la Unión Soviética. Las razones de este enfrentamiento fueron esencialmente imperialistas, ideológicas y políticas: cada uno de los dos bloques ciertamente deseaban implantar su modelo de gobierno en todo el planeta y utilizar los recursos de sus aliados con el menor costo posible. Si bien este enfrentamiento no llegó a desencadenar una guerra mundial, la entidad y la gravedad de los conflictos económicos, políticos e ideológicos, que se desencadenaron, marcaron significativamente gran parte de la historia de la segunda mitad del siglo xx en todo el mundo. La Guerra Civil de Guatemala se produjo como resultado directo de este conflicto mundial.

#### Gobierno de Miguel Ydígoras Fuentes
En 1958, el político y militar Miguel Ydígoras Fuentes, un ferviente anticomunista y enemigo político de los gobiernos socialistas de Juan José Arévalo y Jacobo Árbenz Guzmán, llega al poder tras fundar el Partido Redención y contar con el apoyo de sectores derechistas del ejército. Durante su gobierno se inició con una política de reconciliación y apertura que condujo a que muchos exilados retornaran al país, incluso algunos miembros del Partido Guatemalteco de los Trabajadores (PGT), aunque su actividad siempre fue considerada ilegal; el movimiento sindical, por otra parte, se reactivó. No obstante, los rasgos de inestabilidad se mantuvieron con complots, atentados o protestas sociales y estudiantiles, y la voluntad aperturista pronto se fue cerrando. En 1959 con la llegada de Fidel Castro al poder en Cuba, Miguel Ydígoras Fuentes rompió las relaciones diplomáticas que Guatemala mantenía con la isla por ser Castro un líder marxista, lo que llevó a Ydígoras a consentir la utilización clandestina del territorio guatemalteco para apoyar los preparativos estadounidenses para la invasión a Cuba, a cambio de promover la recuperación de Belice una vez solucionado el problema castrista. Al conocerse los planes del presidente, el ala socialista dentro del ejército lo tomo como motivó para que en julio de 1960 un grupo armado intentara tomar por asalto la Base Militar de Cobán, sin embargo esto no fue posible y fueron detenidos. En octubre, un grupo de oficiales del ejército de Guatemala que estaban en la finca Helvethia, lugar donde era entrenada la tropa anticastrista, fueron arrestados y enviados al Cuartel General sindicados de actividades conspirativas contra el gobierno por intentar socavar los planes invasores. Las tropas anticastristas fueron entrenadas en la finca Helvethia en Retalhuleu.

#### Rebelión del 13 de noviembre de 1960
Entre el 11 y 12 de noviembre de 1960, un grupo de jóvenes oficiales, suboficiales y soldados del ala socialista dentro del Ejército Nacional de Guatemala se concentraron en la Ciudad de Guatemala con el fin de derrocar al gobierno de Ydígoras Fuentes, fundamentándose por la difícil situación de las unidades militares en cuanto a mal trato y soporte logístico deficiente y por la corrupción y los malos manejos del gobierno; inspirados y alentados por el triunfo de la Revolución Cubana, señalaron en un comunicado que había llegado el momento de actuar para «derrocar al gobierno (…) y formar un gobierno que sea respetuoso de los derechos humanos, que busque los remedios para los males de nuestro país y que tenga una política exterior seria y digna».
Se rebelaron el 13 de noviembre pero por falta de coordinación entre los que dirigen la asonada y por la defección de varios de los conjurados que los traicionaron, tuvieron que huir hacia las bases militares de Zacapa y Puerto Barrios, donde creyeron que sus compañeros los ayudarían, pero fueron derrotados. Los principales líderes, teniente y especialista de inteligencia y el subteniente y ranger Marco Antonio Yon Sosa y Luis Turcios Lima se tuvieron que esconder y exilar de Guatemala.
Dos días después del levantamiento militar del 13 de noviembre contra su gobierno, el mandatario decidió ir a Puerto Barrios a perseguir a los rebeldes personalmente, y varios miembros de su Estado Mayor Presidencial lo siguieron en un avión AT-11 de la Fuerza Aérea.

### Inicio del conflicto armado interno
El 7 de febrero de 1962 se integró un pequeño grupo de jóvenes rebeldes dirigidos por Yon Sosa y Turcios Lima, junto con Julio César Macías, creando el Movimiento Revolucionario 13 de Noviembre (MR-13); entre sus miembros aparece también Pablo Monsanto, quien también era conocido por el sobrenombre de «Manzana». El grupo abrió así un nuevo tipo de lucha política en el país al formar el Movimiento Revolucionario 13 de Noviembre (MR-13) con el fin de derrocar al gobierno por medio de las armas; para ello contactaron con los grupos políticos, en especial con el PGT, para establecer alianzas. La crisis política continuó y el gobierno abrió muchos flancos, iniciándose así la lucha guerrillera en Guatemala.
Después de la fundación del MR-13 en febrero de 1962, pasa un año y se crean las Fuerzas Armadas Rebeldes (FAR) en un pequeño restaurante chino de tradición en la Ciudad de Guatemala: el 7 de febrero de 1963, año que comenzó en caos con movimientos reivindicativos y con huelgas de trabajadores de correos y de la salud, se reunieron en el restaurante Fu Lu Sho en la 6.ª avenida y 12 calle de la zona 1, a escasas seis cuadras del Palacio Nacional, Yon Sosa, Turcios Lima, y los civiles Bernardo Alvarado Monzón, Mario Silva Jonama, Joaquín Noval y Bernardo Lemus. Acordaron dar a conocer públicamente la creación de las FAR, integrando la representación del Movimiento 13 de Noviembre, el Partido Guatemalteco del Trabajo y el Movimiento 12 de abril, nombrando como jefe militar de la organización al Comandante Yon Sosa.

#### Jornadas Estudiantiles de marzo y abril de 1962
En diciembre de 1961 Ydígoras Fuentes organizó un fraude electoral en los comicios para elegir a los diputados al Congreso de la República. Se determinó que el 1 de marzo de 1962 tomarían esos diputados sus respectivos cargos. Los estudiantes universitarios, organizados en la Asociación de Estudiantes Universitarios (AEU), y los estudiantes de educación secundaria reunidos en el Frente Unido del Estudiantado Guatemalteco Organizado (FUEGO) realizaron una protesta el 1 de marzo de ese año y ese mismo día, los estudiantes realizaron un paro de labores en las diferentes facultades y escuelas de la Universidad, dispersas por el centro de la Ciudad. Colocaron banderas negras en las partes frontales de los edificios denunciando “la muerte de la democracia”. La protesta tuvo efecto. En los siguientes días crecieron las acciones en contra del régimen, inclusive grandes manifestaciones en las calles de la capital.
El 9 de marzo, la AEU llamó a un segundo paro de labores. El 13 se realizó un paro más. Los estudiantes paralizaron buena parte de la actividad económica de la capital. Controlaron los accesos de la ciudad, tirando tachuelas para detener el tránsito de vehículos. Fueron las primeras jornadas de lucha masiva, desde el golpe contrarrevolucionario de 1954. Los estudiantes, utilizando únicamente palos, piedras y algunas bombas Molotov, detuvieron los avances de las fuerzas públicas. Cuando el gobierno cortó la red telefónica, los estudiantes reaccionaron, ocupando radioemisoras para transmitir sus mensajes y coordinar así sus acciones. Las protestas se extendieron al interior del país, Chiquimula, Jutiapa, Retalhuleu, San Marcos, Huehuetenango y principalmente a Quetzaltenango, el segundo centro de protesta estudiantil.
Los estudiantes organizados contaron con el apoyo de grupos de obreros, sindicalistas, campesinos, pequeños empresarios, mujeres y trabajadores del arte, inconformes con Ydígoras. También llegaron a participar varios partidos políticos de la oposición, quienes maniobraron para tomar el control del movimiento. Con el crecimiento de las protestas, la AEU no solo planteó la anulación de las elecciones del Legislativo; emulando los eventos de junio de 1944, también pidió la renuncia de Miguel Ydígoras Fuentes por su corrupción y despotismo, la disolución del Congreso, la derogación de la Constitución de 1956 y la reimplantación de la de 1945, así como la instalación de una reforma agraria, entre otras demandas.
Los estudiantes de los institutos públicos de nivel medio acuerparon las protestas y sufrieron la mayoría de las bajas. En las jornadas de 1962, la organización de estudiantes de secundaria FUEGO, era líder de los principales grupos de protesta. Varios institutos del Estado fueron violentamente atacados por la policía. En ese momento, el movimiento de masas en la capital ya se había convertido en un reto para el gobierno. Ydigoras lanzó un comunicado en el cual atribuía los disturbios a los comunistas y llamaba a la población a no permitir que el "comunismo" volviera a "ensangrentar" a Guatemala.
No obstante la persistencia de las protestas, la clave para la permanencia de Ydígoras en el poder fue el papel desempeñado por las fuerzas armadas. Al inicio de las manifestaciones, los militares que estaban descontentos con Ydígoras no actuaron. De tal cuenta, al crecer las protestas, altos oficiales buscaron contacto directo con los estudiantes para planificar la transición pos Ydígoras. El gobierno estaba a punto de caer, y los estudiantes y sus aliados, de tomar el poder, como lo habían hecho en la Revolución de octubre de 1944. Pero Ydígoras aceptó un acuerdo con los militares, y en pocas semanas sustituyó todo su gabinete de ministros únicamente por militares. A partir de ese momento los militares reforzaron su posición en el poder.
Ydigoras Fuentes ordenó reprimir las protestas; se declaró estado de sitio, se impuso toque de queda y se inició la persecución y matanza. La falta de un líder y de dirección del movimiento popular, hizo que los acontecimientos se salieran de los marcos legales. Esto dio ventaja a las fuerzas de seguridad y terminó por romper la resistencia de la población. Muchos estudiantes fueron ametrallados y muchos más fueron capturados.
La rebelión popular fue sofocada y al final de la revuelta el saldo era de decenas de muertos y heridos, centenares de capturados y muchos otros expulsados del país. Lo más destacado de este hecho fue que hizo estallar la preinsurrección en la Ciudad de Guatemala, y como consecuencia de la represión, los estudiantes abandonaron la protesta social y la movilización de las masas como vía para cambiar el sistema corrupto y antidemocrático y en adelante, se unirían a la lucha armada guerrillera, principalmente los estudiantes de la Universidad de San Carlos de Guatemala.
En la primavera de 1962, ya en plena actividad la lucha armada guerrillera, se acordó un diálogo directo con los líderes militares que comandaban la guerrilla; los comandantes del Movimiento Revolucionario 13 de Noviembre (MR-13), Luis Turcios Lima y Marco Antonio Yon Sosa, y los miembros de la URD, Manuel Colom Argueta, Adolfo Mijangos López, y Américo Cifuentes Rivas se reunieron con el objetivo de conocer, debatir y decidir la propuesta de los comandantes guerrilleros de que la organización política URD, encabezada por sus dirigentes se incorporara a la lucha armada. Se debatió durante más de cinco horas. La respuesta de los dirigentes civiles y profesionales universitarios fue de que no se consideraba viable el camino de la revolución armada para resolver los problemas nacionales, que los componentes de la URD se encaminarían por las vías institucionales, jurídicas y cívicas para asumir el poder sin derramamiento de sangre de ningún guatemalteco.

#### Golpe de Estado (1963)
Estando el gobierno de Ydígoras en la cuerda floja, este para calmar los ánimos, autorizó que el expresidente, el socialista Juan José Arévalo, líder alrededor de quien se unificaba toda la izquierda, regresara al país y fuera candidato para las elecciones de 1963, y así pudiera ser electo presidente para el periodo 1964-1970. La cúpula del Ejército de Guatemala y las clases altas más conservadoras de la sociedad se opusieron rotundamente, temiendo la posibilidad de que se repitiera la experiencia de 1944-1954. A finales de marzo, los rumores de que Arévalo ingresaría al país arreciaron. El 29 de marzo todos los periódicos del país dieron la noticia en sus portadas de que Juan José Arévalo estaba en Guatemala. Al día siguiente, la madrugada del 30 de marzo de 1963 Miguel Ydígoras Fuentes fue derrocado por su Ministro de Defensa, el coronel Enrique Peralta Azurdia, quien inmediatamente declaró estado de sitio y, pensando en que el triunfo electoral de Juan José Arévalo era seguro e inevitable, anuló las elecciones de 1963 acusando a Ydigoras de estar a punto de entregar el poder en las manos del enemigo. Ydígoras fue expulsado del país hacia Panamá. Con este Golpe de Estado se truncó la primera oportunidad de reencausar a Guatemala en la vía democrática interrumpida hacía una década.

## Comienzo del Estado Contrainsurgente

### Escuela de las Américas
En julio de 1963 los Estados Unidos reorganizaron su centro de entrenamiento militar en Panamá con el nombre oficial United States Army School of the Americas (USARSA), o más popularmente como Escuela de las Américas, el que desde entonces cooperó con multitud de gobiernos latinoamericanos, en su tarea de adiestramiento militar e intervención política. Varios de sus cursos o entrenamientos incluían técnicas de contrainsurgencia, operaciones de comando, tiro franco, guerra psicológica, inteligencia militar y tácticas de interrogatorio. Entre otras consideraciones, se detallan explícitamente la vulneración permitida de derechos humanos, como el uso de la tortura, la extorsión o la ejecución sumaria, definiendo como objetivos de control o seguimiento a aquellos pertenecientes a organizaciones sindicales, literalmente: «distribuyesen propaganda en favor de los grupos extremistas de izquierda o de sus intereses», «simpatizasen con manifestaciones o huelgas», «acusaciones sobre el fracaso del gobierno en solucionar las necesidades básicas del pueblo»
Irónicamente, Marco Antonio Yon Sosa, líder de las Fuerzas Armadas Rebeldes de Guatemala estudió en esta escuela en 1950 cuando era cadete y era uno de los expertos en inteligencia militar.

### Gobierno de Peralta Azurdia (1963-1966)
Con el golpe de Estado de 1963, el Ejército de Guatemala, como institución, asumió el control absoluto del Estado, implantando así una dictadura militar, y se comprometió a aplastar de una vez por todas a la insurgencia, especialmente a la guerrilla que estaba atacando en el oriente del país. Enrique Peralta Azurdia derogó la Constitución Política de la República, disolvió el Congreso, prohibió la asociación política y bloqueó absolutamente a la izquierda de toda actividad política, incrementando su persecución. Siguió además ejerciendo como ministro de Defensa.
| Si en lo político se están tomando medidas para combatir enérgicamente los brotes de subversión comunista y de erradicar definitivamente de Guatemala toda posibilidad de implantar la doctrina colectivista, en lo económico se debe con mayor razón, demostrar que el sistema por nosotros escogido, o sea el democrático, sí ofrece las soluciones que el comunismo solo anuncia engañosamente pero que jamás cumple. —Ministerio de Economía de Guatemala, 10 de mayo de 1963 |

Del golpe de Estado la noche del 30 de marzo de 1963, la guerrilla instalada en la Sierra de las Minas no se enteró, sino hasta días después, pues no tenía un radiorreceptor; solamente cuando hacen incursiones aprovechan para llevarse periódicos de días y semanas atrás y hasta entonces se dan cuenta de lo sucedido; tampoco se pronunció en favor ni en contra de ninguna de las modificaciones que luego implementó el nuevo gobierno. El gobierno de Peralta Azurdia ofreció una operación de honestidad, para congraciarse con los sectores populares que criticaban a Ydígoras Fuentes por la creciente corrupción. Peralta Azurdia también propició la elaboración de una nueva Constitución en 1965; amparado en esta, promovió reformas al Código de Trabajo que había sido aprobado durante el gobierno de Juan José Arévalo y que había entrado en vigor el 1 de mayo de 1947, declarando que si bien ofrece a los trabajadores ciertas garantías sociales, como la suscripción de pactos colectivos con sus patronos: «el Gobierno ha cumplido ya con señalar, mediante la Carta Guatemalteca del Trabajo y las demás leyes sociales, cuál es el mínimo de derechos que corresponden al sector trabajo[…], y espera que, entre tales medios legales, los patronos y trabajadores utilicen primordialmente la negociación directa y la suscripción de pactos colectivos de condiciones de trabajo […] En aras de la unidad indispensable en estos momentos, el Estado estaría pronto a intervenir como fuera necesario, para restablecer el equilibrio y la armonía en los lugares en que hiciera falta.»
Durante su gobierno fueron decretados el Código Civil, el Código Procesal Civil y Mercantil, así como el reconocimiento del aguinaldo a los trabajadores y se convocó a una Asamblea Nacional Constituyente para redactar la nueva Constitución que entraría en vigencia en 1965.
Durante el gobierno de Peralta Azurdia también se creó una nueva fuerza paramilitar del Ejército de Guatemala, llamados los Escuadrones de la Muerte, los cuales se encargarían de secuestrar y asesinar a opositores. Fue a partir de su gobierno que empezó una serie de secuestros, torturas y asesinatos selectivos ―principalmente en la Capital―, contra intelectuales, sindicalistas, artistas, escritores, estudiantes, docentes y cualesquiera otros opositores políticos, así como de quienes fueran colaboradores o simplemente simpatizantes de los grupos de izquierda; pero la izquierda no se quedó de brazos cruzados: el 1 de abril de 1965, varias personas resultaron heridas y edificios públicos y privadas dañadas luego de varios atentados terroristas de las Fuerzas Armadas Rebeldes mientras Peralta Azurdia presentaba al congreso su informe de los dos años de su gobierno militar. Los ataques fueron dirigidos a oficinas militares y al edificio del Congreso de la República, en donde en ese entonces funcionaba la Asamblea Constituyente que estaba escribiendo la nueva constitución; una bomba estalló a trescientos metros de la casa presidencial, y otras dos fueron activadas en residencias de diputados en el sur de la Ciudad de Guatemala.

### Gobierno de Julio César Méndez Montenegro (1966-1970)
Con la entrada en vigencia de la Constitución de 1965, también se convocaron a elecciones presidenciales para el período 1966 a 1970 en las cuales resultó elegido el candidato del Partido Revolucionario, el profesor y luego decano de la Facultad de Derecho de la Universidad de San Carlos de Guatemala, el civil Julio César Méndez Montenegro, quien fue parte en el movimiento revolucionario del 20 de octubre de 1944, siendo el único civil en ocupar la Presidencia de la República dentro del periodo comprendido entre 1950 hasta 1986.
Al asumir la presidencia autoproclamó a su gobierno como el «Tercer Gobierno de la Revolución» e intentó algunas tímidas reformas sociales pero el Ejército de Guatemala, quien era el que en realidad tenía el poder, no le permitió ningún margen de acción, y los intentos por reducir la violencia tanto de la extrema derecha y de la extrema izquierda no fueron suficientes. De hecho, durante su gobierno la violencia política se incrementó: la guerrilla se había fortalecido, lo que llevó al ejército de Guatemala a implementar una importante campaña contrainsurgente, sobre todo en el oriente del país y en la Ciudad de Guatemala.
El gobierno de Méndez Montenegro restableció en 1967 un decreto promulgado por Jorge Ubico Castañeda que otorgó a los cafetaleros y a las empresas bananeras exoneración de responsabilidad criminal en ciertos casos, lo cual provocó que los grupos guerrilleros realizaran actos que mostraban su rechazo.
Un hecho que conmovió a la sociedad guatemalteca durante este gobierno, fue el secuestro, tortura y asesinato de la Miss Guatemala de 1958, Rogelia Cruz Martínez quien se había unido a la guerrilla izquierdista después de las jornadas estudiantiles de 1962. Fue raptada en diciembre de 1967 por las fuerzas gubernamentales, y encontrada muerta el 11 de enero de 1968 cerca de un puente cerca de Escuintla, con terribles señales de tortura. El PGT se vengó atacando a un grupo de personal militar de EE. UU., matando a dos e hiriendo a un tercero.[cita requerida]
Por otro lado, los intercambios que en esta época desarrollaban las cofradías con otras comunidades, a través de las tradicionales "visitas de santos" de unas aldeas a otras, favorecieron que circulasen, por la región las nuevas ideas políticas, así como los líderes locales.

### Pacificación de Oriente
Cuando las FAR se reorganizaron, en marzo de 1965, Chiquimula sirvió como un corredor estratégico entre el Frente Guerrillero «Edgar Ibarra», ubicado en la Sierra de las Minas, y la frontera con Honduras. Una unidad del Movimiento Revolucionario 13 de Noviembre (MR 13) llegó hasta Olopa, reuniendo a los indígenas ch'ortís, ofreciendo tierra y libertad. En su trabajo organizativo, los cuadros del MR 13 se apoyaron en los dirigentes locales del movimiento agrarista de los años cincuenta y en los líderes de los partidarios del Partido Revolucionario.
Gran parte de las personas que asistieron a las reuniones con la guerrilla en las aldeas eran militantes o seguidores del Partido Revolucionario, pero no todos los miembros de este partido eran miembros políticos de la insurgencia. Para 1966 la guerrilla controlaba varias aldeas de la región, pero en noviembre de ese año el Ejército instaló un destacamento en la cabecera municipal de Olopa y dio comienzo una ofensiva contra la insurgencia y sus colaboradores.
En 1966, el poeta marxista Otto René Castillo regresó de su exilio a Guatemala e integró la guerrilla de las Fuerzas Armadas Rebeldes; negándose a permanecer en un refugio en la Ciudad de Guatemala estuvo con los guerrilleros de la Sierra de las Minas donde se dedicaba a preparar obras de teatro que representaban ante los campesinos del área para hacerles llegar el mensaje de la guerrilla. Asimismo, dado que las fuerzas guerrilleras de ese entonces estaban integradas por jóvenes rebeldes, varios de los cuales eran desertores del ejército y otros eran estudiantes de secundaria o de la universidad nacional y dos profesionales (economista y antropólogo), las mismas carecían de sustento ideológico, por lo que cuando Castillo ingresó a las filas del movimiento, le asignaron la formación de los guerrilleros en los conceptos teóricos del marxismo.

### Colonización del Sector Ixcán en Quiché
En 1962, la Dirección General de Asuntos Agrarios (DGAA) se convirtió en el Instituto Nacional de Transformación Agraria (INTA), por el decreto 1551 que creó la ley de Transformación Agraria. En 1964, el INTA definió la geografía de la FTN como la parte norte de los departamentos de Huehuetenango, Quiché, Alta Verapaz e Izabal y ese mismo año sacerdotes de la orden Maryknoll y de la Orden del Sagrado Corazón iniciaron el primer proceso de colonización, junto con el INTA, llevando a pobladores de Huehuetenango al sector de Ixcán en Quiché.

### Secuestros de alto impacto
El 10 de diciembre de 1964 falleció el arzobispo Rossell y Arellano y fue sustituido por el obispo Mario Casariego, primer español en ocupar el puesto en Guatemala desde 1821. Desde el inicio de su gestión se le acusó de estar al servicio de intereses antipopulares, de favorecer a las élites del país y de estar influenciado por el Opus Dei En 1968, el presidente Julio César Méndez Montenegro le solicitó que visitar al presidente mexicano Díaz Ordaz y le solicitara apoyo en sus disputas con los jefes militares Arriaga Bosque y Arana Osorio. Al regresar a Guatemala en marzo, el arzobispo fue secuestrado por grupos de extrema derecha; hubo numerosos grupos de cristianos que elevaron sus oraciones para el aparecimiento del arzobispo; incluso, el Papa le envió una carta y le honró con varias dignidades eclesiásticas y el cargo de «Consejero de la Sagrada Congregación Consistorial», que le otorgaba poderes superiores a los del Nuncio Apostólico, pues tenía el derecho de revisar todos los nombramientos de obispos en la región. Incluso, fue nombrado «Príncipe de la Iglesia» y obtuvo la Orden del Quetzal cuando fue liberado.
El 28 de agosto de 1968 las Fuerzas Armadas Rebeldes trataron de secuestrar al embajador estadounidense en Guatemala, John Gordon Mein. De acuerdo a los reportes de la Comisión para el Esclarecimiento Histórico, en la Ciudad de Guatemala el capitán guerrillero que dirigía la «Resistencia de la Ciudad», Ramiro Díaz, tenía las posiciones más radicales dentro de las FAR. Cuando el comandante Camilo Sánchez fue capturado por las fuerzas de seguridad, Ramiro Díaz quiso aprovechar el momento no solamente para liberarlo, sino que también para dar un golpe espectacular y demostrarle a los altos mandos de las FAR que era en la ciudad en donde debería estar la dirección de las FAR. Gordon Mein acababa de salir de una reunión con el entonces canciller guatemalteco, licenciado Emilio Arenales Catalán, cuando los miembros de las FAR intentaron secuestrarlo; cuando opuso resistencia, fue asesinado.
El 27 de febrero de 1970 fue secuestrado Alberto Fuentes Mohr, quien era el ministro de Finanzas, y había asumido la cancillería tras la repentina muerte de Arenales Catalán, y el 6 de marzo secuestraron a Sean Holly, agregado laboral de la embajada estadounidense. Ambos fueron secuestrados por las FAR, y fueron liberadas luego de que el Gobierno accediera a las exigencias planteadas por los guerrilleros, consistentes en la liberación, en el primer caso, de Vicente Girón Calvillo; y en el segundo, de José Manuel Aguirre Monzón y Vitalina Monzón, junto con la indicación del paradero de dos militantes de la organización.
El 31 de marzo de 1970, en la Avenida de las Américas de la Ciudad de Guatemala fue secuestrado por miembros de las FAR el embajador alemán Karl von Spreti. El 1 de abril las FAR confirmaron que el embajador estaba en su poder y exigieron la liberación de numerosas personas detenidas que, a juicio de los insurgentes, corrían peligro de ser asesinadas; y agregaron como exigencia el pago de 700 000 dólares. Establecieron como plazo para cumplir estas condiciones las tres de la tarde del 4 de abril y manifestaron que de lo contrario «procederían a ajusticiar al autor intelectual y material de la política imperialista». El 5 de abril, los plagiarios señalaron que el plazo estaba agotado y en la noche la policía descubrió el cadáver del embajador en las cercanías de San Pedro Ayampuc, a diecisiete kilómetros de la capital. Un dirigente de las FAR declaró años más tarde a la Comisión para el Esclarecimiento Histórico de las Naciones Unidas: «El Gobierno no accedió a las presiones y el comando de la región urbana ejecuta al embajador para demostrar que no estaban jugando y que hablaban en serio».

### Victoria Contrainsurgente de 1968
Ante el avance Revolucionario, el Ejército de Guatemala tomó medidas drásticas para aplastar a la guerrilla. Las operaciones contra la subversión en el Oriente del país fueron efectivas: se destruyeron sus depósitos de armas, sus líneas de comunicación y abastecimiento.
Tras un combate en el que la unidad de Otto René Castillo fue desbandada y su comandante huyó dejando a los guerrilleros abandonados, fue capturado por fuerzas gubernamentales al mando de Arana Osorio, entonces jefe de la zona militar de Zacapa, el 19 de marzo de 1967. Castillo fue torturado brutalmente y murió quemado vivo junto a otros trece colaboradores de la insurgencia, incluyendo a su compañera sentimental, Nora Paiz Cárcamo.
La desesperación cundió en el grupo y se dieron deserciones y entregas voluntarias a las autoridades. Se estima que al final de este operativo, habían muerto entre cinco mil y seis mil personas. A finales de 1968 el coronel Carlos Arana Osorio informó de manera oficial que se había neutralizado el accionar militar del PGT, las FAR y el MR-13 y se determina que la guerrilla no ha "echado raíces" entre la población civil. Por su comportamiento durante esta ofensiva, Arana Osorio fue conocido como «el Chacal de Oriente».
Los dirigentes de los grupos subversivos analizaron desde fuera del país las causas de la derrota militar y concluyeron que hubo errores en la concepción del planeamiento revolucionario. El área donde operaban no permitía incorporar al pueblo a la lucha armada ni unirse a la masa campesina, por lo que el accionar político militar fue ineficaz.
Desde ese entonces hasta adentrada la década de los 70 el actuar de la guerrilla fue casi nulo, limitándose a actos de sabotaje aislados y de poca trascendencia y a plagios de personas para conseguir financiamiento; las FAR empezaron a secuestrar civiles, incluyendo a empresarios nacionales y extranjeros, y parientes de funcionarios públicos; varios de los secuestros terminaron en asesinatos. El 3 de mayo de 1971 fue asesinado el industrial Guillermo Ibargüen después de ser plagiado.

### Gobierno de Arana Osorio (1970-1974)
En 1970 es electo como Presidente Carlos Manuel Arana Osorio postulado por el partido de extrema derecha, Movimiento de Liberación Nacional. La razón por la que fue elegido como candidato del partido fue por ser un ferviente anticomunista y por sus notables triunfos contra la guerrilla en el oriente guatemalteco. Durante su gobierno proliferaron los grupos paramilitares de extrema derecha iniciándose un clima de mucha inseguridad y violencia. Grupos como ESA (Ejército secreto anticomunista), NOA (Nueva Organización anticomunista), CADEG (Consejo anticomunista de Guatemala), CRAG (Comité de represión antiguerrillera), La mano blanca y MANO (Movimiento de Acción Nacionalista Organizado) empezaron a cometer todo tipo de acciones en contra de cualquier persona considerada como sospechosa. La opinión pública acusó al Ejército de ser instigador de estos grupos, pero este negó dichas acusaciones.
Tras permitir que los ejecutivos de empresas mineras prácticamente re-escribieran la ley de Minería de Guatemala, el gobierno otorgó una concesión por 40 años para la explotación del níquel a la empresa Explotaciones y Exploraciones Mineras de Izabal, S.A. (EXMIBAL), subsidiaria de la compaña canadiense International Nickel Company (INCO). Durante el gobierno de Julio César Méndez Montenegro se discutió la posibilidad de ceder las minas de níquel en Izabal, pero tan pronto como el general Carlos Arana Osorio inició su gestión el 1.º de julio de 1970, reabrió el caso de EXMIBAL y empezó a trabajar para cederle la concesión. Numerosos sectores sociales se opusieron a la misma, ya que argumentaban que resultaría muy onerosa para el país. Uno de los principales opositores fue la Comisión que la Universidad de San Carlos creó para analizar el asunto; entre los miembros de la comisión estaba el licenciado Oscar Adolfo Mijangos López, para entonces diputado en el Congreso y respetado intelectual guatemalteco. Mijangos López se opuso rotundamente a las condiciones de la concesión que propuso el Gobierno a EXMIBAL; el 13 de febrero de 1971 fue asesinado por desconocidos cuando salía de su oficina en la 4.ª avenida de la zona 1 de la Ciudad de Guatemala.
El 8 de mayo de 1971 el gobierno de Arana Osorio finalmente otorgó la concesión a EXMIBAL; esta cubría 385 kilómetros cuadrados en el área de El Estor, con una inversión inicial de US$228 millones. La mina, construida en las montañas de los indígenas Q'eqchi incluía un complejo residencial de 700 casas, numerosas oficinas, un hospital, un pequeño centro comercial, escuela, una cancha de golf y un gran área de procesamiento industrial.
En octubre de 1971, el gobierno de Guatemala, subordinado a los designios estadounidenses de lucha anticomunista en Centroamérica, votó junto con otros Estados afines del continente, contra el ingreso de la República Popular China en la Organización de Naciones Unidas.
La Franja Transversal del Norte fue creada oficialmente durante el gobierno del general Carlos Arana Osorio en 1970, mediante el Decreto 60-70 en el Congreso de la República, para el establecimiento de desarrollo agrario. Al principio tenía un gran potencial agropecuario y para la explotación de maderas preciosas, partir de 1974, se empezó a explotar petróleo, comercialmente en las cercanías de la FTN a raíz de los descubrimientos realizados por las petroleras Basic Resources y Shennadoah Oil, que operaban conjuntamente en el campo petrolero de Rubel Santo, Alta Verapaz.

### Teología de la liberación
La teología de la liberación es una corriente teológica que se inició junto con el «Concilio Vaticano II» en el seno de la Iglesia católica en Latinoamérica y en algunas iglesias protestantes. El eje de la teología de la liberación son los pobres; el pobre se convierte en el sujeto y en el tema de fondo de la teología de la liberación no por razones políticas, sociales o económicas, sino fundamentalmente por razones teológicas bíblicas. Por consiguiente, la Iglesia, si es verdadera Iglesia, es una Iglesia de los pobres.
A principios de los años setenta varias parroquias de la diócesis de Escuintla, en la Costa Sur de Guatemala, iniciaron un trabajo de pastoral social a través de las llamadas Familias de Dios, inspiradas en la pedagogía de Paulo Freire. Esta labor abordaba el estudio de la Biblia desde la perspectiva de los pobres orientada a la reflexión sobre el papel de los cristianos en la construcción de una sociedad más justa. Un aspecto de preocupación de la Iglesia Católica en la Costa Sur fueron las condiciones inhumanas del trabajo en las fincas y la falta de una organización de los trabajadores temporales y cuadrilleros llegados del Altiplano.
De acuerdo a publicaciones del Ejército de Guatemala, para el año 1980 los frentes del EGP, habían alcanzado un altísimo nivel de organización, con el apoyo e intervención de sacerdotes Jesuitas, Maryknoll y Misioneros del Sagrado Corazón; estos sacerdotes extranjeros, españoles en su gran mayoría, a través de Acción Católica, habrían armado un entramado perfectamente diseñado por teólogos de la liberación ―Javier Gurriarán (párroco de Santa María Nebaj); Marcelino García (párroco de San Juan Cotzal); y Manuel Antonio González (párroco de San Gaspar Chajul)― obteniendo con su intervención y adoctrinamiento, un amplio dominio sobre las comunidades del Triángulo ixil. Todo este esfuerzo de involucramiento religioso, era coordinado, desde otro frente guerrillero, por Luis Gurriarán y Ricardo Falla Sánchez los religiosos se encargaron de esta manera en desarrollar una estrategia de captación y reclutamiento para el EGP. Esta estrategia, basada en la teoría y praxis de la iglesia de los pobres, utilizaba entre sus procedimientos para lograr acrecentar su influencia visitas y reuniones de adoctrinamiento constante. De acuerdo a los reportes del ejército, estos ideólogos dirigían de esta manera el adoctrinamiento mediante la teología de la liberación, por medio de más de cien sacerdotes y monjas de diferentes órdenes religiosas, junto con el EGP.

### Surgimiento del Ejército Guerrillero de los Pobres (1972)
Después de la aplastante derrota que sufrió la guerrilla a finales de 1968, ocurrió un cambio en la mentalidad de la insurgencia, lo cual la llevó a abandonar en gran medida la inspiración Castrista de la década de los 60s, para adoptar una ideología mucho más nacionalista e indigenista. Este cambio provocó una división dentro de las Fuerzas Armadas Rebeldes que estaban en crisis, conformando el Ejército Guerrillero de los Pobres, el cual surge a inicios de 1972 y tuvo la peculiaridad de tener el apoyo de católicos comprometidos con los pobres afines a la Teología de la Liberación, además de contar con indígenas entre sus filas.
Con el apoyo secreto del gobierno de México, este grupo de disidentes se traslada a ese país con el fin de introducirse de forma clandestina en Guatemala desde el Noroeste y crear un foco guerrillero primario desde donde continuar la lucha armada hasta la toma del poder. La zona se elige teniendo en cuenta el poco desarrollo de sus infraestructuras y por lo tanto, la poca presencia militar además de ser una región de implantación campesina e indígena muy pobre, lo que ellos consideraban como el principal motor de la Revolución.
Tras un largo tiempo de preparación, la primera columna guerrillera llegada desde México entraría en Guatemala por la selva de Ixcán, al norte del departamento de El Quiché cerca del río La Candón, para extenderse hacia el resto de El Quiché y a Huehuetenango. Desde un principio se preocuparon de no ser detectados por el Ejército, a la vez que emprendieron un trabajo de asentamiento y base de apoyo entre la población, todo con muchas precauciones para que no les ocurriese como a la guerrilla de la década anterior que fue derrotada en su fase de asentamiento.
Los preparativos para la "invasión" ya estaban avanzados, además de contar con una pequeña célula en la capital del país y otro pequeño grupo que debía de entrar a Guatemala por otros medios. En 1982, el Ejército de Guatemala reconoció que durante más de 10 años los grupos subversivos que habían operado en el área del Triángulo Ixil lograron llevar a cabo un trabajo completo de concientización ideológica en toda la población habiéndose alcanzado un cien por ciento de apoyo.
Los grupos izquierdistas habían aprendido varias lecciones de los primeros intentos fallidos en el Oriente guatemalteco:
1. Era necesario involucrar al indígena y no al ladino.
2. Para poder triunfar, se necesitaba de un levantamiento de masas.
3. Había que hacer una constante campaña psicológica en la población indígena.
4. Había que demostrar que la guerrilla estaba identificada con las causas justas de las grandes mayorías.

Pero a pesar de que la guerrilla tenía todo esto claro, falló en todos los aspectos: logró involucrar a los indígenas y realizó una constante campaña psicológica que le surtió efecto originalmente, pero cuando los años pasaron y no se vieron resultados, los indígenas se decepcionaron de la guerrilla y empezaron a ver en mejor forma al ejército guatemalteco. Por otra parte, la guerrilla nunca encontró el lenguaje adecuado ni logró cumplir con las promesas de mejorar las condiciones de vida del campesinado, provocando un mayor desencanto de la población indígena. Por último, los guerrilleros nunca tuvieron un ejército numeroso, y sus ataques a comandos del ejército daban como resultado que este se desquitara con poblaciones civiles, al no poder perseguir directamente a los insurgentes.
A fin de obtener financiamiento, el EGP también realizó plagios de industriales nacionales y extranjeros; algunos de ellos terminaron en tragedias. En diciembre de 1978, el EGP asesinó a Luis Canella cuando opuso resistencia a que lo secuestraran; diez meses después, al secuestrar a Raúl García Granados de Garay asesinó a Roberto Cordón y a uno de los guardaespaldas de García Granados. El gerente general de la empresa Gran Industria de Neumáticos, S.A. (GINSA) fue secuestrado y su cuerpo sin vida fue encontrado en una casa de seguridad del EGP en Santo Domingo Xenacoj, Chimaltenango.
En otros casos, los secuestros redituaron grandes ganancias para la organización: el 30 de enero de 1978 secuestraron a Roberto Herrera Ibargüen, cuya familia financió varios campos pagados en periódicos guatemaltecos y cancelara una suma no cuantificada.

### Masacre de Sansirisay
En mayo de 1973, el caserío Sansirisay en la aldea Palo Verde de Jalapa tenía 45 425 habitantes, de los cuales 18 433 eran indígenas pokomames. La primera noticia de la masacre se dio el 28 de mayo de 1973, en El Imparcial, indicando que la paz reinaba en la zona limítrofe entre Jalapa y El Progreso, tras los disturbios de 24 horas que dejaron 17 muertos y cinco heridos. Los disturbios surgieron por un litigio de tierras originado en 1771, y se dieron entre campesinos de Sanarate, El Progreso y de Jalapa, y policías militares ambulantes que quisieron imponer orden.
El ejército informó que los policías militares ambulantes fueron atacados por los campesinos, lo que dejó seis policías y once campesinos muertos. El jefe del Estado Mayor del Ejército, general Efraín Ríos Montt sobrevoló la zona del disturbio y pudo comprobar que los ánimos se habían calmado y que se estaba ya en la tarea de identificar los muertos.
Sectores que desconfían de la versión oficial, acusaron al general Ríos Montt de haber ordenado la masacre del lugar, pero esto nunca pudo confirmarse por no haber otras fuentes de información disponibles, pues en 1973, todavía no se investigaban las violaciones de derechos humanos en Guatemala.

### Situación de la población civil
Con el advenimiento del Ejército Guerrillero de los Pobres, las poblaciones civiles de la localidad se encontraron entre dos fuegos: el ejército reprimía a los que consideraba como colaboradores de la guerrilla, y viceversa. Se dieron casos de masacres de guerrilleros contra patrulleros civiles, con la excusa de que estos últimos eran traidores a su pueblo; y también hubo casos de abusos por parte de los patrulleros, los cuales se aprovechaban de su posición para saldar cuestiones personales o étnicas con poblaciones vecinas. Como resultado de los vejámenes a que eran sometidos por ambos bandos, muchos campesinos se refugiaron en México y no regresaron sino hasta 1993, durante el gobierno del ingeniero Jorge Serrano Elías.

### Fraude Electoral de 1974
En 1973 empiezan a moverse las piezas para el jaque de las elecciones. Un joven general: Efraín Ríos Montt es el “candidato de izquierda moderada”. El alcalde de la Ciudad de Guatemala, el izquierdista Manuel Colom Argueta le da la bendición. Ríos Montt se presentaba como candidato de la oposición respaldado por “la izquierda democrática”.
El líder fundador de la Democracia Cristiana Guatemalteca (DCG), René de León Schlotter, confirmó su apoyo a la candidatura de Ríos y asegura que este tiene el apoyo del FURD (Frente Unido Revolucionario Democrático) y de una serie de grupos “disidentes”.
Colom Argueta hizo público su apoyo a Ríos Montt, mientras que el líder «disidente» Alberto Fuentes Mohr firmó un documento en que aseguraba su apoyo al nuevo candidato.
La embajada estadounidense temía que de ganar Ríos en 1974, su gobierno giraría el timón hacia la izquierda, pero a la vez consideraba que no realizaría acciones que pusieran en peligro los «intereses vitales» de Estados Unidos.
Ríos Montt ganó en este tiempo un fuerte enemigo político: el ministro de Defensa, Romeo Lucas García quien, según la embajada estadounidense, detestaba fuertemente a Ríos Montt, entonces jefe del Estado Mayor del Ejército; Lucas llegó al extremo de acusar de «comunista» a Ríos Montt, calificativo que de hecho, fortaleció su candidatura.
Así triunfó el binomio de Efraín Ríos Montt y Alberto Fuentes Mohr, quienes ganaron las elecciones, pero su victoria no fue reconocida. El Congreso de Guatemala realizó el 12 de marzo de 1974 una votación, en la que fue elegido el general Kjell Eugenio Laugerud García como Presidente de la República de Guatemala con fortísimas sospechas de fraude. Ríos Montt fue enviado a España para que fuera embajador ante ese país entre 1974 y 1977, mientras que Fuentes Mohr fue asesinado en 1979.

### Gobierno Laugerud García (1974-1978)

#### Petróleo en la Franja Transversal del Norte
El primer proyecto colonizador en la FTN fue el de Sebol-Chinajá, en Alta Verapaz. Sebol, en ese entonces, era considerado como un punto estratégico y vía fluvial a través del río Cancuén, que comunicaba con Petén hasta el río Usumacinta en la frontera con México y la única carretera que existía era la de terracería que construyó el presidente Lázaro Chacón en 1928. En 1958, durante el gobierno del general Miguel Ydígoras Fuentes el Banco Interamericano de Desarrollo (BID) financió proyectos de infraestructura en Sebol. En 1960, el entonces capitán del Ejército de Guatemala Fernando Romeo Lucas García heredó las fincas Saquixquib y Punta de Boloncó al nororiente de Sebol, Alta Verapaz, con una extensión de 15 caballerías cada una. En 1963 compró la finca «San Fernando» El Palmar de Sejux con una extensión de 8 caballerías, y finalmente compró la finca «Sepur», cercana a «San Fernando», con una extensión de 18 caballerías. Durante estos años fue diputado en el congreso de Guatemala y cabildeó para impulsar la inversión en esa zona del país.
En esos años, la importancia de la región estaba en la ganadería, la explotación de madera preciosas para exportación y la riqueza arqueológica. Contratos madereros se dieron a empresas trasnacionales, como la Murphy Pacific Corporation de California, que invirtió 30 millones de dólares para la colonización del sur de Petén y Alta Verapaz, y formó la Compañía Impulsadora del Norte, S.A. La colonización del área se hizo por medio de un proceso por el que se otorgaban tierras en zonas inhóspitas de la FTN a campesinos.
En 1962, la DGAA se convirtió en el Instituto Nacional de Transformación Agraria (INTA), por el decreto 1551 que creó la ley de Transformación Agraria y en 1964 definió la geografía de la FTN como la parte norte de los departamentos de Huehuetenango, Quiché, Alta Verapaz e Izabal y ese mismo año sacerdotes de la orden Maryknoll y de la Orden del Sagrado Corazón iniciaron el primer proceso de colonización, junto con el INTA, llevando a pobladores de Huehuetenango al sector de Ixcán en Quiché.
Desde 1974, se venía explotando petróleo comercialmente en las cercanías de la FTN a raíz de los descubrimientos realizados por las petroleras Basic Resources y Shennadoah Oil, que operaban conjuntamente en el campo petrolero de Rubelsanto, Alta Verapaz. El propio general Arana Osorio, siendo presidente, constituyó una empresa petrolera denominada Caymán Petróleo Guatemala, que para 1975 era una de las 31 compañías que poseían contratos de servicios petroleros en la FTN. El 30 de julio de 1976, cuando Laugerud García llegó a visitar la cooperativa Mayalán en el sector de Ixcán, Quiché, el cual se había formado apenas diez 12 años antes, dijo: «Mayalán está asentada en la cima del oro», dejando entrever que la Franja Transversal del Norte ya no sería dedicada a la agricultura ni al movimiento cooperativista, sino que sería utilizada por objetivos estratégicos de explotación de recursos naturales.. Tras esa visita presidencial, ambas compañías petroleras realizaron exploraciones en tierras de Xalbal, muy cerca de Mayalán en el Ixcán, donde perforaron el pozo «San Lucas» con resultados infructuosos. Esas exploraciones, que abrieron el camino para futuros experimentos petroleros en Ixcán, y el resto de la FTN, también fueron el principal motivo para la construcción de la carretera de terracería que recorre la Franja. Shennadoah Oil, el Instituto Nacional de Transformación Agraria (INTA) y el Batallón de Ingenieros del Ejército se coordinaron para construir ese corredor entre 1975 y 1979, lo que a la postre permitió que políticos, militares y empresarios poderosos de la época se adueñaran de muchas de las tierras..

#### Terremoto de Guatemala de 1976
Durante la administración de Laugerud sucedió el terremoto del 4 de febrero de 1976, de 7.5 grados en la escala Richter, que destruyó gran parte del país especialmente la capital Ciudad de Guatemala y sus alrededores.

#### Asesinato del embajador nicaragüense
En octubre de 1977, el Ejército Guerrillero de los Pobres atacó a tiros al embajador de Nicaragua en Guatemala, Edmundo Meneses, quien pereció debido a sus heridas a las dos semanas. El ataque obecedió a la solidaridad del EGP con la guerrilla sandinista que en ese momento estaba combatiendo ferozmente al dictador nicaragüense Anastasio Somoza Debayle.

#### Masacre de Panzós

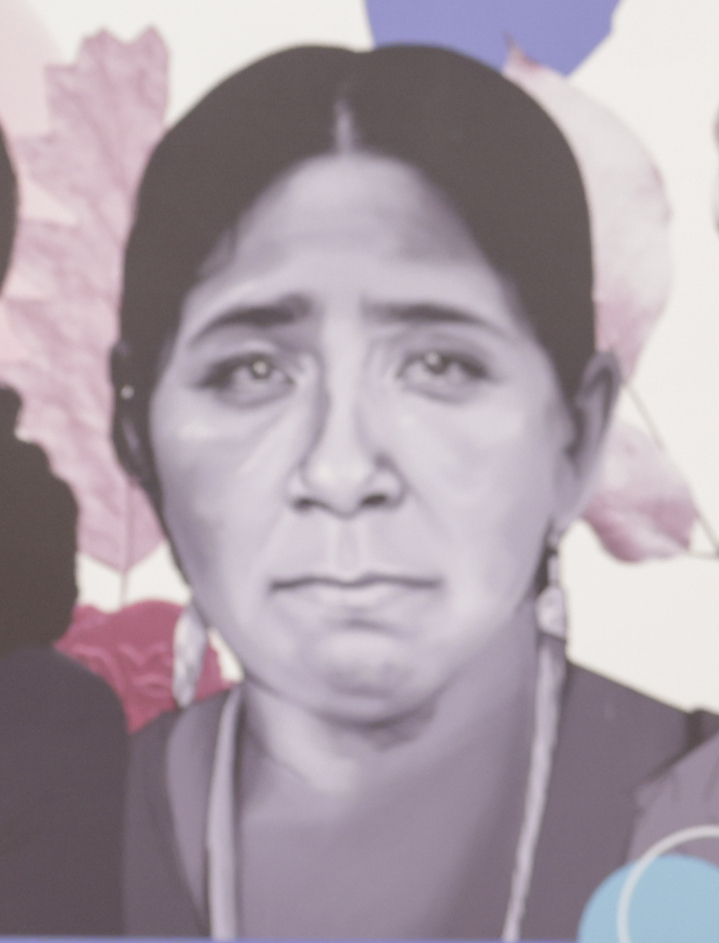
Ilustración de Adelina Caal «Mamá Maquín», líder que fue asesinada durante la masacre.

Hubo numerosas protestas populares en contra de EXMIBAL y contra la política agraria de los gobiernos militares en la Franja Transversal del Norte durante los siguientes años. Hacia 1978, progresó la capacidad de organización de los campesinos, a través de los comités que reivindicaban la titulación de las tierras, fenómeno que preocupó al sector terrateniente y a las empresas transnacionales, como EXMIBAL y las petroleras Basic Resources y Shenandoah Oil.
Hacia el 24 o 25 de mayo de 1978, un contingente militar de unos 30 soldados se trasladó de Quinich a Panzós, municipio de Alta Verapaz que colinda con El Estor, en donde la minera EXMIBAL tenía su planta de extracción de níquel. Cuando un periodista le preguntó al alcalde Walter Overdick García acerca de la razón de la presencia del Ejército en la cabecera municipal, el funcionario respondió: «Se debe a que mucha gente pidió personalmente que el Ejército viniera a ver la tranquilidad del lugar, porque se daban cuenta de que aquí se me amotinaban trescientos, cuatrocientos campesinos».
El alto mando del Ejército consideraba que la organización campesina era parte activa de la guerrilla y un obstáculo considerable en sus aspiraciones de usufructuar la Franja Transversal del Norte. El 29 de mayo de 1978, para insistir en el reclamo de la tierra y manifestar el descontento ocasionado por los actos arbitrarios de los terratenientes y de las autoridades civiles y militares, campesinos de las aldeas Cahaboncito, Semococh, Rubetzul, Canguachá, Sepacay, finca Moyagua y barrio La Soledad, decidieron realizar una manifestación pública en la plaza de Panzós. A esta protesta fueron invitados también habitantes de El Estor, Izabal. Cientos de hombres, mujeres, niños y niñas indígenas se dirigieron a la plaza de la cabecera municipal de Panzós, cargando sus instrumentos de trabajo, machetes y palos.
Hay distintas versiones sobre cómo se inició el tiroteo. Unos afirman que comenzó cuando «Mamá Maquín» empujó a un soldado que le impedía el paso; otros sostienen que se produjo debido a que la gente empujaba tratando de entrar en la municipalidad, lo que fue interpretado por los soldados como una agresión. Los disparos, que sonaron durante unos cinco minutos, fueron hechos por las armas de reglamento que portaban los militares, así como las tres metralletas ubicadas a las orillas de la plaza. Varios campesinos hirieron con machetes a varios soldados.
De inmediato, el Ejército cerró las principales calles de acceso, y después, los militares prohibieron entrar a la plaza. En la tarde, miembros del Ejército los llevaron a un lugar cercano al cementerio público y, con un tractor cavaron un agujero, donde inumaron los cuerpos. Panzós quedó ocupada por el Ejército, registrándose un aumento considerable del número de soldados destacados en el pueblo. Por espacio de varias semanas los pobladores no regresaron a sus casas y se escondieron del Ejército.
Por su parte, a pesar de ser vecinos, los campesinos de El Estor nunca llegaron a Panzós: individuos armados les dispararon desde camiones propiedad de EXMIBAL cuando iban en camino a pie.
La masacre causó un gran impacto nacional e internacional. El 1 de junio de 1978 se realizó una numerosa manifestación de protesta en la capital, encabezada por la AEU (Asociación de Estudiantes Universitarios): fue conocida como la Marcha de los Paraguas.
A partir de la masacre el Ejército inició en el Valle Polochic una represión selectiva contra los líderes comunitarios que reivindicaban tierras y así también contra sacerdotes mayas. A consecuencia de estos hechos, se veían a diario cadáveres de indígenas flotando en el río Polochic. La represión generalizada atemorizó e inmovilizó a la población. Las peticiones de tierras disminuyeron drásticamente. Desde 1978 hasta 1996 no volvería a realizarse una manifestación pública.
El presidente Laugerud señaló:
| Se trata de un plan de subversión patrocinado por Fidel Castro [...] los verdaderos responsables de lo sucedido en Panzós tendrán que pagarla [...] Mi Gobierno perseguirá a los que llevaron a cabo el adoctrinamiento de los campesinos y los azuzaron para que invadieran tierras ajenas [...] Los campesinos en lugar de dirigirse a la alcaldía, le dieron la vuelta al destacamento, atacando a un centinela [...] El resto de los soldados, al ver lo que había ocurrido al centinela, tuvieron que hacer fuego para salvar sus vidas, pues aunque el machete es un instrumento de trabajo, también puede ser empleado como arma». —Kjell Eugenio Laugerud |

## Guerra civil a gran escala

### Gobierno de Lucas García (1978-1982)
En 1978 los militares continuaron con el modelo electoral de los años anteriores. La tercera elección militar fue la del exministro de la Defensa, general Romeo Lucas García como presidente y la del civil Francisco Villagrán Kramer como vicepresidente. La elección se dio en medio de una crisis política: se rompió la alianza anticomunista PID-MLN y el primero pasó a aliarse con el PR y otros pequeños partidos, con los cuales formó un Frente Amplio. Los resultados de los comicios del 5 de marzo de ese año originaron una vez más protestas, violencia y denuncias de fraude. El Congreso practicó la elección de segundo grado el día 13 de aquel mes, desestimando las pruebas de la victoria del coronel Enrique Peralta Azurdia, exjefe de Estado de Guatemala y candidato del MLN). La tendencia a la abstención electoral se acentuó con un 63,5 % de no votantes, resultando en el binomio electoral menos votado en la historia del país, prueba de la poca legitimidad del modelo militar y del régimen político.
Bajo sospechas y señalamientos de fraude electoral, Fernando Romeo Lucas García, fue elegido presidente y tomó posesión en julio de 1978.
"La guerra en Guatemala hay que ganarla en la montaña y en la capital" se convirtió en la consigna del gobierno de Lucas. La oposición era el movimiento social con dirigentes de izquierda, quienes promovían que en el país debía impulsarse la democracia, no la guerra. Romeo Lucas el cual se veía en la televisión no era un militar tan locuaz y mediático como Efraín Ríos Montt, que le sucedería en el cargo. Lucas tenía un discurso poco hábil. Si bien en ocasiones se dirigía a las masas en q’eqchi’, sus gestos toscos y su imagen distante lo hacían parecer un presidente poco afable y accesible.

#### Triunfo sandinista en Nicaragua
A mediados de los años 70, parte de los líderes económicos nicaragüense y la miembros de la Iglesia católica de ese país centroamericano se empezaron a alinear en contra del gobierno de Anastasio Somoza Debayle. Formaron un movimiento de oposición dirigido por Pedro Joaquín Chamorro Cardenal, dueño del diario La Prensa, el mayor del país, y forzaron al gobierno a realizar algunos cambios. Pero tras el asesinato de Chamorro el 10 de enero de 1978, se desató un gran malestar en el país y en marzo de 1979 las diferentes fracciones del comunista Frente Sandinista de Liberación Nacional firmaron el acuerdo de unidad; luego, en junio hicieron el llamamiento a la «Ofensiva Final» y convocaron a una huelga general. El gobierno estadounidense de Jimmy Carter intentó, mediante la Organización de los Estados Americanos (OEA), parar el avance del FSLN, pero no obtuvo apoyo necesario de los países latinoamericanos presentes en la organización. Posteriormente, intentó estacionar tropas en Costa Rica para intervenir en Nicaragua, pero esta operación tampoco funcionó; y tampoco lo hicieron los intentos de negociación con el FSLN para la composición de una Junta de Gobierno de Reconstrucción nacional.
Finalmente, los Estados Unidos se vieron obligados a pedirle la renuncia a Anastasio Somoza Debayle, quien abandonó el país el martes 17 de julio de 1979. Francisco Urcuyo Maliaños, entonces Presidente del Congreso Nacional de Nicaragua, fue nombrado presidente y anunció que no renunciaría a la presidencia y que completaría el período hasta en mayo de 1981. Ese mismo día, los cancilleres del Pacto Andino ―Ecuador, Venezuela y Perú― reunidos en San José (Costa Rica), rechazaron públicamente la maniobra de Urcuyo, y en la mañana del miércoles 18 de julio, Sergio Ramírez, Alfonso Robelo, y Violeta Barrios de Chamorro, dejaron San José, Costa Rica, y se dirigieron hacia León, donde se reunieron con los comandantes sandinistas Daniel Ortega Saavedra y Moisés Hassan Morales, proclamando a León como la nueva capital provisional, y la comunidad internacional los reconoció como el gobierno legítimo de la República.
Urcuyo partió al exilio en Guatemala; por su parte, los sandinistas entraron en Managua el 19 de julio de 1979 poniendo fin a la etapa dictatorial somocista asumiendo las responsabilidades de gobierno. Este triunfo significó una nueva esperanza para los guerrilleros de Guatemala y El Salvador, que veían ahora cómo podían obtener recursos logísticos y militares no solamente de Cuba, sino que también de Nicaragua.

#### Surgimiento de la Organización del Pueblo en Armas (ORPA)

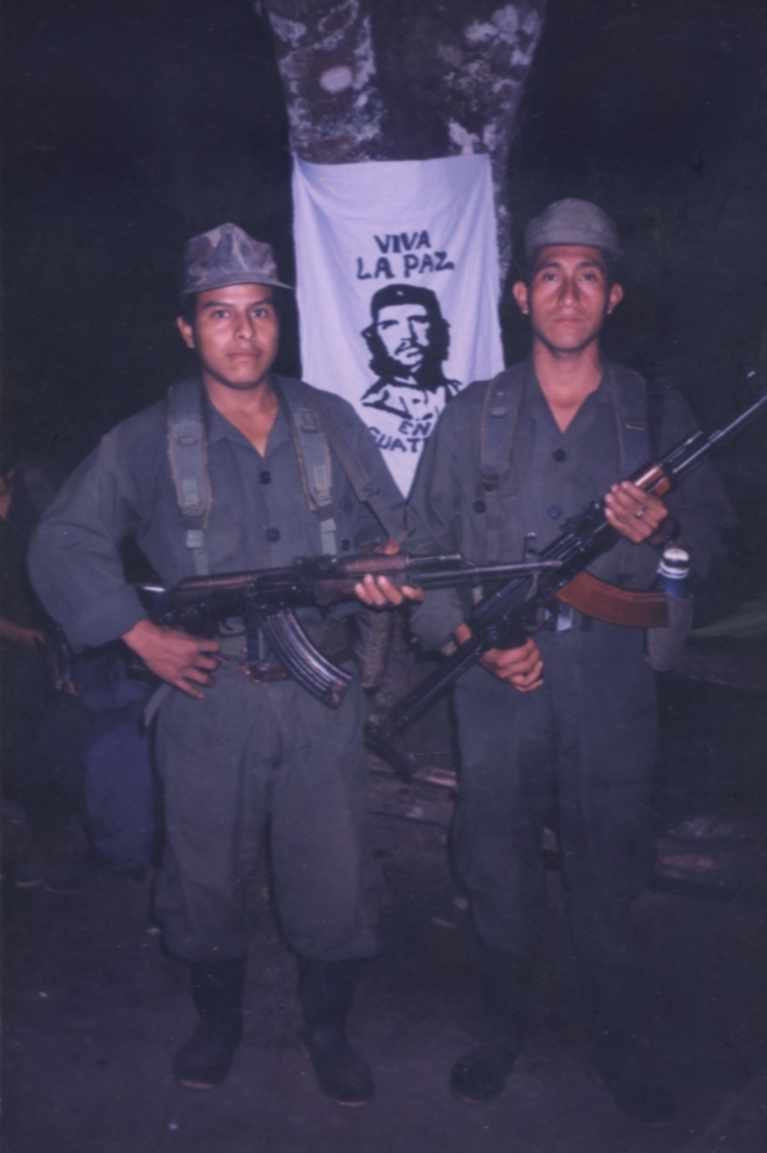
Guerrilleros de la ORPA armados con fusiles de asalto AK-47 rusos.

El 18 de septiembre de 1979, una unidad guerrillera ocupó militarmente la finca cafetalera de Mujuliá, en Quetzaltenango. Con esta acción y la distribución de un Manifiesto se inició la acción pública de la Organización del Pueblo en Armas (ORPA), la cual se autodefinió como «una organización político-militar a nivel nacional, que desarrolla el proceso de guerra popular revolucionaria en forma consciente, progresiva y responsable y que después de varios años de preparación, en los que se construyó en la clandestinidad, surgió públicamente para sumarse a la lucha del pueblo guatemalteco».

#### Quema de la embajada de España
El jueves 31 de enero de 1980, el caso de Guatemala atrajo la atención mundial con la quema de la Embajada de España, en la que 37 personas fueron quemadas vivas, entre ellas varios ciudadanos españoles e importantes exfuncionarios guatemaltecos. La movilización en forma de protesta por parte de un grupo de indígenas, con el fin de llamar la atención del mundo sobre las matanzas que en 1980 cometía el Ejército guatemalteco en el Triángulo Ixil en El Quiché ―específicamente en Nebaj, Chajul, Ixcán, lugares en donde se había impulsado la migración y cooperativas a principios de la década de 1970, como parte de la Franja Transversal del Norte, pero en donde se encontró petróleo posteriormente―, fue el preludio del caso de la masacre de la embajada de España, tras las cual España rompió las relaciones diplomáticas con Guatemala.
Poco después de los sucesos de la Embajada de España, en febrero de 1980, a iniciativa del Comité de Unidad Campesina (CUC) se convocó una masiva reunión en Iximché (Tecpán, Chimaltenango), para analizar la situación del país. En ella participaron numerosas organizaciones, entre ellas:
- la Coordinadora Nacional Indígena
- la Federación de Trabajadores de Guatemala
- el Frente Robin García y el Comité Pro Justicia y Paz

De esa reunión salió el documento "Los pueblos indígenas de Guatemala ante el Mundo", declaración política que planteaba reivindicaciones étnicas junto con otras de carácter político, de denuncia de la represión, la exclusión económica, la igualdad y el respeto cultural. Sin embargo, el activismo indígena tuvo en este período su mayor expresión en grupos como el CUC, organización que puso a prueba su capacidad organizativa en la huelga de los cortadores de caña, entre febrero y marzo de 1980, en la que participaron más de setenta mil trabajadores. Fue la primera vez en que se unieron trabajadores permanentes de la costa con trabajadores migratorios del altiplano. La patronal cedió al aumento del jornal diario, a Q3.20. El poder de convocatoria mostrado por el CUC fue percibido como una grave amenaza de parte del Ejército y el sector empresarial, no solo por el número de personas que movilizaba sino porque representaba una peligrosa alianza entre ladinos y mayas, con participación de religiosos y con influencia y asesoría de grupos insurgentes. El ambiente insurreccional aumentó los efectos alarmantes de este movimiento sin precedentes, constituyéndose en un objetivo de las acciones represivas dirigidas contra el sector social rural.
Tanto la toma de la Embajada de España como la huelga de los cañeros de la Costa Sur, ambas promovidas por activistas del CUC, marcaron la cúspide del clima de agitación política y social de la época. Además, mostraron la línea convergente hacia la que se encaminaban tanto el movimiento social como la insurgencia. Esto se hizo aún más evidente, cuando el 1 de mayo de 1980 el CNUS, que se había convertido en el eje de dicho movimiento, llamó a «instaurar un Gobierno revolucionario, democrático, y popular» y a «derrocar al régimen luquista», consignas que fueron secundadas por los grupos insurgentes.
Luego de estos acontecimientos, en el mes de junio, sucedió la desaparición forzada de 27 miembros de la Central Nacional de Trabajadores (CNT). En agosto también fueron secuestradas de la finca de retiro Emaús 17 personas entre sindicalistas y estudiantes universitarios miembros de la Escuela de Orientación Sindical. Estos hechos de represión marcaron el punto álgido de la represión contra el sindicalismo, que finalmente quedó desestructurado.
Durante el gobierno de Lucas García la espiral de violencia siguió aumentando hasta alcanzar niveles inimaginables. El gobierno concentró sus esfuerzos en aniquilar al enemigo interno, limitándose no solo a combatir a la guerrilla sino atacando sistemáticamente al movimiento social y a la población en las áreas de fuerte presencia guerrillera, principalmente las más alejadas de la ciudad de Guatemala. En el Gobierno de Lucas García la estrategia contrainsurgente se concentró en eliminar al movimiento social tanto urbano como rural, el cual había crecido sensiblemente durante los años previos, así como combatir a la guerrilla.
El terror que se desató durante este Gobierno desestructuró todas las organizaciones sociales, políticas y profesionales existentes. La administración de la justicia también se vio fuertemente afectada por ello: jueces y abogados fueron asesinados con el objeto de paralizar completamente a la justicia y toda acción de protección de los derechos humanos. En ningún otro período se ejecutaron tantos jueces y abogados, especialmente, aquellos que habían dado trámite a recursos de exhibición personal o que habían dictado resoluciones contrarias a los intereses del Gobierno; ante esta represión otros jueces y abogados optaron por plegarse a las imposiciones del Ejecutivo para la aplicación de la justicia. Las constantes violaciones a los derechos humanos llevaron a la renuncia del Vicepresidente de la República Francisco Villagrán Kramer en 1981, siendo sustituido por el coronel Oscar Mendoza Azurdia.

#### Bombazo del 5 de septiembre de 1980

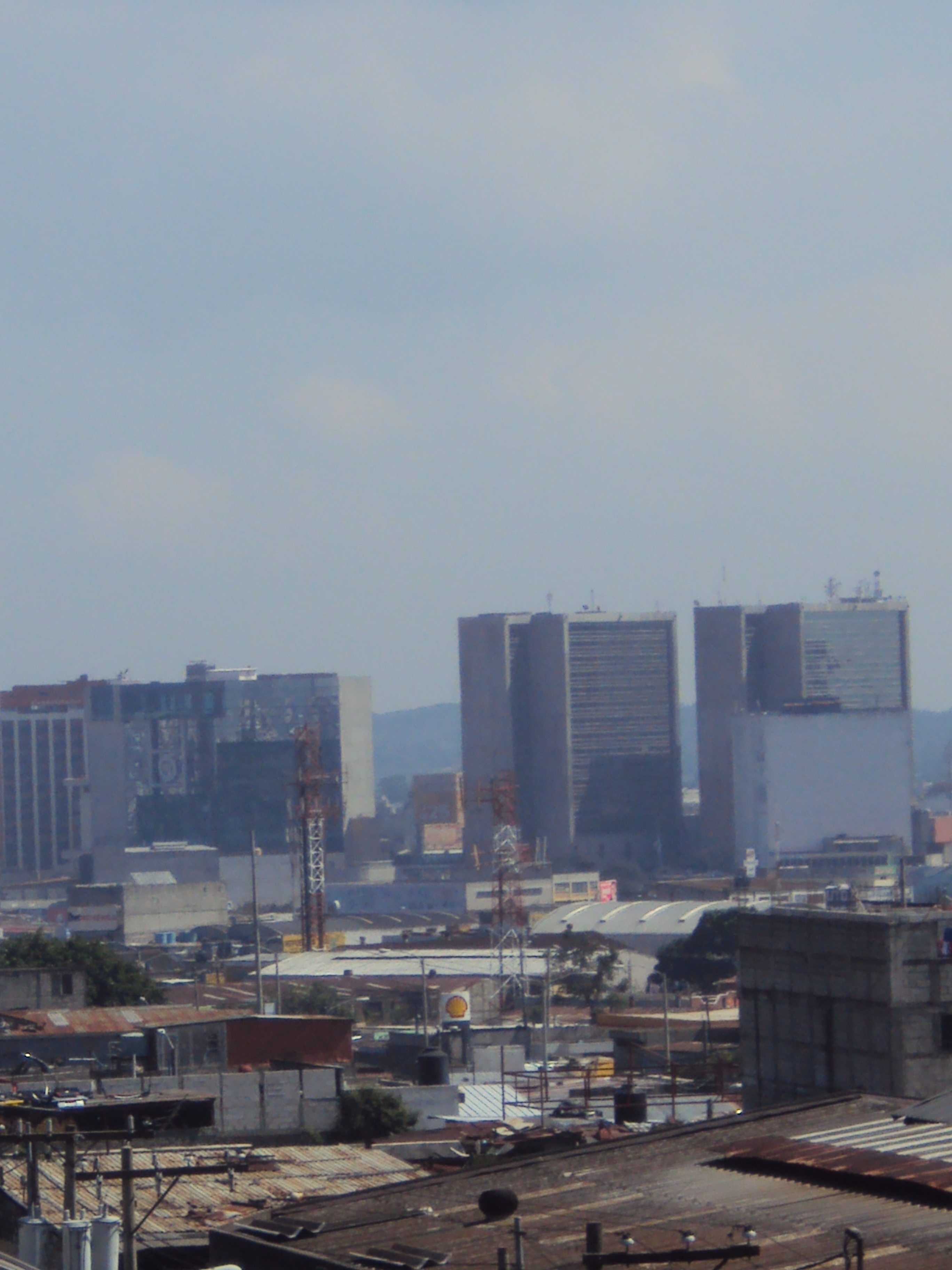
Centro Financiero en 2011. Este edificio fue víctima de un atentado dinamitero en 1981 por parte de la guerrilla, que lo dejó sin vidrios por varios años, aunque el edificio permaneció abierto al público.

El 5 de septiembre de 1980 el Ejército Guerrillero de los Pobres llevó a cabo un acto terrorista frente al Palacio Nacional con la intención de disuadir al pueblo guatemalteco de asistir a una manifestación de apoyo al gobierno del general Lucas García que estaba planificada para el domingo 7 de septiembre en el Parque Central. En ese ataque murieron seis adultos y un niño a causa de la explosión de dos bombas ubicadas en un vehículo; hubo un número indeterminado de heridos y cuantisos daños materiales no solo en las obras de arte del Palacio Nacional, sino que en muchos de los edificios aledaños, especialmente en el Edificio Lucky, que está frente al Palacio Nacional sobre la 6.ª avenida. Entre los muertos se contaban: Domingo Sánchez, piloto del Ministro de Agricultura; Joaquín Díaz y Díaz, limpiador de automóviles; y Amilcar de Paz, agente de seguridad; las imágenes por televisión mostraban partes de los cuerpos distribuidos por el área del incidente, mientras los periódicos mostraron en sus portadas la imagen del carro bomba destruido y los alrededores del palacio.
El atentado fue ejecutado en dos partes: primero, por la noche, la guerrilla depositó una pequeña carga explosiva en el tragante ubicado en el Parque Central, en la esquina de la 6.ª calle y 6.ª avenida de la zona 1, frente a la esquina donde se localizaba el despacho presidencial dentro del Palacio Nacional. Por la mañana, la guerrilla estacionó un vehículo sobre ese tragante, el cual tenía en su interior una carga mucho mayor; a las 9:35 a. m. detonaron la pequeña carga explosiva, la cual a su vez hizo estallar a la que estaba dentro del vehículo dejando esparcidos tras ser mutilados, los cuerpos de varios civiles, cuyos restos humanos fueron lanzados en un radio mayor a los 70 metros. A los cinco minutos de haberse producido la explosión se originó el incendio de siete vehículos.
Ese mismo día, y también para tratar de impedir el desarrollo de la manifestación, la guerrilla atacó la terminal de los autobuses Galgos, y a un bus de la empresa Fortaleza, matando a un mecánico.

#### Atentados guerrilleros contra bienes del Estado
Las organizaciones guerrilleras justificaban estas acciones argumentando que afectaban, por un lado, los intereses económicos del Estado y de los sectores productivos, y por el otro, que vulneraban al Ejército:
- Ejército Guerrillero de los Pobres: «Destruir infraestructura con el concepto de decir vamos a destruir la infraestructura del país, para dañar el país, eso no. Siempre tenía una explicación... en relación a la guerra que estábamos viviendo y en relación al momento táctico que para qué íbamos a volar este puente, sí lo íbamos a volar para que el Ejército no pasara y para que no siguiera con su barbarie... para cortarle el avance y la retirada... Pero lo que es de Nentón para el norte, la carretera se cerró [finales 81 inicio 82], no entraba el Ejército, no entraba ninguna autoridad, estaban cortados los postes de telegrafía que eran los medios de comunicación que habían aparte de la carretera».[135] «Al cortar la energía que llegara al cuartel (del Ejército) se cortaba la energía de toda la población, creando descontento entre el pueblo. Después, esos sabotajes se generalizaron para provocar ya un descontrol total en todo el país e ir preparando condiciones para pasar a un período casi de pre-insurrección.[136]
- Fuerzas Armadas Rebeldes: «Perseguimos la obstaculización de la coordinación, comunicación y movilización de las fuerzas enemigas, por un lado, y por el otro la obstaculización del desarrollo de los procesos productivos que impulsan las clases dominantes».

Por otra parte, a finales de 1981 y principios 1982, la guerrilla quemó alrededor de 24 municipalidades de las 31 que tiene el departamento de Huehuetenango, y 33 registros civiles fueron destruidos en toda la república. Estos hechos perjudicaron a la población porque quemaron los libros oficiales, y por algún tiempo no se tenía en donde registrar ningún hecho civil.
| Fecha                   | Responsable | Objetivo                                                                                  | Resultado |
| ----------------------- | ----------- | ----------------------------------------------------------------------------------------- | --- |
| 19 de julio de 1981     | EGP         | Municipalidad de Chichicastenango, Quiché                                                 | Quemaron parcialmente las instalaciones por medio de una bomba incendiaria; luego impidieron el ingreso de los elementos de socorro.               |
| 13 de noviembre de 1981 | EGP         | Municipalidad de Zacualpa, Quiché                                                         | Destrucción de la sede municipal. |
| 16 de noviembre de 1981 | EGP         | Instalaciones eléctricas del INDE en Santa Cruz del Quiché                                | Dejó sin energía eléctrica a todos los municipios aledaños.                                                                                        |
| 16 de diciembre de 1981 | EGP         | Municipalidad, oficinas de correos y estación de policía de Tecpán, Chimaltenango         | Destrucción de las instalaciones y asesinato de seis personas; además se hicieron pintas en la localidad y sabotearon la carretera interamericana. |
| 18 de diciembre de 1981 | EGP         | Puente «El Tesoro» en Quiché                                                              | Destrucción total del puente, cortando el acceso al Ejército.                                                                                      |
| 21 de diciembre de 1981 | EGP         | Municipalidad y oficinas de correos y telégrafos de Cunén, Quiché                         | Quemaron los documentos del registro civil y luego las instalaciones de la municipalidad.                                                          |
| 19 de enero de 1982     | EGP         | Instalaciones del Instituto Nacional de Electrificación (INDE) en Villa Nueva y Escuintla | Se interrumpió el suministro eléctrico en veintiuno de los veintidós departamentos de la República.                                                |
| 19 de enero de 1982     | EGP         | Planta de energía eléctrica del INDE en Santa Cruz del Quiché                             | Una bomba destruyó la planta de energía, dejando sin suministro a todos los municipios que la rodean.                                              |
| 27 de enero de 1982     | EGP         | Puentes que comunican las poblaciones de San Miguel Uspantán, Nebaj y Chajul en Quiché    | Destrucción total de los dos puentes, cortando el acceso al Ejército.                                                                              |

#### Atentados guerrilleros contra bienes particulares
El ataque contra objetivos financieros, comerciales y agrícolas se incrementó, ya que los grupos guerrilleros consideraban a esas instituciones como «reaccionarios burgueses» y «millonarios explotadores» que colaboraron con el «gobierno genocida» de Lucas García. La siguiente es una lista no exhaustiva de los atentados que se registraron en el informe de la Comisión para el Esclarecimiento Histórico de las Naciones Unidas:
| Fecha                             | Responsable                                     | Objetivo | Resultado |
| --------------------------------- | ----------------------------------------------- | --- | --- |
| 15 de septiembre de 1981          | Fuerzas Armadas Rebeldes                        | Corporación Financiera Nacional (CORFINA) | Carro bomba que dañó también las instalaciones de otras instituciones financieras nacionales y transnacionales; las pérdidas causadas con este atentado fueron mayores de Q.300.000. |
| 19 de octubre de 1981             | Guerrilla urbana del EGP                        | Centro Financiero del Banco Industrial | Sabotaje a las instalaciones. |
| 28 de octubre de 1981             | Desconocido                                     | Refinería TEXACO en la carrera al Puerto de San José, Escuintla                                                                                        | Sabotaje a las instalaciones por considerar que la TEXACO estaba manipulando los precios de los combustibles y reprimiendo a sus trabajadores.                                       |
| 21 de diciembre de 1981           | Frente Guerrillero «Otto René Castillo» del EGP | Edificios recién construidos: Cámara de Industria, Torre Panamericana (donde funcionaba el Banco del Café) y Centro Financiero del Banco Industrial    | Carros bomba que dejaron vidrieras completamente destrozadas. |
| 28 de diciembre de 1981           | Frente Guerrillero «Otto René Castillo» del EGP | Centro Financiero del Banco Industrial | Carro bomba que resultó en virtual demolición de una de las torres. |
| 18 de enero de 1982               | Frente Guerrillero «Luis Turcios Lima» del EGP  | Finca Santa Marta, Santo Domingo, Suchitepéquez | Ejecutaron a dos personas y sustrajeron varias armas. |
| 27 de enero de 1982               | Frente Guerrillero «Luis Turcios Lima» del EGP  | Finca San Rafael, Suchitepéquez | Destruyeron varios tractores y sustrajeron armas. |
| 5 de febrero de 1982              | Frente Guerrillero «Luis Turcios Lima» del EGP  | Finca San Cristóbal Pantaleón, Santa Lucía Cotzumalguapa, Escuintla                                                                                    | Destruyeron varios tractores y cabezales. |
| 27 de enero de 1982               | Desconocido                                     | Beneficio de café «La Esperanza», Antigua Guatemala, Sacatepéquez                                                                                      | Bombas incendiarias calcinaron tres mil quinientos quintales de café y las instalaciones en donde se almacenaban.                                                                    |
| 25 de junio al 21 de julio [1982] | ORPA                                            | Finca El Matasano, en el Quetzal; la finca Panorama, en San Rafael Pie de la Cuesta; finca Carolina y la finca Platanillo, en el Tumbador, San Marcos. | Incendiadas por colaborar con el Ejército y en la finca Platanillo se recuperó equipo militar.                                                                                       |

#### Contraofensiva militar: eliminación de reductos guerrilleros
Tras los atentados guerrilleros en la ciudad, las fuerzas armadas empezaron a utilizar tecnología más sofisticada para combatir a los insurgentes. Con la ayuda de asesores israelíes, se instaló un sistema de cómputo en la Casa Presidencial, en donde tenía sus oficinas el Estado Mayor Presidencial dirigido por el coronel Batres; este sistema utilizó un programa de análisis de datos que se creó en Argentina durante la Guerra Sucia en ese país, y que fue recomendado a Guatemala por asesores militares argentinos. El sistema le permitió al gobierno ubicar el consumo de electricidad y de agua en la ciudad y localizar las coordenadas de reductos guerrilleros, los cuales fueron luego atacados y desmantelados por las fuerzas de seguridad; treinta y cinco reductos guerrilleros fueron desmantelados en total en la Ciudad de Guatemala durante el verano de 1981.

#### Inicio de tierra arrasada
Para contrarrestar el auge de la ofensiva guerrilla tras el triunfo de la Revolución Sandinista en Nicaragua en 1979, el gobierno de Lucas García inició la ofensiva de Tierra Arrasada en la región en donde operaba el Ejército Guerrillero de los Pobres, en el área de Chajul, Nebaj e Ixcán en Quiché, región rica en petróleo de la Franja Transversal del Norte; como parte de esta ofensiva, se dieron intensos ataques a poblaciones civiles que resultaron en masacres que fueron registradas por el informe REHMI y los informes de la Comisión para el Esclarecimiento Histórico. Para la descripción de masacre, el informe REHMI definió los asesinatos colectivos asociados a destrucción comunitaria; la mayoría de las masacres registradas por el informe REHMI corresponden al Departamento de Quiché; le siguen Alta Verapaz (63), Huehuetenango (42), Baja Verapaz (16) Petén (10) y Chimaltenango (9), pero también aparecen en otros departamentos. Los datos sobre las fuerzas responsables revelan la importancia de las masacres como parte de la política contrainsurgente. Después de octubre de 1981 hay más testimonios de masacres y se caracterizan por un patrón más indiscriminado, lo que sugiere que después de esa fecha las masacres fueron más importantes, estaban planificadas con mayor premeditación y llevaron a cabo una destrucción más global de las comunidades, en congruencia con la gran ofensiva desarrollada por el Ejército a partir de Chimaltenango hacia grandes áreas del Altiplano. Una de cada seis masacres se realizó en un día importante para la comunidad; ya fuera en día de mercado, de fiesta, o de reuniones de carácter religioso, los ataques en días señalados trataban de aprovechar la concentración de población para desarrollar de manera más masiva sus acciones y en algunos casos tenían un claro significado simbólico. Este aspecto, junto con la concentración de la población, y el control de la situación mostrado por el Ejército, muestra que los ataques fueron planificados.
Junto con la quema y destrucción de las casas, las torturas, atrocidades masivas y las capturas de la población aparecieron en más de la mitad de los ataques. Los enterramientos en fosas comunes, a menudo excavadas por las propias víctimas, se describen también en una parte importante de los testimonios; estos enterramientos clandestinos en fosas comunes fueron utilizados muchas veces como una forma de ocultar las pruebas de los asesinatos. En otras ocasiones las masacres se dieron en el marco de operativos a gran escala con gran despliegue de fuerzas militares y apoyo de la aviación que bombardeó esas zonas. Al menos una de cada nueve comunidades analizadas sufrió bombardeos asociados a masacres, ya fuera en los días anteriores o después del bombardeo. Después del ataque lo más frecuente fue que la gente huyera (40 %) como forma de defender su vida, ya fuera a la montaña, al exilio o a otra comunidad; una de cada seis aldeas que sufrieron masacres quedó completamente arrasada.

#### Masacres de la Guerra Civil

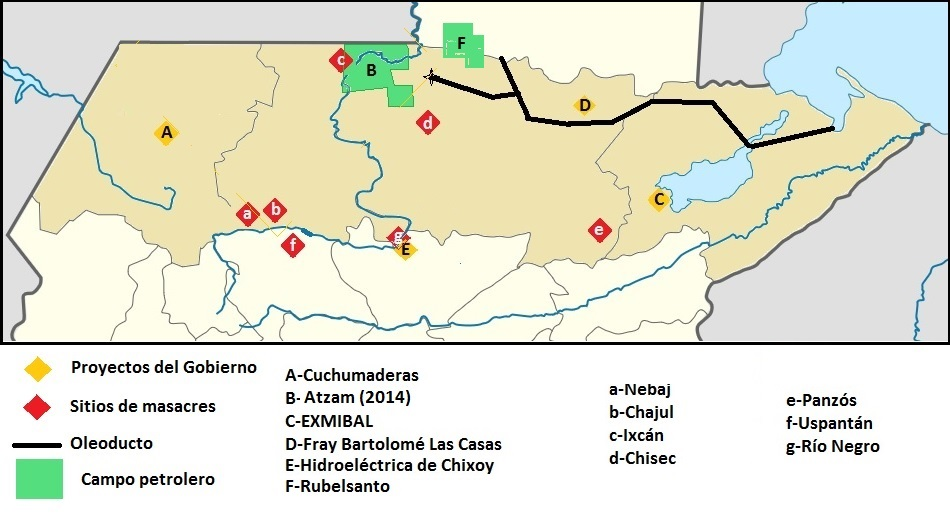
Ubicación de proyectos gubernamentales y de masacres en el área de la Franja Transversal del Norte. Obsérvese el campo petrolero de Atzam que se encuentra operativo en Ixcán en 2015.

Para una descripción detallada de las masacres ocurridas durante este periodo, véase: Masacres durante la Guerra Civil de Guatemala.

#### Comunidades de población en resistencia
Ningún sector fue más afectado por la violencia durante los años de la Guerra civil de Guatemala que la población campesina; la guerra dejó en el campo un saldo de muertes y destrucción sin precedentes, generando entre otras reacciones la fuga masiva de miles de campesinos guatemaltecos. En el período 1981-82, en el que más de cuatrocientos pueblos y aldeas fueron arrasadas y miles de guatemaltecos asesinados, la reacción de los sobrevivientes atrapados entre dos fuegos fue huir, o ponerse bajo el control del Ejército forzados a participar en las patrullas de autodefensa civil (PAC) o reubicados en las «aldeas modelo», en donde fueron concentrados. Unas cincuenta mil personas totalmente desposeídas se escapó a zonas selváticas del departamento del Quiché pasando esos años escondidos del mundo exterior y fuera de control gubernamental formando mínimos grupos urbanos que luego formaron las Comunidades de Población en Resistencia (CPR).
Étnicamente las CPR del Ixcán eran en su gran mayoría k'iches mientras que en las comunidades de la Sierra eran mayoritariamente ixiles, siendo el resto chajuleños, cotzaleños y k'iches, así como ladinos.

#### Represión contra la Universidad de San Carlos
Durante los gobiernos militares de los años setenta, se mantuvo la tensión entre el gobierno y la universidad, la cual llegó a su punto álgido en 1978, durante las protestas masivas que se produjeron para protestar por el alza del pasaje al transporte urbano de la Ciudad de Guatemala. La Asociación de Estudiantes Universitarios tuvo un papel protagónico en las protestas, pero esto trajo la persecución de sus líderes y el asesinato del secretario general de dicha asociación Oliverio Castañeda de León, el 20 de octubre de ese año.
A tan solo quince días del asesinato de Castañeda de León, fue desaparecido su sucesor, Antonio Ciani García, y en los siguientes 18 meses recibieron amenazas casi todos los dirigentes estudiantiles y profesores universitarios con vinculaciones políticas (incluso con los partidos legales). Quienes no hicieron caso y continuaron con sus actividades de protesta, murieron o fueron secuestrados.
Al iniciarse el año 1979, siguen los ataques a prestigiosos miembros de la Universidad:
- El 25 de enero de 1979 fue asesinado Alberto Fuentes Mohr, doctor en Ciencias Económicas, diputado del Congreso y dirigente del Partido Socialista Democrático (PSD).
- Ese mismo día, a pocas horas, fue acribillado el dirigente estudiantil y sindical Ricardo Martínez Solórzano.
- El 14 de febrero fue asesinado Manuel Lisandro Andrade Roca, secretario general de la Universidad en el período de Saúl Osorio Paz (y dirigente estudiantil durante las jornadas de 1962).
- El 22 de marzo fue muerto el exalcalde de la capital Manuel Colom Argueta, en un operativo en que sus asesinos emplearon un helicóptero para dirigir la operación[152][at]

En la Universidad, el rector Saúl Osorio Paz, después de los ataques a sus colegas y amenazas contra su persona, empezó a vivir en la rectoría, protegido por brigadas estudiantiles del partido universitario FRENTE. En un caso sin precedentes, el rector dirigió la Universidad desde la clandestinidad por casi dos años, al extremo de ser obligado a salir del país.
El efecto de la represión estatal y paraestatal era peor en el movimiento estudiantil: la AEU terminó diezmada. A pesar de todo esto, la asociación continuó siendo una organización beligerante durante esta campaña de terror. Para protegerse, la AEU reestructuró su forma organizativa y para que sus dirigentes no fueran tan vulnerables, se abstuvo de revelar los nombres de estos.
En enero de 1979, llegó a la Universidad una nueva generación de estudiantes de primer ingreso. Muchos de ellos habían sido miembros de la CEEM o las asociaciones estudiantiles en los institutos del Estado y habían participado en las jornadas de octubre de 1978. Fueron ellos quienes ocuparon el liderazgo de la AEU. Pero fue mucho más difícil reemplazar a los docentes caídos o en el exilio, lo que dio como resultado un marcado descenso en la calidad académica de la institución. Más tarde se propusieron leyes que restringían severamente su autonomía, y violando el mandato constitucional de otorgarle el 5 % del presupuesto nacional, su presupuesto se recortó considerablemente.
La persecución contra los líderes universitarios se intensificó y terminó por desarticular a los grupos estudiantiles; por otra parte, los ataques de toda índole contra la universidad se incrementaron: por ejemplo, a principios de la década de 1980 en los alrededores del Aula Magna del Campus Central se instalaron vendedores al menudeo de drogas recreativas, los cuales se aprovecharon de la autonomía universitaria para que la policía no interfiriera en sus actividades delictivas. Esto hizo que al Campus Central de la Universdidad de San Carlos se le conociera como una zona roja en donde se vendían estupefacientes con total impunidad; en cuanto a las autoridades universitarias, estas no pudieron eliminar este flagelo, pues los delincuentes estaban fuertemente armados. Esta situación se mantuvo hasta 1989, en que un comando de la policía ingresó a la universidad y obligó a replegarse a los expendedores.

### Golpe de Estado (1982)
El 23 de marzo de 1982, Lucas García fue depuesto por un golpe de Estado liderado por oficiales jóvenes del Ejército de Guatemala.
En las primeras comunicaciones, se indicó que el golpe de Estado militar fue dirigido por un grupo de «oficiales jóvenes» del Ejército de Guatemala, cuyo objetivo sería «acabar con la corrupción». Los sublevados tomaron el control de la Ciudad de Guatemala y lograron que el general Lucas García se rindiera a los militares que horas antes habían rodeado el Palacio Nacional.
Seis guarniciones militares, cinco de ellas de la capital guatemalteca, apoyadas por la fuerza aérea, estuvieron en el origen de la sublevación, una de cuyas cabezas visibles es el general de aviación Hernán Ovidio Morales. Las guarniciones sublevadas pidieron a la policía que entregase sus armas y que se uniera a ellos. No se produjeron enfrentamientos armados en la capital, aunque en el interior del país sí hubo algunos choques de menor importancia. El Aeropuerto Internacional La Aurora permaneció cerrado durante varias horas, y numerosos vuelos internacionales fueron cancelados o retenidos; efectivos de la fuerza aérea controlaban la terminal, y aviones y helicópteros de combate sobrevolaban la capital en una exhibición de fuerza de los militares sublevados. Los sublevados ocuparon también el edificio del Congreso, que disolvió inmediatamente su sesión; la empresa nacional de comunicaciones, Guatel, y todos los edificios oficiales importantes de la capital guatemalteca. Dos helicópteros habían sido estacionados en la plaza principal de la capital, junto al palacio de gobierno, para sacar de él al presidente y a sus acompañantes. El secretario personal del general Romeo Lucas, Jorge García Granados, secretario general del Partido Revolucionario, oficial, entró esposado en el palacio de gobierno.
Tras rendirse, Lucas García fue conducido bajo escolta militar al aeropuerto, para ser expulsado del país; apenas media hora antes se había terminado el plazo dado por los sublevados para que el presidente Lucas se entregara pacíficamente, y las tropas habían tomado posiciones para un posible asalto al palacio, situado en el centro de la ciudad. Mientras tanto, las calles de Ciudad de Guatemala estuvieron tomadas por carros blindados, vehículos con ametralladoras y un gran despliegue de soldados en uniforme de campaña. Las calles de Guatemala quedaron desiertas, y tanto tiendas como establecimientos cerraron sus puertas. En la capital reinaba una gran tensión, luego de que los canales de televisión privada de Guatemala interrumpieron su programación regular cuando recibieron «el consejo» por parte de los militares rebeldes de unirse a la cadena nacional. A través de la cadena de radio y televisión estatal se pidió constantemente a los guatemaltecos que permanecieran tranquilos, dentro de sus casas y que obedeciesen únicamente las órdenes que emanasen de la Junta representativa de Gobierno.
El ganador de las elecciones que se habían efectuado solamente unas semanas antes, el candidato oficialista y exministro de la Defensa general Aníbal Guevara, estaba de vacaciones en Miami el día del golpe de Estado. La oposición centroderechista, a la que se unió un partido de ultraderecha, denunció un fraude en los comicios. El presidente electo debía tomar posesión en los primeros días del próximo mes de julio, en que el general Romeo Lucas abandonaría el poder. Tras la salida de Lucas García, los jefes de los sublevados pidieron la comparecencia en el palacio del general Efraín Ríos Montt y del candidato a la vicepresidencia por el partido fascista Movimiento de Liberación Nacional en las pasadas elecciones, Lionel Sisniega Otero.
Una vez montada la junta de gobierno, conformado por el general Ríos Montt, el coronel Horacio Maldonado Shaad y el coronel Francisco Gordillo, esta anunció que convocaría nuevas elecciones, pero no precisó la fecha. La Junta, anunció, elaborará un «plan de trabajo que será presentado al pueblo lo antes posible». La Junta de Gobierno disolvió el Congreso y abolió la Constitución tras el triunfo del golpe. En un llamamiento difundido a través de la radio y la televisión, los golpistas pidieron «comprensión internacional», y afirmaron que los militares que gobernaban a Guatemala hasta el 23 de marzo de 1982 habían propiciado una imagen del país en el extranjero que no correspondía a las verdaderas características del pueblo. Aseguraron también que eran democráticos y que respetaban «los derechos humanos de todos los guatemaltecos».
Después del golpe de Estado, la casa de habitación del exministro de Gobernación, Donaldo Álvarez Ruiz, fue saqueada por una turba enardecida.

### Gobierno de Ríos Montt (1982-1983)
A partir del 23 de marzo de 1982, cuando Ríos Montt llegó al poder, suprimió los escuadrones de la muerte. El Consejo de Estado inició el debate político y, con la participación del 30 por ciento de consejeros mayas, entre ellos un ixil, propuso una total apertura política. El antiguo Consejo Electoral, en el que los partidos políticos eran juez y parte, se transformó en el Tribunal Supremo Electoral, juramentado por Ríos Montt en 1983. Se abrió el esquema electoral a la participación de la izquierda. Se enviaron delegaciones al extranjero para que los exiliados volvieran. Se iniciaron los primeros contactos informales con la guerrilla.
Para que los guerrilleros pudieran tener una libre participación política, Ríos Montt dio amnistías a las que se acogieron más de 15 mil guatemaltecos. Todo esto vino a abrir un cauce político a la izquierda, denegado desde 1954. Con esto, la extrema derecha tradicional, ultraconservadora y oligárquica, fue desplazada por un nuevo radicalismo antirrevolucionario que combinaba las declaraciones de desarrollo social de indígenas y campesinos, y de guerra de exterminio de las guerrillas comunistas que buscaban reclutarlos.
Poco después del golpe de Estado, periodistas extranjeros le hicieron una entrevista a Ríos Montt, la cual refleja el pensamiento del ejército en ese momento. En esa entrevista, Ríos Montt hace gala de su característica habilidad para responderle a las periodistas, e incluso consigue que una de las entrevistadoras le proporcione el nombre de Rodrigo Asturias, uno de los comandantes guerrilleros, y que aparentemente el gobierno desconocía.
| A continuación se transcriben algunas de sus repuestas más importantes en lo que respecta a la guerra civil de la entrevista del 2 de junio de 1982: 1. ¿Qué va a hacer con la guerrilla? Nosotros queremos hablar con ellos, queremos darles la mano. Estamos sacando una ley de amnistía porque son guatemaltecos, son hermanos nuestros y tenemos interés en platicar con ellos. 2. Y después de la amnistía, ¿qué van a hacer ustedes que no esté haciendo el Ejército ahora? Si no se acogen a esa ley tenemos que seguir peleando. 3. ¿Está dispuesto a platicar con Rodrigo Asturias? ¿Quién es Rodrigo Asturias? (Risas de las entrevistadoras). 4. ¡Yo entendí que era uno de los dirigentes de la guerra! ¡No sé! ¡Qué buena información! ¡No lo conocía! Voy a tomar nota. ¡Ahora sí lo llamó! ¡Qué bien! ¡Yo no sabía! ¡Te agradezco muchísimo! Es que estas fuentes de información las tiene Washington y nosotros no las tenemos. Pues yo si tengo mucho interés en platicar con ellos. 5. ¿Platicarían en Guatemala? No les conviene a ellos a no ser que platicáramos en Washington, en México, en El Salvador, en Nicaragua. Quienes tienen que dialogar son ellos, porque ellos no tienen la razón. 6. ¿Qué significa la desmovilización del Ejército que pide la guerrilla? Esto quiere decir la subversión quiere que yo concentre al personal del Ejército que está en la montaña, en la selva; quieren que yo los entre a sus cuarteles con el objeto de que en lugar de una bandera azul y blanco esté allí, esté una bandera roja con una hoz y un martillo Entonces yo no sé cual sería el papel de ustedes (las entrevistadoras) si estuvieran sentados aquí en esta silla. Si sacarían a sus soldados para que pongan otra bandera que no sea la suya; o dejan a sus soldados allí. entonces lo que yo voy a hacer es que voy a dejar a mis soldados allí, y les voy a decir: Aquí hay guatemaltecos. Y el que no se ajuste a las leyes guatemaltecas, tendrá que ser juzgado por las leyes guatemaltecas. El que no se rinda, lo voy a fusilar. 7. ¿Los grupos civiles clandestinos que existen se tienen que acoger a la amnistía y luego podrán desarrollar su vida política como ocurre en los países desarrollados? Hay una clara definición de aministía. Es para todo aquel que ha subvertido un orden constitucional y que ha cometido crímenes en contra de las instituciones democráticas. Ahora bien, existen muchas personas que han salido desl país, pero han salido porque han cometido crímenes; pueden regresar, acogerse a la amnistía... 8. Sí, pero yo me refiero a las organizaciones que son pacíficas pero que son clandestinas porque no hay seguridad para que trabajen ¡Ellos no tienen prohibición de estar aquí! 9. No tienen prohibición, pero ellos sienten inseguros... ¡Ah! Ellos se siente inseguros por su propia inseguridad. Yo estoy seguro, yo estoy tranquilo. 10. Pero es una realidad que en Guatemala han actuado grupos paramilitares protegidos incluso por el Gobierno Así es. Y ellos también, de otra parte. Cada quien con su ideología, con sus armas y con sus ideas. 11. ¿Los perseguidos van a tener seguridad de que los grupos paramilitares no van a seguir actuando? No tienen por qué seguir actuando. Si no, yo no tengo nada que estar haciendo aquí. Aquí el que está disponiendo soy yo. 12. ¿Qué diría de los cargos que se le hacen al ejército que está masacrando campesinos en las áreas rurales? Diría que yo respeto la libertad de pensamiento. 13. Pero... ¿cuál es la verdad de lo que está pasando en las áreas rurales? La verdad es esa, que quieres tú (la entrevistadora) que te diga. ¿Qué verdad quieres que te diga? Como presidente yo te aseguro que no es el Ejército, pero si tú le crees a los guerrilleros, ellos te van a decir que es el Ejército. Es que a mí me vienen a decir, y vieran cómo se enojan conmigo: «¡pero es que diga Ud. la verdad! Como no, pero ¿qué verdad quieres que te diga, la mía?» Es más, tengo prohibido terminantemente que hagan operativos de esa naturaleza. Y no lo pueden hacer; ¡no nos conviene hacerlo! Estamos en un cambio de actitud y el valor nuestro está en nuestra capacidad de poder responder a las acciones de mando. Eso es lo más importante: el ejército está en la capacidad de reaccionar. Porque si yo no puedo controlar al ejército, entonces ¿qué estoy haciendo aquí? 14. ¿Y no habría la posibilidad de grupos paramilitares fuera de control? n.º Es decir, no es aceptable. No es aceptable porque la institución armada es una. Fuerzas de seguridad son una. Fuerzas paramilitares, pudo haber. No hay. Por eso están enojados conmigo los de la derecha. 15. Entonces ¿no hay represión de parte del Ejército? No debe de haber. Yo lo he ordenado. Hoy no existe. Del 23 de marzo para acá no hay represión: hay reacción. Es más: nosotros hemos perdido el derecho de llevar la iniciativa; hemos tratado de dialogar, hemos platicado con gente. Hemos instruido a la gente. Yo creo que hemos logrado mucho. Y ese es el problema de subversión, que como le hemos quitado el «fill» ―que es la fuente―, las personas que trabajan en el área, esas personas ya las hemos conquistado nosotros, entonces ahora van a quemar las aldeas y van a decir «¡Son los militares!», «¡Son los soldados!»; y se uniforman de verde. 16. Detrás de cada guerrillero hay 10 personas apoyándolo. ¿Por qué tiene tanto apoyo la guerrilla? La bandera de la subversión tiene sus raíces en el hambre, en la enfermedad, en la ignorancia, en la pobreza. Y (Guatemala) ha sido un pueblo de esa naturaleza; yo lo confieso y yo lo acepto. Es una verdad. De allí tuvo la subversión esa su bandera. Ahora nosotros nos hemos dado cuenta que si estamos aquí es para cambiar actitudes y reconciliarnos. Entonces la subversión tuvo bastante fuerza; por eso es que había 10, ¡como mínimo!, debe haber muchos más detrás de cada guerrillero. Esas son las fuerzas que se llaman «fill». Pero ahora nosotros los hemos conquistado, les hemos platicado y estamos de acuerdo. 17. ¿Va a convocar a elecciones? El problema del gobierno anterior fue la corrupción, que llegó a tal grado que corrompió el régimen institucional, resultando en la quiebra del Estado. Necesitamos un tiempo determinado para lograr la reactivación económica. A partir de esa reactivación económica, entonces vamos a pasar a lo político y convocar a elecciones. Si se convoca a elecciones es falta de lealtad, falta de compromiso institucional. 18. ¿Qué dice de la subversión? La subsersión es una cosa muy delicada y muy especializada. Ella está tratando de dividir a todos los niveles todos los estratos sociales. La guerrilla me está diciendo que yo soy un instigador, un divisionista. Ahorita le digo el nombre. (Ríe, sacando el papel en donde anteriorment había apuntado el nombre de Rodrigo Asturias.). 19. ¿Hay represión de parte del Ejército? ¡No hay represión de parte del ejército! Segunda grabación. (Ríe, haciendo referencia a la primera respuesta al minuto 17:27). |

Durante su gobierno se fomentaron las Patrullas de Autodefensa Civil (PAC), que en 1985 llegó a tener aproximadamente 500 000 patrulleros en todo el país; se crearon como grupos de hombres civiles organizados coercitivamente por la institución armada como fuerza paramilitar complementaria, que pretendía aislar al movimiento guerrillero y controlar a sus comunidades. Las PAC no tuvieron una fecha uniforme de inicio ya que el objetivo militar era saturar el área del enfrentamiento armado con patrulleros civiles, priorizando los departamentos que el Ejército tenía registrados como "zona roja" o "rosada". La presencia militar se incrementó en los departamentos con mayores problemas de insurgencia, y al instalarse destacamentos militares y zonas militares el control de la población civil se intensificó.
El 4 de marzo de 1983, seis delincuentes fueron sentenciados a pena de muerte, posteriormente fueron fusilados. El papa Juan Pablo II visitó por primera vez al país el 6 de marzo del mismo año, semanas antes él había pedido que detuvieran los fusilamientos, pero esta petición fue rechazada por Ríos Montt. Fueron quince personas fusiladas durante el gobierno de Ríos Montt acusados de délitos de terrorismo y de atentar contra la seguridad interna de la nación.
La noche del 28 de marzo de 1982, miembros del Ejército Guerrillero de los Pobres dinamitaron la planta eléctrica de Amatitlán, Área Metropolitana de Guatemala, propiedad del Instituto Nacional de Electrificación. Este hecho dejó sin agua y energía eléctrica a la población cercana a esta planta.

#### Acusaciones de genocidio
El saldo del período de Ríos Montt fue de cientos de masacres en las regiones del occidente y oriente del país y miles de muertos. El ejército guatemalteco, paramilitares y grupos guerrilleros indistintamente perseguían a comunidades indígenas; por su parte, líderes sindicales, estudiantes, personas religiosas y otros civiles ―en su mayoría vinculadas con el ala intelectual del proscrito comunista Partido Guatemalteco del Trabajo (PGT)― bajo la teoría que formaban un ‘enemigo interno’ subversivo, insurrecto dentro de los grupos armados oponentes a la dictadura militar. El peor período de violencia acaeció entre 1981-1983, cuando fuerzas contrainsurgentes promovieron campañas de represión esquematizadas contra población civil, en términos operacionales, beligerancia de tierra arrasada en las regiones en donde empresas internacionales como Basic Resources, Shenandoah Oil y EXMIBAL tenían fuertes intereses económicos; sobre todo, dirigidas contra la población maya ixil y aun contra grupos étnicos escasos demográficamente como los mayas chuj y qanjobal, habitantes de áreas fronterizas con palmaria presencia de grupos insurrectos, especialmente el Ejército Guerrillero de los Pobres. De una histórica discriminación hacia la mayoría indígena de Guatemala, el Estado justificó el exterminio de numerosas comunidades indígenas bajo las acciones de represión de focos facciosos, comunistas según los términos del aparato autocrático y militar guatemalteco de la época. La percepción del ejército hacia las comunidades indígenas como aliados naturales de las guerrillas contribuyó al aumento de violaciones de los derechos humanos contra ellos, demostrando un racismo agresivo, que derivó en el exterminio consecutivo de comunidades inermes incluyendo ―como se comprobaría en exhumaciones posteriores― numerosos niños, mujeres y ancianos; todo esto a pesar de que tanto el ejército como las PAC estaban conformadas por indígenas de otras áreas del país.
Trabajando metodológicamente a través de las tierras altas centrales, el ejército y sus equipos paramilitares —incluyendo “patrullas civiles” de leva forzosa de hombres locales— atacaron numerosas poblaciones indígenas, concentrándose en el norte del departamento de El Quiché ―específicamente la región petrolera del Triángulo Ixil en donde existían fuertes intereses económicos del gobierno guatemalteco― entre 1981 y 1983. Las fuerzas armadas sitiaban el pueblo, sojuzgaban a los habitantes, separaban a los hombres de las mujeres y después ocurrían asesinatos en secuencia. Aquellos que escaparon serían perseguidos desde helicópteros. Tortura extrema, mutilación y violencia sexual se convirtieron en una práctica común, y también la violencia contra niños y seniles. Este período de dos años se conoció como “holocausto silencioso” en acepción del informe de la Comisión para el Esclarecimiento Histórico de 1999.
En el marco jurídico de la Comisión para el Esclarecimiento Histórico se establece lo siguiente respecto al delito de Genocidio, a las violaciones de derechos humanos y a los hechos de violencia, delitos por los que supuestos autores intelectuales han sido juzgados en Guatemala:
- Derechos humanos: estos están referidos a la normativa internacional de la Declaración Universal de los Derechos Humanos, adoptada el 10 de diciembre de 1948 por la Asamblea General de las Naciones Unidas, mediante su resolución 217 A (III), la cual formalizó el compromiso de los Estados miembros de la organización universal de promover y proteger los derechos humanos. La Comisión también tomó en consideración los tratados internacionales en materia de derechos humanos que fueron ratificados por Guatemala después de la Guerra Civil, con la excepción de la Convención sobre Prevención y Sanción del Delito de Genocidio.[180]
- Reglamentación de conflictos internos: la reglamentación internacional para conflictos internos tiene su base principal en el Artículo 3 común de las cuatro Convenciones de Ginebra de 1949, todas ellas ratificadas por Guatemala y para cuya aplicabilidad basta la concurrencia de requerimientos mínimos, como que la parte enfrentada a las fuerzas gubernamentales sea un movimiento armado contra cierta estabilidad que persiga fines políticos, sin necesidad de que controle una parte del territorio nacional; aunque el Protocolo Adicional II, adoptado en 1977, que perfeccionó la reglamentación internacional sobre los conflictos armados internos, fue ratificado por Guatemala el 18 de octubre de 1987, es decir en un momento bastante tardío del enfrentamiento armado y el Gobierno siempre ha negado su aplicabilidad al enfrentamiento armado interno.[181]
- La Comisión también tuvo en cuenta el derecho nacional, dado a las Constituciones de Guatemala, para el análisis de las acciones de las Partes. Es un hecho innegable que ni siquiera en los períodos más difíciles del país fueron derogadas algunas garantías básicas como el deber del Estado de respetar y proteger el derecho a la vida. Por lo tanto, dichas garantías obligaban a todas las autoridades, incluido el Ejército, no solamente en virtud de reglas y principios internacionales, sino también sobre la base de las diferentes Constituciones y las leyes complementarias de ejecución.[182]
- Crimen de lesa humanidad: idea que se ha incorporado en la doctrina para la comisión de un crimen de lesa humanidad, establece que los actos sistemáticos o generalizados, sean dirigidos contra una colectividad y no hacía individuos aisladamente considerados. Este es el sentido de la exigencia que el crimen de lesa humanidad tenga como objetivo a "cualquier población civil". La esencia de esta última exigencia reside en la naturaleza colectiva del crimen de lesa humanidad que excluye, por su propio significado, los actos aislados o individuales pues, aunque estos constituyan crímenes de guerra o infracciones de la legislación penal nacional, no alcanzan la magnitud ni gravedad de un crimen de lesa humanidad.[183]
- Genocidio: la Convención para la Prevención y Sanción del Delito de Genocidio de 1948, ratificada por el Estado de Guatemala en 1950, lo define como un delito de derecho internacional, ya se cometa en tiempo de paz o de guerra, y entiende por tal, "cualquiera de los actos mencionados a continuación, perpetrados con la intención de destruir, total o parcialmente, a un grupo nacional, étnico, racial o religioso, como tal". La perpetración de uno o varios actos que reúnan los elementos contemplados en la definición de genocidio de la Convención, incluso si forman parte de una política más amplia cuya finalidad principal no es el exterminio físico del grupo, pueden constituir el delito de genocidio. En este sentido es pertinente distinguir entre política genocida y actos de genocidio. Existe una política genocida cuando el fin de las acciones es el exterminio de un grupo en todo o en parte. Existen actos genocidas cuando el fin es político, económico, militar, o de cualquier otra índole, pero los medios que se utilizan para alcanzar estos fines son el exterminio total o parcial del grupo.[184]
- Derecho de los pueblos indígenas: normas nacionales como internacionales protegen los derechos a la existencia, integridad e identidad cultural o étnica de los pueblos indígenas guatemaltecos. La Convención para la prevención y sanción del delito de Genocidio de 1948, ratificada por Guatemala en 1950, protege la existencia e integridad colectiva de los grupos étnicos, mientras que el artículo 27 del Pacto Internacional de Derechos Civiles y Políticos de 1966 ―ratificado por Guatemala en 1992― protege el derecho a ejercer en común con los miembros del grupo el derecho a la propia vida cultural, a hablar el propio idioma y a practicar la propia religión. En el derecho internacional también hay instrumentos específicos referidos a los derechos de los pueblos indígenas, como el Convenio 107 de la OIT sobre Poblaciones Indígenas y Tribuales de 1957, que fue perfeccionado por el Convenio 169 de la OIT sobre Pueblos Indígenas y Tribales de 1989; Guatemala ratificó el Convenio 169 el 6 de junio de 1996. A nivel nacional, el reconocimiento de derechos a los grupos o comunidades indígenas se inauguró en la normatividad nacional con la Constitución de 1945[185]; la Constitución de 1985 es bastante amplia e incorpora el derecho a la identidad cultural, los idiomas indígenas, sus costumbres, formas de vida, tradiciones, sus formas de organización social, uso de trajes; así como derechos de carácter socioeconómico.[186]

#### Operación Sofía

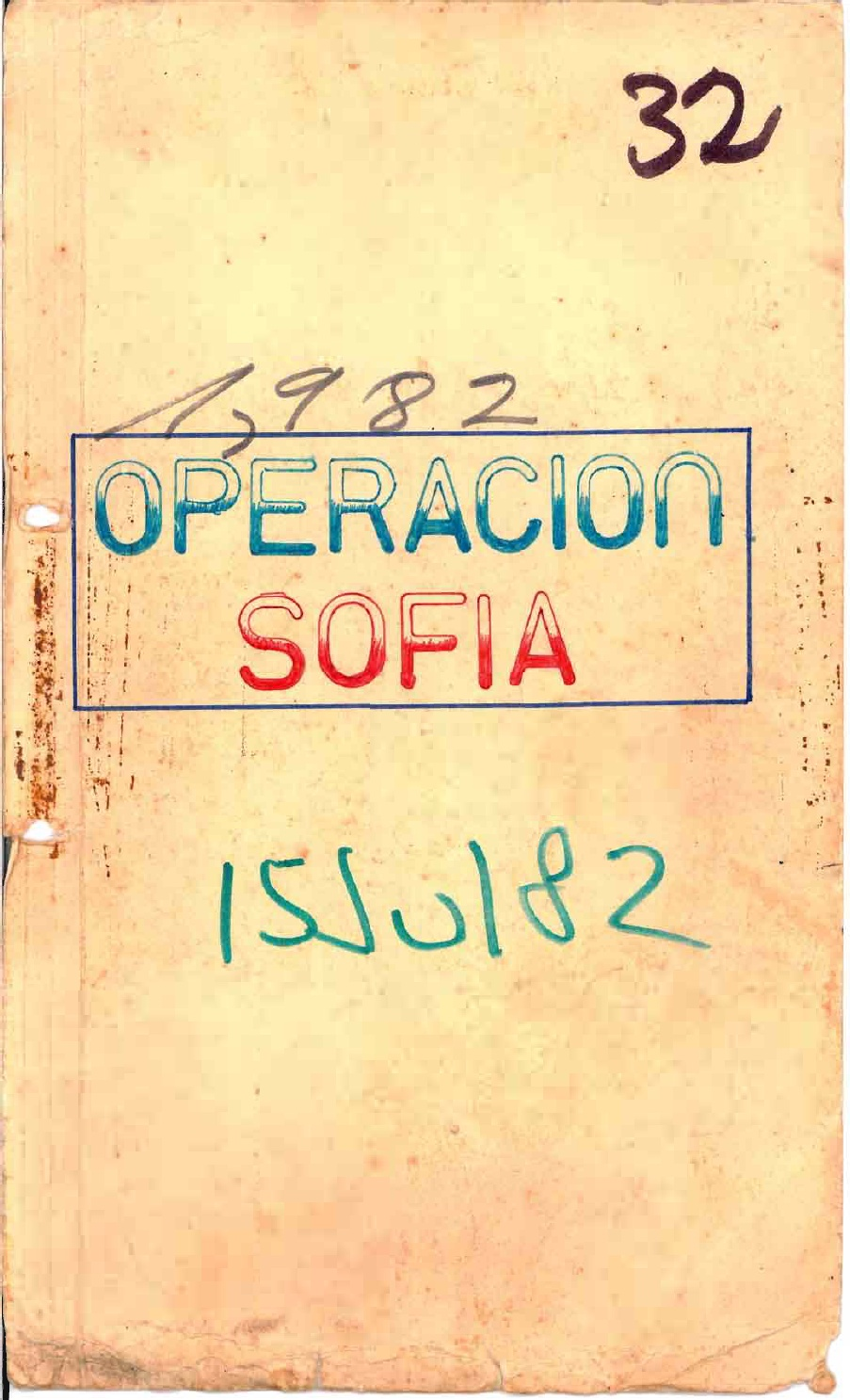
Operación Sofía: documento emitido por el ejército de Guatemala en 1982.

Del 8 de julio al 20 de agosto de 1982, el ejército guatemalteco implementó el plan Operación Sofía. El informe de inteligencia militar indicaba que tras la fuerte ofensiva lanzada contra la insurgencia en el último trimestre de 1981, la guerrilla había sido vencida y no había logrado su objetivo de alcanzar el poder en marzo de 1982; pero, en enero de 1982 la guerrilla había iniciado una ofensiva político-militar para superar la crisis que le había representado la ofensiva del Ejército. El informe de inteligencia también afirma que la ofensiva guerrilla se había incrementado en la región de Nebaj, en El Quiché debido a la ayuda internacional que los insurgentes habían recibido del extranjero y que se habían formado dos frentes nuevos, el Fronterizo y el Afganistán, los cuales contaban con aproximadamente treinta elementos armados cada uno, y estaban convenientemente equipados con armamento y equipo de primeros auxilios. En cuanto a los civiles que habitaban en el área, el informe de inteligencia indica que todos los habitantes de la región que habían sido concientizados por la guerrilla, se escondían del ejército en cuevas alejadas de sus pueblos y no proporcionaban la información que se les requiere.
El documento del plan «Operación Sofía» incluye telegramas del Servicio de Transmisiones del Ejército, en donde se menciona que se evacuaron civiles del área, y se solicitó que los capturados fueran reincorporados a su vida normal:
- 22 de julio: «Hoy a las 11:00 horas, se capturó en las inmediaciones de Salquil 87-12, a 18 personas mayores, 12 niños, solicito apoyo esa superioridad efecto control subsistencia y reincorporación a su vida normal.»[188]
- 24 de julio: «A las 15:00 horas fueron evacuadas de área conflictiva 10 familias que se encontraban amenazadas por subversión, entre las que se incluyen 5 hombres, 10 mujeres, 17 niñas, 15 niños y una recién nacida. Quedando pendiente familias por ser evacuadas.»[189]
- 25 de julio: «Aumento del número de evacuados a 8 hombres, 13 mujeres, 17 niños, un recién nacido.»[190]
- 26 de julio: «El número de evacuados ha sido de 20 hombres, 27 mujeres, 6 niños, 25 niñas, una recién nacida.»[191]

También, en el documento se encuentran ejemplos de panfletos del ejército y la guerrilla, los cuales formaban parte de la guerra psicológica que se estaba llevando a cabo y para la cual el ejército guatemalteco solicitaba al Estado Mayor una pequeña transmisora radial y la implementación de un equipo de operaciones psicológicas, pues la gran mayoría de la población de la localidad estaba muy convencida de la doctrina guerrillera, era analfabeta, y conocía muy poco el castellano:
- Ejemplo de panfleto militar:

| «Pueblo de Nebaj, es tiempo de meditar, es tiempo de pensar, pongamos en orden nuestro pensamiento, la experiencia del pasado nos tiene que guiar hacia el futuro de Nebaj; debemos de pensar en nuestro pueblo, por aquí viven nuestros hijos y es aquí también donde descansan nuestros abuelos, nuestros antepasados. El ejército no reprime y mata como nos han hecho creer, no debemos tenerles miedo. Acerquémonos a ellos y veremos que no son como nos lo han hechos creer esos malos hombres que están en la montaña escondidos. Ya nadie viene a comprar nuestras telas por miedo al camino, son los subversivos los que nos han traído este sufrimiento, antes éramos felices con lo poco que teníamos, ahora ya no tenemos nada y si seguimos así no nos llegarán granos, i verduras, tenemos que ayudar al ejército para acabar con esta gente subversiva que se dice llamar guerrilleros. Debemos ayudar al ejército con la verdad, el ejército está lleno de gente como nosotros, en su mayoría campesinos que se se sacrifican por nuestra patria, por la libertad de Guatemala. Pueblo de Nebaj, los subversivos no creen en Dios; tú sí crees en Dios, debemos arreglar nuestras iglesias que son la fuenta de nuestra fe cristiana.» «Los hermanos ixiles que ayudan a estas bandas de maleantes está engañados con falsas promesas, ayudemos a nuestros hermanos a sacarlos de estas organizaciones que solo les traerá la muerte a ellos y a sus familias. Debemos tener presente que esta gente subversiva jamás podrá triunfar, ya que nosotros estamos convencidos que esta lucha solo nos traerá la muerte y pobreza. El ejército está mejor capacitado y entrenado pero con la de Dios y de nosotros acabaremos con estos bandidos. A la gente de confianza, organizarla para salvar Nebaj. No es posible que unos pocos bandidos siembren el terror y la desconfianza; solo organizados defenderemos Nebaj, ya estamos cansados de tanta violencia. Violencia que nos trajeron ellos mismos que dicen llamarse guerrilleros. Es ya hora de pagarles con su propia medicina. Ayuda al ejército que en esta forma ayudarás a tu pueblo. |

- Ejemplo de panfleto de la guerrilla:

| «La autodefensa son todas aquellas medidas que la población organizada tiene que poner en práctica para defenderse del enemigo, para sufrir el menor número de bajas y daño cuando este ataca, para evitar que su economía (siembras, cosechas, comercio, etc.) sufra grandes pérdidas, para que su moral revolucionaria y combativa no se quiebre, para poder golpear al enemigo aunque este se lance atacando a la población. En la última ofensiva que el enemigo lanzó en nuestro frente en los meses de enero, febro, marzo del presenta año se vio que las poblaciones que no pusieron en práctica las medidas de Autodefensa en forma correcta y con conciencia revolucionaria sufrieron bastantes pérdidas de vidas: hombres, mujeres, ancianos, niños, hasa mujeres embarazadas, muchos de ellos fueron quemados dentro de sus ranchos, despedazados con machetes, los torturaron y muchas mujeres las violaron. Estas dolorosas pérdidas se debieron en gran parte a que estos compañeros no llegaron a entender ni a conocer la verdadera intención asesina del enemigo; se confiaron creyendo que se les iba a perdonar la vida por el hecho de no salir huyendo cuando ellos se acercaban. Las principales deficiencias y errores que se vieron en la recién pasada ofensiva enemiga en cuanto a la población, de las medidas de Autodefensa son las siguientes: 1. En algunas poblaciones la gente organizada se quedó en sus casas a pesar de que sabía que el ejército había reprimido cruelmente en algunas loclaidades mientras que a unas pocas las había respetado; esta forma de engaño logró confundir a compañeros que se quedaron en sus casas, los cuales fueron masacrados. Algunos de estos compañeros fueron capturados y torturados, y con la presión de la tortura y amenaza de muerte se quebraron, convirtiéndose en guías del ejército e informadores de nuestras estructuras; con su actitud pusieron en peligro la vida de miles de compañeros, nuestras actividades guerrilleras y nuestra propia organización. 2. En la mayoría de las aldeas la población no puso en práctica la orientación tantas veces dada por los organismos de hacer los buzones estratégicos para esconder sus cosechas de granos básicos. 3. No se guardaron las medidas de compartimentación sobre los puntos de concentración de los grupos de la población para su plan de emergencia. 4. Hay fallos en las postas, algunos compañeros hacen más poste que otros, muchos compañeros todavía no han comprendido la importancia de las mismas. 5. Las señas de alarma para avisar que el enemigo se acerca todavía no se han afinado ni mejorado. 6. En algunos lugares las FIL no se han hecho cargo de la dirección de la Autodefensa, todavía no han comprendido que la mayor responsabilidad de la Autodefensa les toca a ellos. 7. En muchos pocos lugares se hicieorn trampas y en casi ninguno se han hecho armas populares (lanzas, arcos, flechas, bombas molotov, etc.). 8. en la mayoría de las aldeas no se prepararon abastos para los momentos en que la ofensiva del enemigo se puso muy dura. 9. En muchas localidades se estuvo esperando que las fuerzas guerrilleras alzadas las llegaran a defender, y aunque es correcto porque estas son la semilla del ejército del pueblo que debe defenderlas, por el momento no es real que estas puedan defenderlas en la mayor parte de lugares a donde el enemigo llega a masacrar. En el pueblo de Viet Nam la Autodefensa fue la forma de defenderse que le permitió conservar la vida de la mayoría de la población, a pesar de que los franceses, japoneses y gringos hicieron todo lo posible por quebrar el espíritu de lucha de un Pueblo. El Pueblo vivía debajo de la tierra cuando los ataques del enemigo lo exigía; dentro de los túneles, en los caminos y en muchos lugares hicieron miles de trampas con los cuales lograron hacer muchas bajas al enemigo y desmoralizarlo.» |

Ambos panfletos están orientados a educar a los pobladores de la región, pero ambos evidencian un fuerte desconocimiento de la población a la que van dirigidos: por un lado, el lenguaje utilizado en el panfleto guerrillero es sumamente sofisticado, evidenciando que quienes lo escribieron eran personas de alto grado académico luchando por un ideal marxista, pero sin la capacidad de expresar las mismas ideas en un lenguaje sencillo y directo que pudiera entenderse fácilmente por las comunidades rurales analfabetas. Por otro lado, el lenguaje del ejército es mucho más accesible para los pobladores, pero no es convincente por las noticias que circulaban en el área por las acciones del ejército. En ambos casos, falta una interpretación indígena de los hechos: no hay ninguna referencia a las creencias de los ixiles, y mucho menos escritos en su idioma nativo que hiciera llegar los mensajes en forma efectiva.
Luego, el reporte del ejército sobre los resultados de la Operación Sofía del 19 de agosto de 1982, indica que la misma «fue exitosa tanto en el aspecto militar como en el de operaciones psicológicas. Durante toda la operación se mantuvo presión sobre el enemigo, no se tuvo ninguna baja debido al combate, ni administrativo, habiéndose logrado cortar las bases de apoyo logístico del área, habiéndose logrado destruir el período que se reporta diez buzones grandes y desativados treinta y tres trampas, quince viviendas subterráneas todo lo cual fue destruido. En operaciones de control de la población se logró quitar gran apoyo a la guerrilla, lográndose evacuar hacia el municipio de Nebaj ciento veintidós personas los cuales quedaron bajo el control del Destacamento Militar de dicho municipio. La Primera compañía de paracaidistas formaron un destacamento en la Aldea Salquil con el fin de reunir en esta aldea a los moradores de los diferentes cantones reportando haber reunido y controlado a setecientas treinta y siete personas, las cuales están recibiendo ayuda y seguridad de parte de la Fuerza de Tarea Gumarkaj. El 5 de agosto doscientas cuarenta y seis personas vecinas de Salquil y sus alrededores se presentaron a las autoridades militares del municipio de Aguacatán, solicitando protección.»
Por su parte, el documental Cuando las montañas tiemblan, patrocinado por la guerrilla guatemalteca, habla de masacres en las aldeas y muestra cómo una patrulla guerrillera llega a una población y le habla en su propia idioma indígena para hacerles llegar el mensaje de la revolución. Este documental, narrado por la futura premio Nobel de la Paz Rigoberta Menchú presenta a un grupo guerrillero conformado en su totalidad por personas indígenas comprometidas con una revolución en contra del «Ejército de los ricos»; el documental no muestra a los líderes guerrilleros ni a los intelectuales que escribían los panfletos y documentos marxistas, pero sí a los líderes del golpe de Estado de 1982, general Ríos Mont y los coroneles Gordillo y Maldonado Schaad. Por otro lado, las masacres no se muestran durante la mayor parte del film, sino que únicamente se mencionan; es hasta el final, que se muestran las víctimas junto a sus deudos.

#### Masacre de Las Dos Erres
Entre el 6 y el 8 de diciembre de 1982, ocurrió la masacre de Las Dos Erres. El parcelamiento «Las Dos Erres», en La Libertad (Petén), fue fundado en 1978, en el contexto de la distribución gratuita de tierras fiscales por parte del gobierno de Lucas García; la agencia gubernamental FYDEP (Fomento y Desarrollo Económico de Petén) autorizó repartir cien caballerías de tierras fiscales a Federico Aquino Ruano y Marcos Reyes, para repartirlas en lotes de una, dos y cinco caballerías a quienes lo solicitaran. En esta zona se encontró petróleo y posteriormente se instalaría la refinería de la compañía trasnacional Basic Resources.
A principios de 1982, varios miembros de la insurgente Fuerzas Armadas Rebeldes (FAR) realizaron actos de presencia en la zona. A mediados de ese año, en septiembre se produjo una emboscada a las unidades militares, asesinando a 17 soldados, confiscándole el armamento y equipo militar, lo hizo que se intensificara la presencia militar. Ante esta situación, el ejército organizó la Patrulla de Autodefensa Civil en «Las Dos Erres». Ante la negativa de los habitantes de Las Dos Erres, que solo accedió a defender su propia comunidad, el ejército comenzó a difundir que los habitantes de esta aldea eran guerrilleros. De acuerdo a los reportes de la Comisión para el Esclarecimiento Histórico y de la Corte Iberoamericana de los Derechos Humanos, entre el 6 y el 8 de diciembre de ese año, cincuenta y ocho militares de las fuerzas de élite kaibil cercaron la comunidad y asesinaron a sus ocupantes, enterrándolos a todos en un pozo.

#### Estado de sitio y Tribunales de fuero especial
En abril de 1982, en cadena nacional de televisión, Ríos Montt declaró una amnistía para que la izquierda subversiva dejara las armas. Tras la escasa respuesta a su petición, el 9 de junio Ríos Montt se autoproclamó jefe de Estado y anuló a los coroneles Héctor Maldonado Schaad y Francisco Luis Martínez Gordillo del poder, mientras que concentra a todos los elementos del ejércitos en los cuarteles cercanos a la capital, en donde descansan por un mes. El 30 de junio de 1982, Ríos Montt, en un discurso titulado Estamos dispuestos a que reine la honestidad y la justicia dijo que el gobierno se daba cuenta de que había guatemaltecos que por temor a ser asesinados no hicieron uso de la amnistía, porque los «camaradas comunistas» se habían declarado enemigos de estas poblaciones y que por esta razón el gobierno iba a combatir a la subversión por los medios que quieran, pero que lo iban a hacer con juicios abiertos, completamente justos, a la vez que con energía y con rigor. Informó que para tal efecto había establecido «tribunales de fuero especial» que cumplirían con este propósito y declaró que a partir de ese momento había pena de muerte por fusilamiento, para los que secuestraran, provocaran incendios, y atacaran y dañaran instalaciones de defensa. Finalmente, anunció que a partir del 1 de julio quedaba establecido en todo el país el estado de sitio, y que iba a movilizar tropas para combatir a la subversión, para iniciar ya la «batalla final».
Los Tribunales de Fuero Especial, dirigidos por funcionarios desconocidos, civiles o militares, nombrados por el presidente, y que juzgaron y condenaron, de manera drástica y rápida, de modo paralelo al Organismo Judicial a más de quinientas personas culpadas de pretender violentar las instituciones jurídicas, políticas, económicas y sociales del país eran un órgano judicial sujeto al Poder Ejecutivo.
En total, quince personas murieron fusiladas sin que hubiera forma de probar lo contrario, pues en menos de un mes desde su captura, los tribunales con jueces anónimos ―sin rostro y sin registro― los sentenciaron a muerte, y nunca fueron públicos los argumentos en que se basaba su fallo. Se juzgaron, además, a otras quinientas ochenta y dos personas que no fueron condenadas a muerte.
Los tribunales funcionaban bajo jurisdicción del Ministerio de la Defensa, entonces a cargo del general Óscar Humberto Mejía Víctores.
Tras la visita de la Corte Interamericana de Derechos Humanos a finales de 1982, Ríos Montt decidió suspender todas las ejecuciones a pena de muerte existentes, sin que se diera a conocer el nombre de los condenados, tomando en cuenta algunas sugerencias del organismo internacional de derechos humanos. Después de recibir el informe de la CIDH, la ley sufriría modificaciones; entre ellas, que la defensa podía tener al menos una participación discreta y la creación de una segunda instancia para los procesos sometidos a estos tribunales. El 14 de diciembre de 1982, los cambios se publicaron en el Diario Oficial: Decreto Ley 111-82. La defensa pudo al menos activar un mecanismo dentro del Sistema de Justicia Oficial, que aunque no logró evitar los fusilamientos, por lo menos los pospuso por unos días.
De acuerdo a la Comisión para el Esclarecimiento Histórico, los Tribunales de Fuero Especial fueron el elemento de represión urbano que se implementó dentro del proyecto contrainsurgente del ejército; entre el martes 22 de febrero y el 4 de marzo de 1983, los seis condenados a muerte volvieron a ser noticia. Los seis acusados –Héctor Adolfo Morales López, los hermanos Walter Vinicio y Sergio Roberto Marroquín González, Carlos Subuyuj Cuc, Pedro Raxón Tepet y Marco Antonio González–, llegaban de madrugada al Cementerio General junto con el pelotón de fusilamiento de policías y ejército y el médico forense; su fusilamiento tuvo gran repercusión en Guatemala y en el mundo, porque ocurrió apenas unos días antes de la visita del papa Juan Pablo II a Guatemala, quien había pedido indulgencia para los condenados.
Para el 30 de abril de 1983, el Gobierno daba fe de que el ochenta por ciento de los consignados había quedado en libertad, y se contaban, no obstante, un total de ciento doce casos. Hacia junio de 1983 había unos doscientos presos en el Segundo Cuerpo de la Policía Nacional. Los Tribunales de Fuero Especial estuvieron vigentes durante todo el gobierno de Ríos Montt y nunca se supo quienes fueron los jueces de los mismos.

### Golpe de Estado (1983)
El 8 de agosto de 1983, dentro de un ambiente de malestar y de falta de confianza en los programas electorales anunciados por el general Ríos Montt, tuvo lugar un nuevo golpe de Estado en Guatemala encabezado por el general Oscar Humberto Mejía Víctores, quien a la sazón venía desempeñándose como Ministro de Defensa. El nuevo jefe de Estado guatemalteco, en sus primeras declaraciones informó a la opinión pública que no asumiría el título de presidente que había venido utilizando su predecesor y al mismo tiempo que jefe de Estado, continuaría ejerciendo la función de Ministro de Defensa.

### Gobierno de Mejía Victores (1983-1985)
Al producirse el derrocamiento del general Efraín Ríos Montt, una de las primeras medidas adoptadas por el nuevo gobierno que encabeza el general Óscar Humberto Mejía Víctores fue levantar el estado de alarma que se encontraba vigente desde el 29 de junio de 1983.
Como objetivos del golpe, Mejía Víctores indicó que estos eran:
- respetar la institucionalidad del Estado
- respetar al Tribunal Supremo Electoral, a la Universidad de San Carlos de Guatemala, al Consejo de Estado, etc. y, sobre todo,
- respetar al Organismo Judicial en su función de administrar justicia conforme la ley.[203]

El 12 de agosto de 1983, tras un año y once días de existencia, el Gobierno derogó la ley de los Tribunales de Fuero Especial, tras publicar el decreto 93-83. Pero todo lo sentenciado por los jueces secretos, según decía la ley, debía quedar resuelto en menos de un mes y como ya no hay fusilamientos los procedimientos legales se enredaron. El 22 de agosto se publicó otro decreto-ley para mejor aplicación del anterior: el 99-83 y ya no se restablecieron penas anteriores al 8 de agosto, dictadas por los Tribunales de Fuero Especial.
Las demandas en contra de todo lo que habían ejecutado los Tribunales de Fuero Especial, no obstante, fueron aumentando de tono. En junio de 1984 unos cincuenta reos sentenciados, desde la Granja Pavón intentaron denunciar amenazas de muerte y extorsiones y acusaban de esto a los jueces secretos. Finalmente, en julio de 1984, Mejía Víctores decretó el indulto total mediante el decreto-ley 74-84.
Durante su gobierno convocó a una Constituyente para sustituir el Estatuto de Gobierno de Ríos Montt, el cual, a su vez, derogó la Constitución de Peralta Azurdia de 1965.
Cuando Mejia Victores ausmió el poder, las actividades contrainsurgentes de Lucas García y de Ríos Montt habían tenido un gran éxito en su objetivo de remover la base civil de la guerrilla. Además, los servicios de inteligencia del Ejército de Guatemala (G-2) habían logrado infiltrar casi todas las instituciones políticas del país y había erradicado a los oponentes al gobierno por medio de terror institucional y de asesinatos selectivos. La contrainsurgencia había militarizado a la sociedad guatemalteca, creando una atmósfera de terror que suprimió las protestas populares y la insurgencia en sí. La milicia había consolidado su poder en prácticamente todos los sectores de la sociedad.
En 1983, la activista indígena Rigoberta Menchú publicó internacionalmente sus memorias durante el período de Lucas García y Ríos Montt en su libro Me llamo Rigoberta Menchú y así me nació la conciencia, el cual atrajo muchísima atención internacional a la situación que se vivía en Guatemala. Menchú es la hija de uno de los líderes campesinos que fue asesinado durante la Quema de la embajada de España el 31 de enero de 1980, y al momento de publicar su libro había sido altamente entrenada y educada por los intelectuales izquierdistas del país. Posteriormente, en 1992 ―aprovechando la celebración de los Quinientos Años del Descubrimiento de América― fue galardonada con el Premio Nobel de la Paz por su trabajo en lograr una major justicia social. Sus memorias hicieron públicas las prácticas de terrorismo institucional en Guatemala.
Después del golpe de 1983, tanto la comunidad de inteligencia estadounidense como los observadores de derechos humanos adviriteron que los casos de abusos a los derechos humanos en el área rural cayeron considerablemente, pero las actividades de los escuadrones de la muerte en la ciudad se incrementaron. Además, mientras que los niveles de ejecuciones extrajudiciales y de masacres disminuyeron, los secuestros y desapariciones forzadas se incrementaron. Pronto, la situación en la Ciudad de Guatemala empezó a parecerse a la que se vivía durante el gobierno de Lucas García. Durante el primer mes de Mejía Víctores el número de secuestros mensuales documentados se incrementó de doce en agosto a cincuenta y seis en septiembre. Entre las víctimas había empleados de la Agencia Internacional para el Desarrollo (AID) de los Estados Unidos, miembros de partidos políticos de izquierda moderada y de izquierda radical, y sacerdotes católicos. En un reporte para las Naciones Unidas, la Comisión de Derechos Humanos para Guatemala, reportó setecientas trece ejecuciones extrajudiciales y quinientas seis desapariciones en Guatemala entre enero y septiembre de 1984. Un mensaje secreto del departamento de la Defensa de los Estados Unidos en marzo de 1986 indicaba que del 8 de agosto de 1983 al 31 de diciembre de 1985, hubo un totoal de dos mil ochocientos ochenta y tres secuestros; y que los secuestros promediaban ciento treinta y siete al mes durante 1984. El reporte asoció estos hechos a un programa sistemático de las fuerzas de seguridad de Mejía Víctores, indicando que aunque había actividad criminal y personas que desaparecían por su cuenta, las fuerzas de seguridad y los grupos paramilitares eran responsables de la mayoría de las desapariciones. Los grupos insurgentes no secuestran normalmente como parte de sus actividades subversivas.
Al igual que durante el gobierno de Lucas García, parte del modus operandi de la represión gubernamental incluía interrogatorios en bases militares, estaciones de policía y en casas de seguridad del gobierno. La información sobre posible conexiones con los insurgentes se obenía mediante torturas. Las fuerzas de seguridad utilizaban esta información para hacer redadas de posibles reductors guerrilleros en la Ciudad de Guatemala. En ese proceso, el gobierno capturó secretamente a cientos de individuos quienes desaparecieron sin dejar rastro, o que si lo hicieron, fue cuando se encontró su cadáver torturado y mutilado. Entre 1984 y 1986, la policía secreta de la G-2 mantuvo su centro de operaciones contrainsurgentes en el suroeste de Guatemala en la base militar de Retalhuleu. Allí, la G-2 operaba un centro clandestino de operaciones para interrogar a los sospechosos de ser guerrilleros o colaboradores de los insurgentes. Los sospechosos eran apresados en pozos llenos de agua localizados en el perímetro de la base, en donde se colocaba una reja para evitar que los prisioneros se ahogaran. Los cuerpos de los prisioneros que fallecían o que habían sido señalados para su desaparición eran llevados en aviones IAI Arava y lanzados sobre el océano Pacífico en los llamados «vuelos de la muerte».
No obstante, debido a la presión internacional, especialmente la de otras naciones de América Latina, el general Mejía Víctores se vio obligado a permitir un retorno gradual a la democracia en Guatemala; el 1 de julio de 1984 convocó a elecciones para representante a una Asamblea Nacional Constituyente, la cual finalmente redactó una nueva constitución democrática para el país, la cual entró en vigencia el 30 de mayo de 1985. Posteriormente, en ese año se celebraron elecciones generales en donde resultó elegido el candidato civil Vinicio Cerezo.

## Inicio del proceso de paz y reconciliación nacional

### Retorno a la democracia (1985)
En el marco de un nuevo sistema político y con 68 % del total de votos, fue elegido en 1985 Marco Vinicio Cerezo Arévalo, candidato izquierdista y primer presidente civil en un país donde los regímenes militaristas habían sido la pauta. La llegada de Cerezo marcaría definitivamente la entrada de la democracia a Guatemala, que se iniciaría con la transición realizada por Mejía Victores. Su gobierno se destacaría por buscar armonizar las relaciones entre Guatemala y el resto de países latinoamericanos, especialmente con sus vecinos de Centroamérica.

### Gobierno de Cerezo Arévalo (1986)

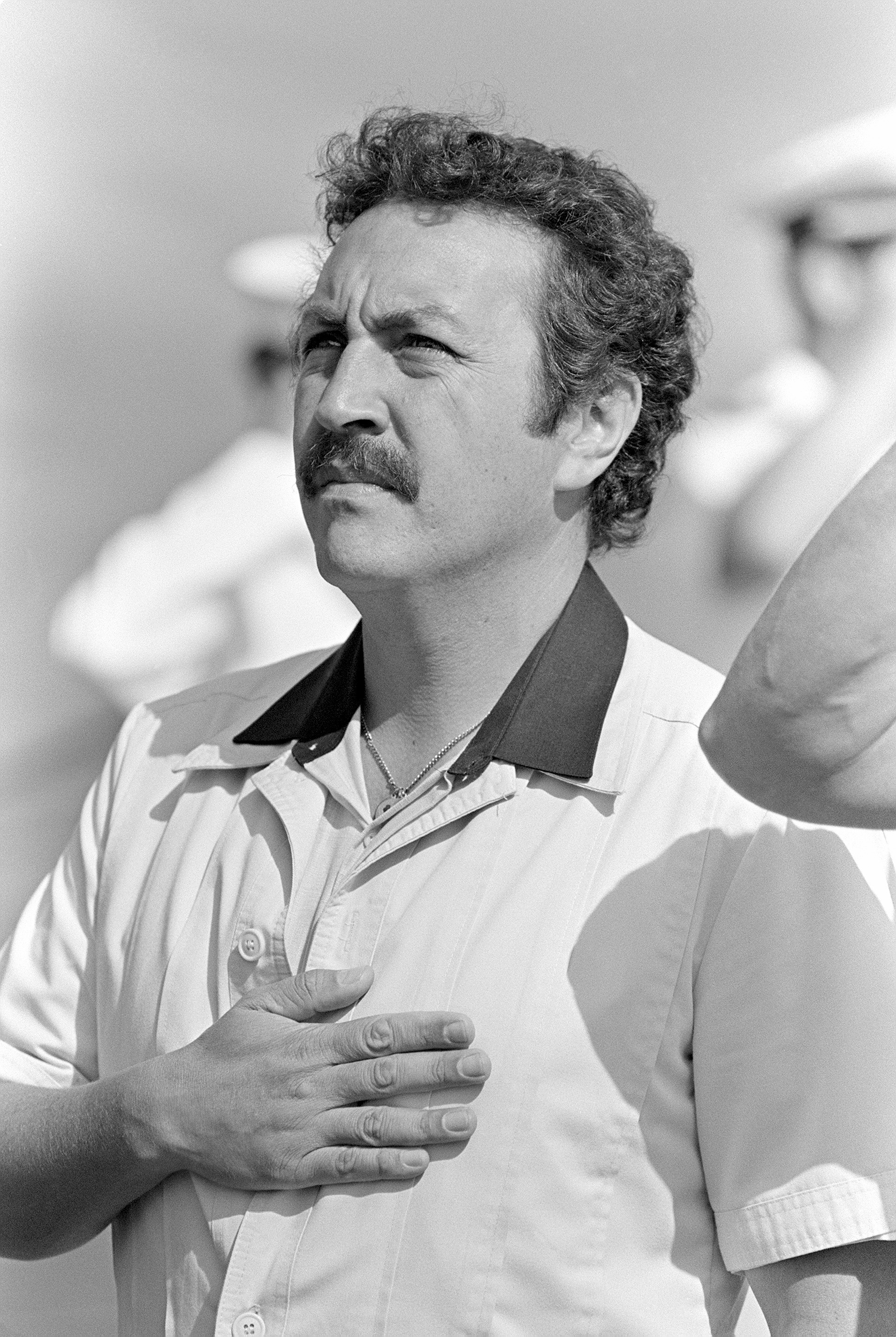
Vinicio Cerezo, Presidente de Guatemala (1986-1991), fue el promotor de los acuerdos de paz en Centroamérica, durante su gobierno se firmó el Acuerdo de Esquipulas.

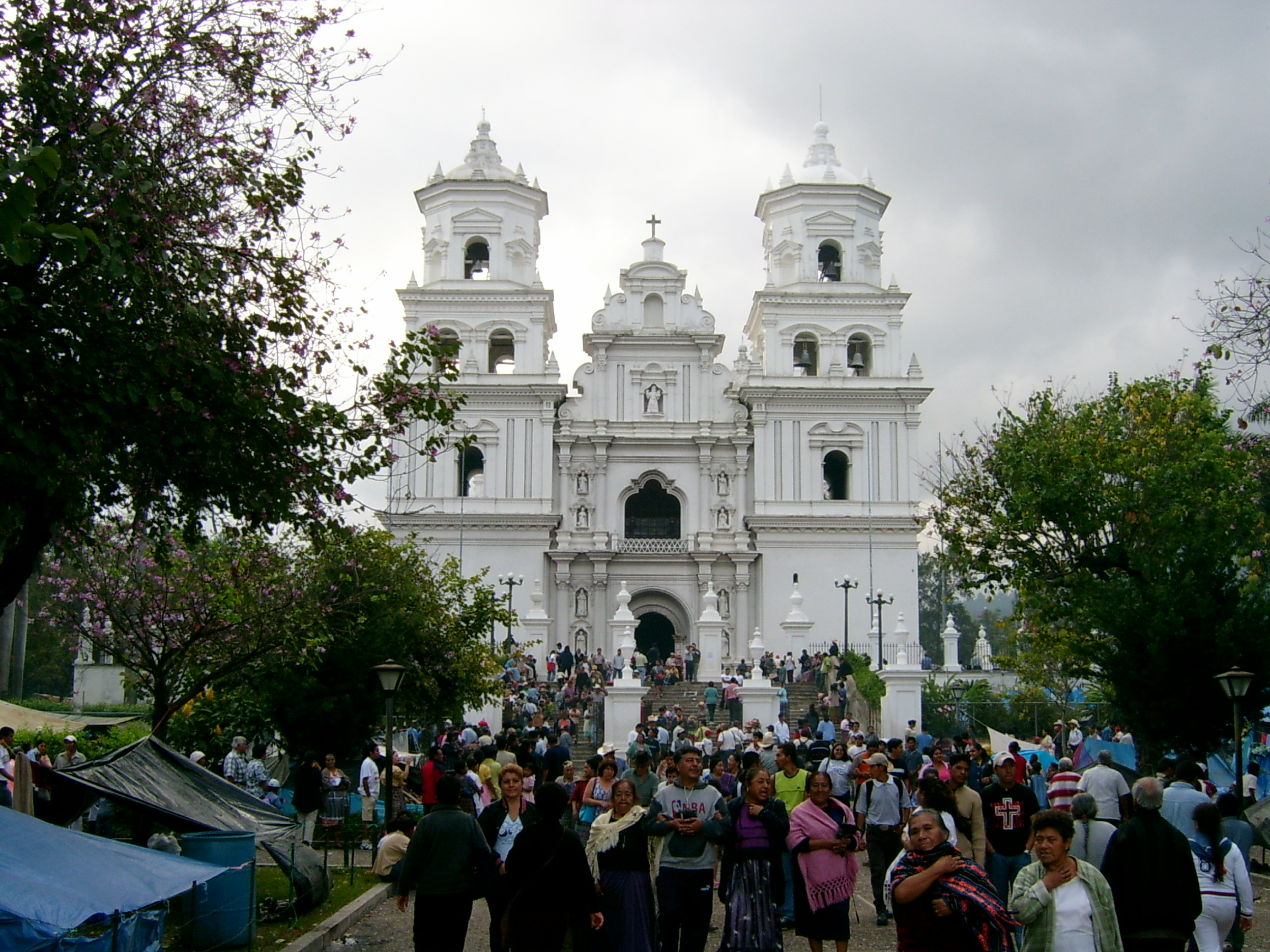
El Acuerdo de Esquipulas lleva ese nombre en honor a la ciudad oriental de Esquipulas, donde se realizaron las primeras reuniones.

El licenciado Vinicio Cerezo, líder de la Democracia Cristiana Guatemalteca, tomó posesión al cargo de Presidente de la República el 14 de enero de 1986. Fue el primer civil en ser electo presidente desde 1966 y el único presidente desde la apertura democrática de 1985 en tener un período constitucional que dure cinco años.

### Acuerdo de Esquipulas (1986-1987)
El 14 de mayo de 1986, los presidentes centroamericanos se citaron en la Ciudad de Esquipulas, para formalizar un proceso de paz en Centroamérica y poner fin a la guerra civil de Guatemala, El Salvador y Nicaragua, iniciativa presentada por el presidente guatemalteco Marco Vinicio Cerezo y fuertemente apoyada por el presidente costarricense Óscar Arias.
El Grupo Contadora fue una instancia multilateral establecida por los gobiernos de Colombia, México, Panamá y Venezuela, en 1983, para promover conjuntamente la paz en Centroamérica.
El 25 de mayo de 1986 firmaron el primer acuerdo llamado Esquipulas I, que sirvió de base para consolidar la decisión política de los gobernantes y establecer con Esquipulas II en 1987 el procedimiento para conseguir la "Paz Firme y Duradera" en la región. A pesar de este acercamiento, el ejército lanzó una importante ofensiva sobre el municipio del Ixcán, la cual fue considerada un fracaso para el ejército, esto por los pobres avances de la operación.
El 7 de agosto de 1987 es firmado el Acuerdo Esquipulas II por los cinco presidentes de Centroamérica, este último firmado en la Ciudad de Guatemala.

### Parlamento Centroamericano (1987-1991)
Como resultado de los Acuerdos de Esquipulas nace el Parlamento Centroamericano como la instancia política permanente y democrática, de representación popular. El Parlacen cobró plena vigencia, el 28 de octubre de 1991, cuando su primera Asamblea Plenaria se instaló oficialmente en la Ciudad de Guatemala, durante una solemne e histórica ceremonia.
El Tratado Constitutivo del Parlamento Centroamericano y otras Instancias Políticas fue suscrito de la manera siguiente: 8 de octubre de 1987 por los presidentes de las repúblicas de Guatemala y El Salvador, el 15 de octubre de 1987 lo suscriben los presidentes de las repúblicas de Costa Rica y Nicaragua, el 16 de octubre del mismo año lo suscribió el presidente de la República de Honduras. El tratado fue ratificado por Guatemala el 14 de diciembre de 1987, por El Salvador el 1 de septiembre de 1988, por Honduras el 9 de septiembre de 1988, y por Nicaragua el 20 de enero de 1988.
Un Primer Protocolo al Tratado Constitutivo se suscribe de la siguiente manera: Guatemala el 15 de septiembre de 1989, Costa Rica el 29 de septiembre de 1989, Honduras el 6 de noviembre de 1989, El Salvador el 8 de diciembre de 1989 y Nicaragua el 9 de 1989. Dicho Protocolo en esencia viabilizó la vigencia del tratado con la ratificación de tres países y amplia los plazos establecidos dentro del Tratado. El primer protocolo entró en vigencia el 1 de mayo de 1990.

### Continúa represión contra universidad estatal
En 1987, el presidente de la Asociación de Estudiantes «El Derecho» (AED), Willy Ligorría, fue expulsado de la Asociación de Estudiantes Universitarios de la Universidad de San Carlos por malversar fondos del Comité de Huelga de Dolores, por su participación directa en un desfalco de dinero de la asociación y por usurpación de funciones actuando y firmando como Secretario General en diversas actividades y documentos internacionales. Después de su salida empezaron las amenazas contra los miembros de la directiva de la AEU: en 1989 hubo una constante escalada de amenazas, parte de ellas firmadas por escuadrones de la muerte como «la Dolorosa», el «Jaguar Justiciero» o el «Ejército Secreto Anticomunista». A pesar de su expulsión, Ligorría, mantuvo un perfil muy alto y combativo, mientras que un amigo suyo, Marco Tulio Montenegro, seguía siendo parte de la AEU.
En 1989, regresaron a Guatemala del exilio varios estudiantes universitarios con la intención de lograr un resurgimiento de la coordinación estudiantil, que estaba prácticamente desmantelada. Pero el 21 de agosto fue detenido y desaparecido Iván Ernesto González; al día siguiente, Carlos Contreras Conde, máximo dirigente del Movimiento Estudiantil Universitario (MEU), fue secuestrado en las cercanías de la Universidad. Ese mismo día Hugo Leonel Gramajo fue secuestrado siendo introducido en un pick-up rojo con placas extranjeras. El día 23 de agosto, Víctor Hugo Rodríguez Jaramillo y Silvia Azurdia Utrera fundadores del MEU, fueron secuestrados y conducidos en medio de una fuerte violencia a dos carros que les cerraron el paso. Mario De León salió de la conferencia de prensa que hizo la Asociación de Estudiantes Universitarios que se hizo ese día y a las 19:45 horas fue detenido en un puesto de registro de la Policía Nacional y nunca más se supo de su paradero. Aarón Ubaldo Ochoa desapareció al día siguiente.
Durante unas reuniones en las que estaba discutiéndose la respuesta que iban a dar los estudiantes, Willy Ligorría llamó aparte a otro dirigente para decirle que sabía en dónde estaban escondidos Hugo Gramajo y Aarón Ochoa y que si quería podía llevarle hasta ellos. En el mes de septiembre otros miembros del movimiento estudiantil, Carlos Chutá Camey, Carlos Humberto Cabrera y Carlos Palencia fueron secuestrados y aparecieron muertos poco tiempo después.
Luego del asesinato de los estudiantes universitarios, Ligorría fue orador en algunos mítines en la Universidad y participaba en las concentraciones que se realizaron. El sábado 15 de septiembre a las 14:15 horas salió para Panamá junto con Marco Tulio Montenegro y Byron Milián Vicente. Montenegro regresó a Guatemala el 11 de noviembre de 1989 a integrarse en la AEU, pero ya se sospechaba de él, y poco después fue asesinado con un arma tipo bayoneta. Por su parte, Ligorría fue nombrado Jefe de Investigaciones del Ministerio Público. El 12 de septiembre de 1997 la Unidad Revolucionaria Nacional Guatemalteca, convertida en partido político tras los acuerdos de paz, acusó formalmente a Ligorría por su participación en el asesinato de los estudiantes, aduciendo que era miembro de la inteligencia militar.

### Las CPR salen a la luz pública
En 1990 las Comunidades de Población en Resistencia (CPR) salieron a la luz pública e iniciaron su proceso de reincorporación a la sociedad guatemalteca por medio de la figura del procurador de los Derechos Humanos y la Comisión Interamericana de Derechos Humanos. Los libros del sacerdote jesuita y antropólogo Ricardo Falla ayudaron a diseminar esta información entre la población del país, que hasta entonces no sabía lo que había ocurrido en las selvas de El Quiché.

## Iniciación de los Acuerdos de Paz

### Gobierno de Serrano Elías (1991-1992)
En las elecciones presidenciales de 1991, es electo el ingeniero Jorge Serrano Elías, asumió la presidencia el 14 de enero de 1991, completando así la primera transición de un gobierno civil electo democráticamente a otro. Como su partido, el Movimiento de Acción Solidaria (MAS) ganó solo 18 de los 116 asientos del Congreso, Serrano firmó una débil alianza con los Demócratas Cristianos y la Unión del Centro Nacional (UCN).
Durante su gobierno, Serrano se interesó por la repatriación de los campesinos guatemaltecos que se habían refugiado en México huyendo de la política de tierra arrasada que el Ejército había implementado entre 1982 y 1983 en la Franja Transversal del Norte, especialmente en los terrenos ricos en petróleo en Ixcán, Chajul y Nebaj en Quiché.

### Autogolpe de Estado "Serranazo" (1993)
El 25 de mayo de 1993, Serrano Elías suspendió ilegalmente cuarenta y seis artículos de la Constitución Política de la República, además disolvió al Poder Legislativo y al Poder Judicial, a la Procuraduría de Derechos Humanos y a la Corte de Constitucionalidad, según su criterio, eso no constituyó una violación a la Constitución porque tanto los diputados como los magistrados le estaban causando muchos problemas y no le dejaban gobernar porque le hacían constantes chantajes.
Con apenas siete años, la democracia guatemalteca afrontó en aquella fecha una prueba de fuego, luego de que Serrano Elías promulgara el decreto gubernativo 1-93, por medio del cual dictó lo que denominó "Medidas temporales de gobierno", que quebrantaron el orden constitucional y acrecentaron la crisis política que vivía el país.
El "autogolpe" fracasó debido a protestas unificadas y fuertes por la mayoría de la sociedad guatemalteca, la presión internacional, por lo que el ejército en cumplimiento a las decisiones del Tribunal de Constitucionalidad, que decretó contra el intento de golpe, lo quitaron del poder.
Serrano huyó del país el 31 de mayo del mismo año, goza de asilo político en Panamá, aún cuenta con una orden de captura internacional pero no se le ha podido extraditar porque Guatemala no tiene un tratado de extradición con Panamá.
El estamento militar trató de instaurar a Gustavo Adolfo Espina Salguero en el poder, Vicepresiente de la República y del 1 de junio al 5 de junio de 1993 presidente de la República, pero el Congreso votó el 3 de junio contra su nombramiento y la renuncia fue presentada dos días después. Fue relevado por Ramiro de León Carpio, entonces procurador de Derechos Humanos quien le acusó de los delitos de violación de la Constitución, rebelión y usurpación de funciones por su complicidad en el autogolpe de Estado.
Espina salió al exilio y retornó al país en 1997. Fue juzgado y declarado culpable por violación a la Constitución, pero su sentencia fue cambiada por una multa.

### Gobierno de Ramiro de León Carpio (1993-1996)
Ramiro de León Carpio tomó posesión como Presidente de la República el 6 de junio de 1993. En su discurso de toma de posesión, de León se comprometió a defender las libertades públicas, a hacer cumplir el imperio de la ley, a encarar con decisión los agudos problemas socioeconómicos, a avanzar en la negociación con la guerrilla y a infundir un "impulso ético" y la "depuración" de las instituciones.
Anteriormente de León junto con su primo Jorge Carpio Nicolle, fundó la Unión del Centro Nacional (UCN) como una opción de centroderecha basada en el liberalismo social y opuesta al autoritarismo que había hecho estragos en el empobrecido país después de más de dos décadas de insurgencia guerrillera.
El 14 de agosto de 1994 se eligieron 80 de los 116 escaños del Congreso y el partido más votado fue la formación derechista del expresidente de facto Ríos Montt, el Frente Republicano Guatemalteco (FRG). El 12 de noviembre de 1995 tuvieron lugar unas elecciones generales con una campaña excepcionalmente pacífica y por concurrir opciones de izquierda, coaligadas como Frente Democrático Nueva Guatemala (FDNG, considerado cercana a la URNG), cosa que no sucedía desde 1954.
El vencedor en la segunda vuelta del 7 de enero de 1996, el centroderechista Álvaro Enrique Arzú Yrigoyen, del Partido de Avanzada Nacional (PAN), fue quien recibió la banda presidencial siete días después. El 19 de marzo se registró un incidente, el cual supuestos miembros del UNRG atacaron a un cuartel del Ejército ubicado en la finca "el Rinconcito", Playa Grande, Ixcan, Departamento de Quiché, el cual no dejó muertos, ni heridos, ni alteró el curso de los diálogos. El 25 de agosto del mismo año es secuestrada  Olga de Novella por miembros del ORPA, cuando esta salía de un servicio religioso. El secuestro duro dos meses, pidiendo un rescate de 6 millones de dólares para la liberación, a diferencia de otros secuestros, la prensa otorgó escasa información sobre las exigencias de los secuestradores y la reacción de los familiares de la víctima, siendo liberada el 20 de octubre de 1996.

## Finalización de la guerra y firma del Acuerdo de paz firme y duradera

### Gobierno de Álvaro Arzú

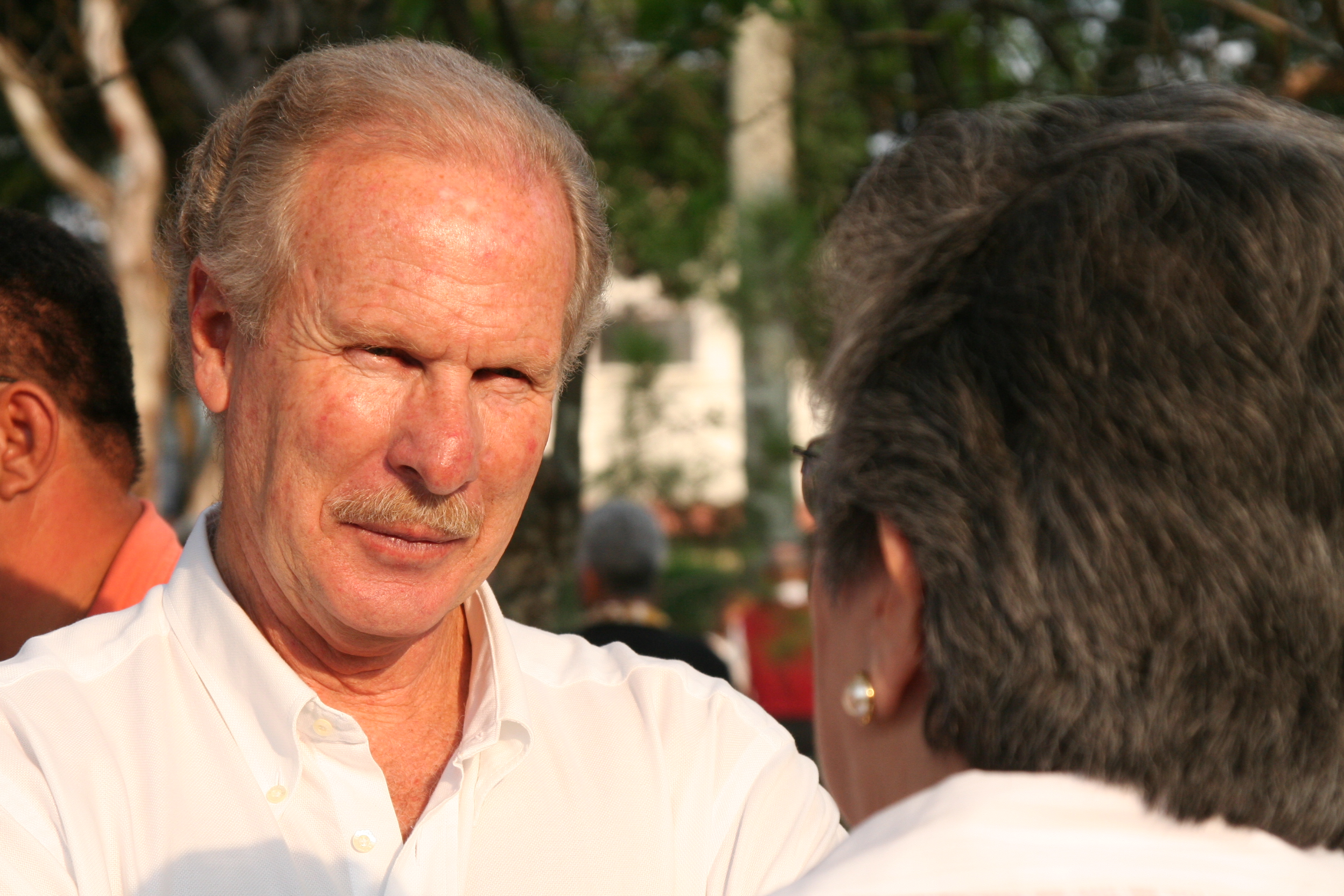
Álvaro Arzú, Presidente de Guatemala (1996-2000), durante su gobierno culminaron los Acuerdos de Paz.

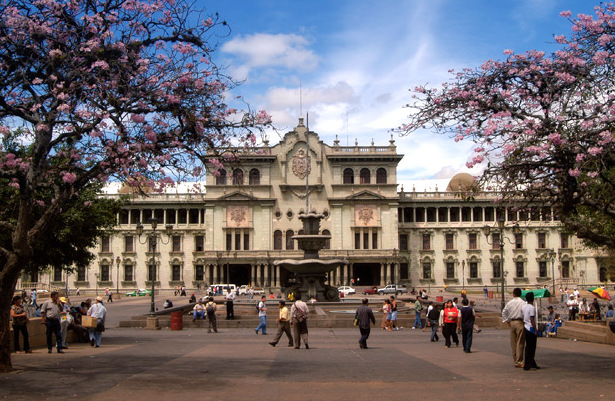
En el Palacio Nacional de la Cultura fue firmado el Acuerdo de Paz Firme y Duradera el 29 de diciembre de 1996.

El 14 de enero de 1996, tomó posesión al cargo de Presidente de la República, Álvaro Arzú, del Partido de Avanzada Nacional.
Arzú ya había mantenido contactos con la comandancia guerrillera y había hecho de la conclusión del proceso de negociaciones un eje de su campaña electoral. El 20 de marzo de 1996 el Gobierno y la URNG proclamaron sendos altos el fuego y en los meses sucesivos fueron alcanzando los acuerdos sectoriales. El 6 de mayo se firmó en México uno sobre Aspectos Socioeconómicos y Situación Agraria, y el 20 de septiembre el mismo escenario produjo otro sobre el Fortalecimiento del Poder Civil y la Función del Ejército en una Sociedad Democrática. En octubre culminó el proceso de desarme y desmantelamiento de los Comités Voluntarios de Defensa Civil.
El 29 de diciembre del mismo año, se firma el Acuerdo de paz firme y duradera, este fue el último de los Acuerdos de Paz suscrito por el Gobierno de la República de Guatemala y la Unidad Revolucionaria Nacional Guatemalteca. Este documento integra todos los acuerdos suscritos a partir del Acuerdo marco sobre democratización para la búsqueda de la paz por medios políticos, para alcanzar soluciones pacíficas a los principales problemas que generaron la guerra civil.
Cerca de las 8 P. m. (hora de Guatemala), Arzú salió a la tarima principal ubicada frente al Palacio Nacional de la Cultura y se dirigió a la multitud diciendo: "Pueblo de Guatemala, la Paz ha sido firmada", la firma de los Acuerdo de Paz que habían comenzado en 1991, habían finalizado y con ello también finalizaba la guerra que duró más de 36 años.

### Acuerdos de Paz
| N.º | Nombre del acuerdo | Lugar y fecha de suscripción                            |
| --- | --- | ------------------------------------------------------- |
| 1   | Acuerdo marco sobre democratización para la búsqueda de la paz por medios políticos (Acuerdo de Querétaro) | Querétaro, México, 25 de julio de 1991                  |
| 2   | Acuerdo global sobre derechos humanos | México, D.F., México, 29 de marzo de 1994               |
| 3   | Acuerdo para el reasentamiento de las poblaciones desarraigadas por el enfrentamiento armado | Oslo, Noruega, 17 de junio de 1994                      |
| 4   | Acuerdo sobre el establecimiento de la Comisión para el esclarecimiento histórico de las violaciones a los derechos humanos y los hechos de violencia que han causado sufrimientos a la población guatemalteca | Oslo, Noruega, 23 de junio de 1994                      |
| 5   | Acuerdo sobre identidad y derechos de los pueblos indígenas | México, D.F., México, 31 de marzo de 1995               |
| 6   | Acuerdo sobre aspectos socioeconómicos y situación agraria | México, D.F., México, 6 de mayo de 1996                 |
| 7   | Acuerdo sobre fortalecimiento del poder civil y función del Ejército en una sociedad democrática | México, D.F., México, 19 de septiembre de 1996          |
| 8   | Acuerdo sobre el definitivo cese al fuego | Oslo, Noruega, 4 de diciembre de 1996                   |
| 9   | Acuerdo sobre reformas constitucionales y régimen electoral | Estocolmo, Suecia, 7 de diciembre de 1996               |
| 10  | Acuerdo sobre bases para la incorporación de la Unidad Revolucionaria Nacional Guatemalteca a la legalidad | Madrid, España, 12 de diciembre de 1996                 |
| 11  | Acuerdo sobre el cronograma para la implementación, cumplimiento y verificación de los acuerdos de paz | Ciudad de Guatemala, Guatemala, 29 de diciembre de 1996 |
| 12  | Acuerdo de paz firme y duradera | Ciudad de Guatemala, Guatemala, 29 de diciembre de 1996 |

### Disculpa del presidente de los Estados Unidos
En un viaje oficial a Guatemala en 1999 después de la publicación del reporte de la Comisión para el Esclarecimiento Histórico el presidente de los Estados Unidos Bill Clinton emitió una disculpa oficial declarando: «Es importante que yo exprese claramente que fue un error proporcionar apoyo para las fuerzas militares y unidades de inteligencia que se involucraron en represión violenta y generalizada del tipo descrito en el reporte.»

## Bando del gobierno de Guatemala y aliados.

### Fuerzas Armadas de Guatemala

Bandera oficial de la República de Guatemala.

Corresponde a todas las fuerzas militares del gobierno guatemalteco, que agrupa al Ejército de Guatemala, la Armada de Guatemala, la Fuerza Aérea Guatemalteca, así como la división de fuerzas especiales del ejército y que desde 1962 hasta 1988 se enfrentaron con todos los grupos guerrilleros de la Unidad Revolucionaria Nacional Guatemalteca.
Se le atribuye la mayoría de las masacres perpetradas durante el conflicto armado.
- Las Patrullas de Autodefensa Civil

Las PAC se crearon en 1981 durante la presidencia del general Romeo Lucas García (1978-1982), legalizadas durante el gobierno de Efraín Ríos Montt, fueron grupos paramilitares con la finalidad de involucrar a la población civil a prestar un servicio militar, autorizados y coordinados por el Ejército de Guatemala, para teóricamente proteger a sus comunidades de la guerrilla guatemalteca.
- Militantes de la Liberación Nacional

Corresponde a todos aquellos partidarios del Movimiento de Liberación Nacional (partido de extrema derecha), los cuales crearon grupos paramilitares con el fin de enfrentarse con la guerrilla en apoyo al Ejército de Guatemala.

### Aliados internacionales

#### Estado de Israel
El ejército guatemalteco mantuvo fuertes lazos de cooperación con Israel, el que le empezó a vender y enviar armas a Guatemala durante el gobierno del general Laugerud García. El Instituto Internacional para Investigaciones de Paz de Estocolmo ha calculado que el 39 % de las armas importadas por Guatemala entre 1975 y 1979 provenían de Israel. La infantería guatemalteca fue equipada con varias configuraciones del fusil Galil 5.56×45mm y un número reducido de ametralladoras Uzi de 9mm ambas fabricadas por Israel Military Industries (IMI). Israel también el principal proveedor de armamento de Argentina desde finales de 1978 hasta que el gobierno de los Estados Unidos suspendió la ayuda a la junta militar argentina. El gobierno militar de Argentina también le vendió armas israelíes a Guatemala en varias ocasiones.
En 1981 el Jefe del Estado Mayor del ejército de Guatemala dijo que «el soldado israelí es el modelo para nuestros soldados». Después del 23 de marzo de 1982, el día del golpe de Estado de los oficiales jóvenes, el general Ríos Montt le dijo a ABC News que su éxito se debía a que sus soldados «eran entrenados por israelíes». No hubo mayores protestas en Israel por su presencia en Guatemala, y eso que el apoyo no era ningún secreto. Ahora bien, a pesar del reconocimiento público que las autoridades guatemaltecas decían de Israel, por lo menos hubo un alto funcionario guatemalteco que indicó que los israelíes estaban cobrando excesivamente a Guatemala por sus armas. El general Héctor Gramajo, quien luego sería ministro de la Defensa Nacional, dijo en una entrevista que «quizá los israelíes nos enseñaron inteligencia pero por razones comerciales... Los halcones ―vendedores de armas israelíes― se aprovecharon de nosotros y nos vendieron el armamento al triple del precio real».

## Bando de la guerrilla guatemalteca
- La Unidad Revolucionaria Nacional Guatemalteca

Bandera oficial de las guerrillas de la URNG.

Fue fundada el 7 de febrero de 1982, como resultado de la coordinación de los cuatro grupos guerrilleros más importantes de Guatemala. Estas guerrillas eran: Ejército Guerrillero de los Pobres (EGP), la Organización del Pueblo en Armas (ORPA), las Fuerzas Armadas Rebeldes (FAR), y el Partido Guatemalteco del Trabajo (PGT).

Bandera del Movimiento Revolucionario 13 de Noviembre.

- El Movimiento Revolucionario 13 de Noviembre fue el primer movimiento guerrillero formado en el oriente del país a principio de 1962, estuvo activo por casi diez años hasta su disolución en 1971.

Bandera de las Fuerzas Armadas Rebeldes (FAR).

- Las Fuerzas Armadas Rebeldes fueron la primera organización guerrillera de Guatemala. Fue fundada a finales de 1962 a partir de la unión entre el Movimiento Revolucionario 13 de Noviembre, el movimiento estudiantil 12 de abril, y el destacamento 20 de octubre del Partido Guatemalteco del Trabajo. Las Fuerzas Armadas Rebeldes FAR encararon la tensión entre la dirección política y militar de la lucha guerrillera. Inicialmente se acordó que el PGT se haría cargo de lo político y las FAR de lo militar. Esta división artificial fracasó y condujo a permanentes conflictos, hasta que en 1971 se disolvieron.

- El Ejército Guerrillero de los Pobres, surge a inicios de 1972, a partir de la crisis de las Fuerzas Armadas Rebeldes (FAR), a finales de la década de 1960. Sus operaciones tuvieron lugar en el Altiplano Noroccidental y Central, cubriendo los departamentos de Huehuetenango, El Quiché, Alta Verapaz y Chimaltenango. A esta agrupación guerrillera se le atribuyen la mayoría de masacres y ataques terrorista cometidos por la guerrilla a lo largo de la guerra civil.

- La Organización Revolucionaria del Pueblo en Armas, organización guerrillera y terrorista, creada a principios de 1982, es responsable de la mayoría de masacres cometidas por la guerrilla a comunidades indígenas.

## Consecuencias de la guerra
Según el Informe de Recuperación de la Memoria Histórica (REMHI) y el Programa Nacional de Resarcimiento (PNR) hubo cerca de doscientos mil muertos, cuarenta y cinco mil desaparecidos, y cerca de cien mil desplazados, la mayoría de los cuales emigraron a México, Honduras y Estados Unidos.
El aumento de la pobreza fue una de las principales consecuencias de la guerra que asechó al país, debido a la militarización del país y a la instalación clandestina de la guerrilla los cuales no permitían un desarrollo económico sustentable.; asimismo, dejó a la población desconfiando de las instituciones gubernamentales por la corrupción que existe dentro de estas.

## Posguerra

### Asesinato de Juan Gerardi

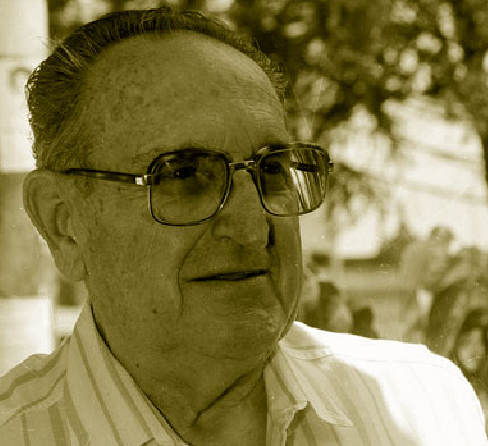
Monseñor Gerardi, obispo emérito de Santa Cruz del Quiché.

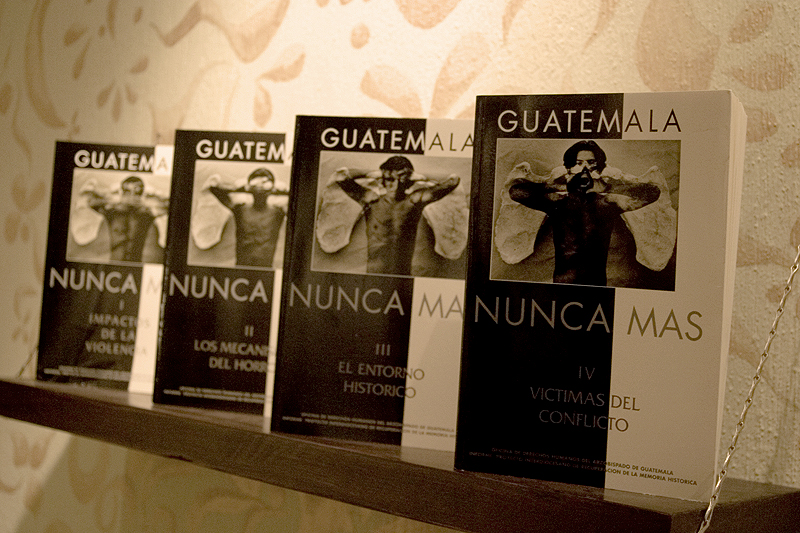
Informe de Recuperación de la Memoria Histórica (REMHI).

La noche del 26 de abril de 1998, el obispo Juan José Gerardi fue asesinado a golpes en la cabeza, esto ocurrió en el garaje de la casa parroquial de San Sebastián, de la zona 1 de la Ciudad de Guatemala. Dos días antes había publicado el informe "Guatemala: Nunca más", este reporte exponía a miles de testigos y víctimas de la represión estatal y culpaba de la mayoría de crímenes al ejército de Guatemala. En las investigaciones se documentaron más de 54 000 violaciones a los Derechos Humanos durante la dictadura militar (1960-1996). La autoría de la mayoría de brutalidades, según pruebas fehacientes, incluidas masacres, torturas, violaciones masivas, desapariciones forzadas, mutilaciones y otros crímenes, se le atribuyó a las fuerzas del Estado. la Asociación Americana para el Avance de la Ciencia, (AAAS, por sus siglas en inglés) entidad que publicó el reporte de la Comisión ya mencionada, fue quien realizó el trabajo estadístico sobre el número reportado de muertes, e indicó que el mismo es únicamente un estimado, ya que en las tres fuentes consultadas para el efecto no se reportaron más de 25 000 muertes documentadas: 24 900 fallecidos por la Comisión para el Esclarecimiento Histórico, 8533 fallecidos por la Corte Interamericana de Derechos Humanos y 21 200 fallecidos por la REMHI Éste análisis estadístico de la AAAS se encuentra en la publicación del reporte de la Comisión para el Esclarecimiento Histórico, específicamente en el 	Anexo III: Metodología Intermuestra I:  Introducción y resumen.
En el reporte retrospectivo se presentaron miles de testimonios recogidos en todo el país, que fueron relatando cuarenta años de memoria de represión: doscientos mil guatemaltecos muertos, cincuenta mil desaparecidos, un millón de exiliados y refugiados, doscientos mil huérfanos, cuarenta mil viudas. Nueve de cada diez víctimas eran civiles desarmados, en su mayoría indígenas. En el 90 % de los crímenes, la responsabilidad era del ejército o de bandas paramilitares que se relacionaban con él.
El trabajo de recuperación histórica que Gerardi y su equipo realizaron, sería fundamental en las labores posteriores de la Comisión para el Esclarecimiento Histórico (CEH), entidad auspiciada por la ONU, instalada en virtud de los Acuerdos de Paz de 1996. La comisión de Naciones Unidas llegó a conclusiones similares que el proyecto histórico que dirigió el obispo, responsabilizando al ejército de más del 90 % de los crímenes perpetrados durante las cuatro décadas de confrontación política.

## Películas sobre la guerra
- «When The Mountains Tremble - 1983 (en español, Cuando las montañas tiemblan)]». YouTube. 1983. Consultado el 19 de agosto de 2014. «Documental elaborado por la guerrilla guatemalteca: narrado por una joven Rigoberta Menchú, describe la contrainsurgencia en Guatemala durante el gobierno del general Efraín Ríos Montt.»
- Nairn, Allain (1983). «Titular de Hoy: Guatemala. Parte 3 de 5». YouTube. Archivado desde el original el 5 de mayo de 2015. Consultado el 21 de febrero de 2014.
- Granito de arena - 2010 (documental).

### Principales protagonistas
- United Fruit Company
- EXMIBAL
- Jacobo Árbenz Guzmán
- Miguel Ydígoras Fuentes
- Rigoberta Menchú
- Kjell Eugenio Laugerud García
- Fernando Romeo Lucas García
- Efraín Ríos Montt

### Víctimas
- Oliverio Castañeda de León
- Manuel Colom Argueta
- Irma Flaquer
- Alaíde Foppa
- Alberto Fuentes Mohr
- Adolfo Molina Orantes
- Víctimas del incendio de la Embajada de España en Guatemala
- Gregorio Iujá Yoná
- Sacerdotes católicos asesinados en Guatemala
- Luis de Lión

## Lectura recomendada

### En español
- Sas, Ángel (12 de mayo de 2013). «CACIF pide anular fallo por genocidio contra Ríos Montt». Prensa Libre (Guatemala). Archivado desde el original el 8 de enero de 2015. Consultado el 26 de octubre de 2013.

### En inglés
- Grandin, Greg; Klein, Naomi (2011). The Last Colonial Massacre: Latin America in the Cold War (en inglés). Chicago, Illinois: University of Chicago Press.
- Rabe, Stephen G. (1988). Eisenhower and Latin America: The Foreign Policy of Anticommunism (en inglés). Chapel Hill, NC: University of North Carolina Press. ISBN 9780807842041. (enlace roto disponible en Internet Archive; véase el historial, la primera versión y la última).